# جنگ‌های گالی
اصطلاح جنگ گالی (به لاتین: Bellum Gallicum) نبردهایی از سوی جمهوری روم برای به انقیاد درآوردن قبایل سرزمین گالیا (امروزه شامل نواحی مرکزی و شمالی کشور کنونی فرانسه و تمامی بلژیک، لوکزامبورگ و بخش‌هایی از سوئیس، هلند و آلمان) بود. این نبردها توسط ژولیوس سزار که با نام قیصر نیز شناخته می شود از ۵۸ تا ۵۰–۵۱ قبل از میلاد رهبری شدند. با وجود آنکه سزار گرایش به این داشت که نبردهای خود را به عنوان اقدامی دفاعی و پیشگیرانه از سوی روم و متحدین گالیایی آن جلوه دهد اما بسیاری از تاریخ‌نگاران بر این عقیده هستند که این نبردها جنگی امپریالیستی به‌تمام معنا بوده که خود با دقت طرح آنرا ریخته‌است و بواسطهٔ آن قصد داشته بر قدرت و اعتبار خود بیفزاید. او حوادث و وقایع این جنگ‌ها را در مجموعه کتاب‌های هفت جلدی خود به نام خاطراتی در باب جنگ گالی به تفصیل شرح داده‌است، کتابی که منبع اصلی حوادث این جنگ‌هاست.

## زمینه تاریخی

### سزار و ایلیریکوم
سزار در طول کنسولی‌اش (۵۹ پیش از میلاد) به لطف حمایت دو تریوم‌ویر دیگر (پومپیئوس و کراسوس) با قانون موسوم به «قانون واتینیا» در یکم مارس این سال مقام پروکنسولی (فرمانداری) بر استان‌های گالیا کیسالپینا و ایلیریکوم به مدت پنج سال و نیز فرماندهی بر ارتشی متشکل از سه لژیون را کسب نمود. اندکی بعد به موجب یک فرمان سنا مقام پروکنسولی برای استان گالیا ناربوننسیس ــ که پروکنسولش به صورت ناگهانی فوت شده بود ــ و نیز فرماندهی بر لژیون دهم را هم به‌دست آورد.
این حقیقت که در ابتدا استان ایلیریکوم به سزار واگذار شده بود و در ابتدای ۵۸ ق. م درست سه لژیون در آکوئیلیا مستقر بودند می‌تواند نشانگر این باشد که وی قصد داشته درست در همین ناحیه در پی شهرت و ثروت برآید و با آن قدرت و نفوذ نظامی و سیاسی‌اش را افزایش دهد. سزار در واقع نیازمند چنان پیروزی‌های برجسته نظامی بود که بتواند قدرتی شخصی برای خود دست و پا کند و بواسطه آن با قدرتی که پومپیئوس با نبردهای پیروزمند نظامی‌اش در شرق کسب کرده بود (جنگ مهردادی سوم) برابری کند.
با همین هدف بوده که محتملاً نبردی در ماورای آلپ کارنیک تا دانوب را در سر می‌پروراند و از تهدید فزایندهٔ قبایل داکی‌ها (غالباً متناظر با رومانی امروزین) بهره‌برداری می‌کرد؛ داکیانی که تحت رهبری بوربیستایی متحد شده بودند که مردم خود را به تصرف قلمروهای غربی رود تیسا رهنمون شده، دانوب را پشت‌سر گذارده و تمام مناطقی که دشت مجارستان امروزین در آن واقع است را منقاد خود ساخت امّا بالاتر از این‌ها به‌طرزی خطرناک به ایلیریکوم و ایتالیا نزدیک شده بود.
پیشروی بوربیستا فوراً متوقف شد ــ شاید به سبب ترس از مداخلهٔ نظامی مستقیم روم در منطقهٔ بالکان-کارپات. اینچنین بود که بوربیستا به‌جای آن‌که پیشروی خود به‌سمت غرب را پی بگیرد به مقر خودش در ترانسیلوانی بازگشت و اهداف گسترش‌طلبانه خود را متوجه شرق نمود.

### سزار و گالیا
با مرتفع شدن تهدید داکی‌ها، سزار توجه خود را معطوف گالیا و مردم آن کرد، مردمی که به چندین جناح منقسم بودند و برخی از آنان حامی خودِ رومیان بودند و به انقیاد کشاندنِ این سرزمین ــ حداقل در ظاهرـ مصائب نظامی کمتری نسبت‌به داکیه و داکی‌ها داشت. برای سزار تنها یک بهانه برای پا گذاشتن به گالیا لازم بود.
هنگامی‌که سزار با لژیون‌هایش وارد این قلمرو شد، با سرزمینی مواجه شد که نه‌تنها توسط سلت‌ها (که بخش اعظم سرزمین را اشغال کرده بودند) و بلژها (قومی ترکیبی از سلت‌ها و ژرمن‌ها که از حدود سال ۲۰۰ پیش از میلاد ناحیه شمال‌شرق گالیا را اشغال کرده بود) بلکه توسط اقوامی محتملاً غیر هندواروپایی همچون لیگوری‌ها و رائتی‌ها در ناحیه جنوب‌شرقی و ایبریایی‌ها (که از شبه‌جزیره ایبری بدان‌جا رسیده بودند) در جنوب‌غربی‌اش اشغال شده بود. در زیر سزار در بخش آغازین معروف کتاب خود خاطراتی در باب جنگ گالی سرزمین گالیا را توصیف می‌کند:
«گالیا در تمامیت خود به سه بخش منقسم است؛ اولین آن‌ها را بلژها، دیگری را آکوئیتن‌ها، و سومی را هم کسانی‌که در زبان خودشان «سلتی» و در [زبان] ما «گالیایی‌ها» نامیده می‌شوند، اشغال کرده‌اند. تمام اینان در زبان، رسوم، قوانین با یکدیگر تفاوت دارند. رودخانه گارون گالیایی‌ها را از آکوئیتن‌ها و [رودهای] مارن و سن هم آنان را از بلژها مجزا می‌کنند. قوی‌ترین اینان همانا بلژها هستند، چراکه از فرهنگ و تمدن استان‌ها[ی ما] بسیار دور هستند، و بازرگانان با اینان اغلب به‌ندرت رفت‌وآمد دارند … با ژرمن‌ها همسایه‌اند، کسانی‌که در ماورای راین ساکن‌اند، [و] با آنان مداوماً در حال جنگ‌اند. به همین دلیل هلوتی‌ها در شجاعت بر دیگر گالیایی‌ها برتری دارند، که تقریباً هر روزه در جنگ با ژرمن‌ها هستند هنگامی‌که یا آنان را از سرحدات خود دور نگه می‌دارند یا خودشان در سرحدات آنان می‌جنگند (حمله می‌کنند). یکی از این بخش‌ها[ی سه‌گانه] که گفته می‌شود متصرفه گالیایی‌هاست از رود رون شروع شده و با رود گارون، اقیانوس، و سرحدات بلژها محدود می‌شود و نیز از سمت سکوان‌ها و هلوتی‌ها به رود راین می‌پیوندد و تا شمال امتداد دارد. [بخشِ] بلژها از دورترین سرحدات گالیا برمی‌خیزند و تا قسمت پائینی رود راین امتداد داشته، روی به شمال و مشرق دارند. آکوئیتانیا از رود گارون تا کوه‌های پیرنه و آن قسمت از اقیانوس که نزدیک هیسپانیاست امتداد داشته، روی به مغرب و شمال دارد.»— Caesar، De bello Gallico I, 1

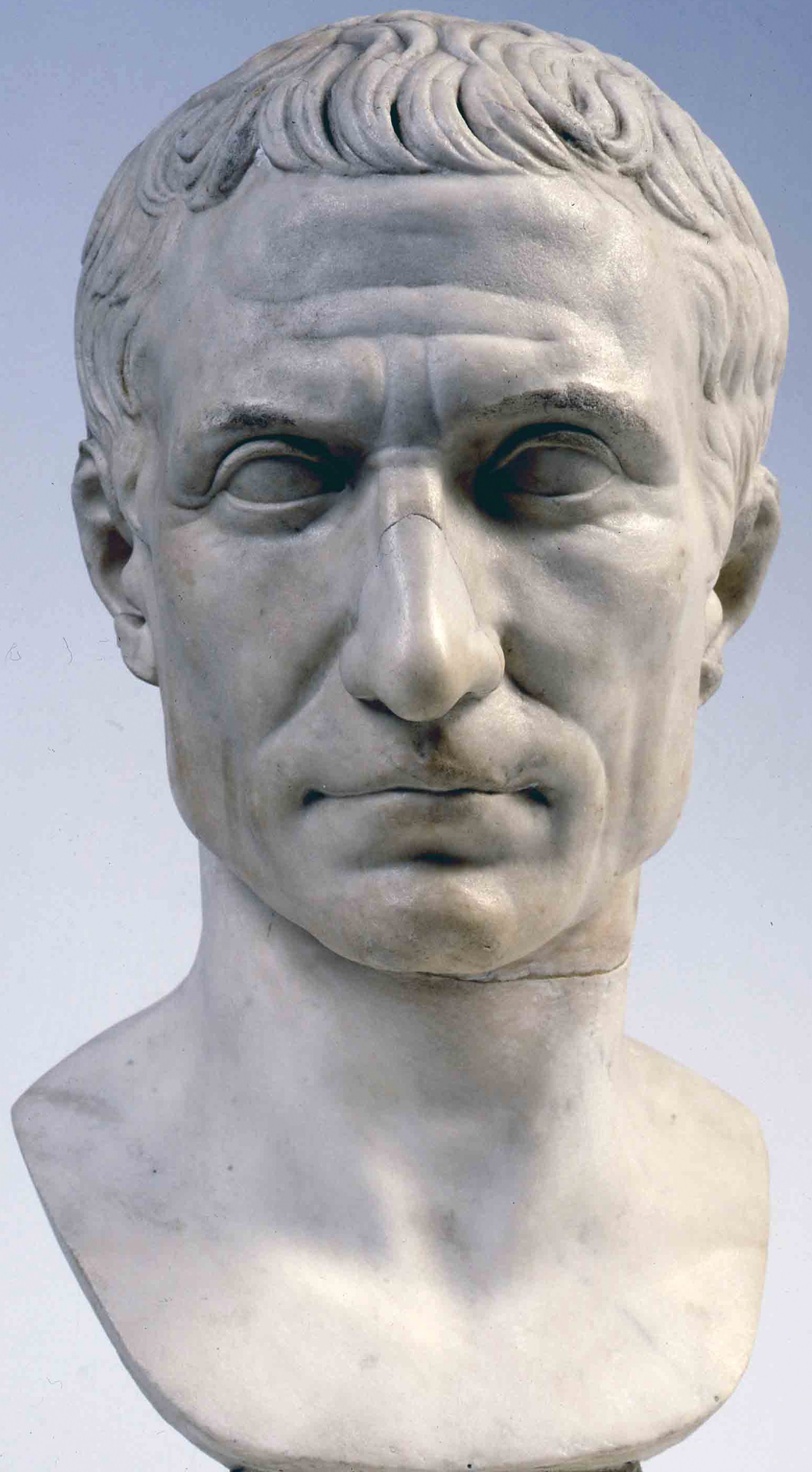
سردیس یولیوس کایسار (ژولیوس سزار) در موزه‌های واتیکان

در گالیا یک کشاورزی متمرکز برقرار بود و مردمش از مدت‌ها گام‌های مهمی در عرصه متالورژی برداشته بودند، بدون احتساب اینکه از حدود سال ۳۰۰ ق. م تجارت قلع برآمده از بریتانیا اکثراً در دست وِنِت‌های برتاین و دیگر قبایل بود که بواسطه آنان فلز تا مارسی و ناربون می‌رسید. با این‌حال، هر چند از سده سوم پیش از میلاد سکه‌های یونانی، تقلیدات آنان، و همچنین دناریوسِ رومی رواج داشتند و هر چند جاده‌هایی زمینی برای انسان‌ها و کالاها ساخته شده بودند گالیایی‌ها نوشتن را نمی‌دانستند یا بهتر بگوئیم این سواد منحصر به کاست روحانیون دروئیدی بود که از الفبای یونانی بهره‌می‌بردند.
پادشاهی به‌عنوان سیستم قدرت، هنوز در میان بلژها وجود داشت درحالی‌که در گالیای مرکزی برای دهه‌ها محو شده بود، جایی که یک ساختار آریستوکراتیک مبتنی‌بر نظام قیمومیتی بر پا بود. دروئیدی‌ها یک کاست مذهبی بسیار نیرومند و متنفذ تشکیل می‌دادند و در همان حال آریستوکرات‌ها طبقه جنگی، دادستانی و حکومتی را پدیدمی‌آوردند. دروئیدی‌ها موفق شده‌بودند نوعی کنفدراسیون میان حدود ۵۰ قبیلهٔ موجود ایجاد کنند که در آن نیرومندترین قبایل مداوماً دیگر قبایل را حل می‌کردند. با این اوصاف، گالیا نه به یکپارچگی و نه به ثبات سیاسی حقیقی دست‌نیافته بود: قبایل اغلب در وضع جدال میان خود بودند (بدون احتساب نزاع‌های مستدام موجود در درون طبقهٔ جنگی هر قبیله)، مکرراً اتحادهایی برقرار کرده و الغایش می‌کردند و از کمک مزدوران ژرمنی برای جنگیدن با دشمنانشان بهره‌می‌جستند. تمام این‌ها دقیقاً به ژرمن‌ها ــ که از مدت‌ها در حال مهاجرت بودند ــ اجازه داد جرأت یابند خود را از سال ۱۰۰ ق. م تا رودهای ماین، راین و دانوب برسانند. درست همین وضع به رئیس قبیلهٔ سوئبی‌ها، آریوویستوس، اجازه داد در حوالی ۶۰–۶۱ ق. م قلمروهای امروزی آلزاس را اشغال نماید.

### اقدامات احتیاطی پیش از عزیمت

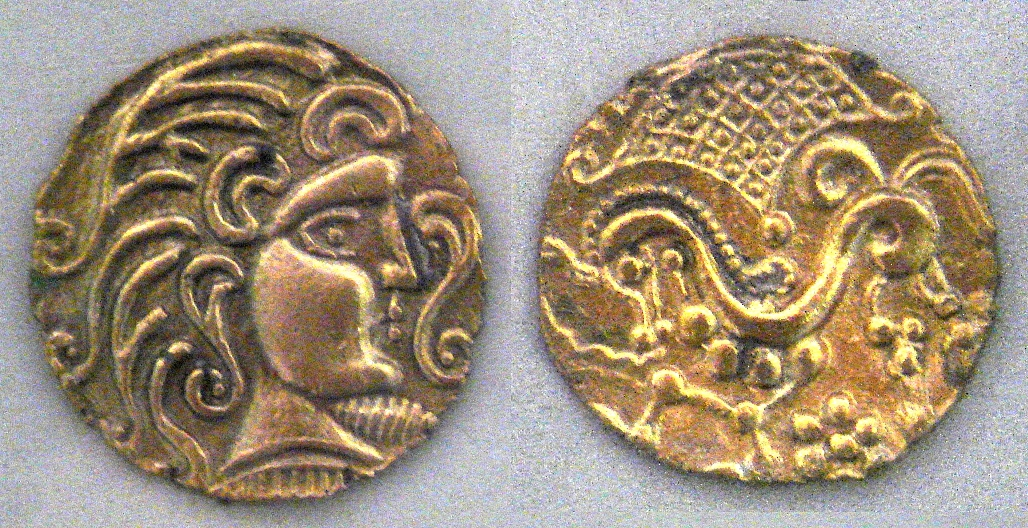
سکه طلایی قوم سلتی پاریزی‌ها. سده یکم پیش از میلاد. موزه Cabinet des médailles، پاریس

او پیش از عزیمت در ۵۸ ق. م خواست جایگاه خود در روم را مستحکم سازد، مارکوس تولیوس سیسرو و کاتوی کوچک که از سران جناح سناتوری و دشمنان مهیب او بودند را از شهر دور ساخت. سیسرو که قادر بود از دستیابی سزار به قدرت ممانعت کند کنسول سال ۶۳ ق. م بود و زمینه‌ها و پشت‌پرده‌های توطئه کاتیلینا را می‌دانست، پشت‌پرده‌هایی که اگر افشا می‌شدند چهرهٔ سزار را مخدوش می‌کردند چراکه او هم به احتمال بسیار در آن شرکت جسته بود. همین کار را کاتو هم می‌توانست بکند چراکه کاتو پشتیبان و مدافع بسیار بزرگ آن جناح سیاسی‌ایی بود که سزار قصد نابودی آن را داشت، یعنی جناح اپتیمات‌ها.
سیسرو بواسطهٔ اقدامات یک تریبون مردم به‌نام پوبلیوس کلودیوس پولکر تبعید شد و در همان حال به کاتو یک مأموریت دیپلماتیک در قبرس محول شد، جایی که به‌قدر کافی دور بود تا خیال سزار را آسوده سازد.

### علل جنگ
بهانه‌ای که به سزار دست داد تا مسلح وارد گالیا شود همانا مهاجرت هلوتی‌ها بود که میان دریاچه کنستانس، رود رون، کوهستان ژورا، راین و آلپ رتی اسکان داشتند. در ۵۸ ق. م سزار هنوز در روم بود که مطلع شد هلوتی‌ها با این هدف که قلمرو گالیا ناربوننسیس را دور بزنند خود را مهیای مهاجرت به‌سوی مناطق غربی گالیا می‌کنند. گذر کردن کلیت یک قوم از داخل یک استان رومی بی‌شک خطرات بزرگی ایجاد می‌کرد و می‌توانست آلوبروگ‌ها ــ که در همان ناحیه می‌زیستند ــ را علیه سیطره روم بشورانَد. همچنین، قلمروهای رها شده از سوی هلوتی‌ها می‌توانست توسط اقوام ژرمن اشغال شود که در اینصورت به همسایگانی خطرناک و جنگجو برای متصرفات رومیان بدل می‌شدند.
سزار روایت می‌کند:
«به گفته خودش (اورگتوریکس)، هلوتی‌ها با توجه به اینکه در شجاعت سرآمد همگان بودند می‌توانستند به‌آسانی سرتاسر گالیا را متصرف شوند. وی آنان را از این بابت قانع ساخت چراکه ــ به‌خاطر شکل‌بندی جغرافیایی سرزمین ــ هلوتی‌ها از هر سو محصور شده‌اند: از یکسو با راین که بزرگ و عمیق است و زمین‌های هلوتی‌ها را از ژرمن‌ها جدا می‌کند، از سوی دیگر با کوهستان ژورا، که بس مرتفع است و میان آنان و سکوان‌ها قرار دارد، و در نهایت توسط دریاچه ژنو و رود رون، که آنان را از استان ما جدا می‌کند. تمام این‌ها منطقه‌ای که در آن می‌توانستند دست به پاتک بزنند را کوچک و جنگیدن با مردمان همسایه را دشوار می‌کرد. برای همین اینان ــ که بس جنگجو بودند ــ تحت‌تأثیر واقع شدند. همچنین بر این باور بودند که قلمروشان نسبت‌به جمعیّت و اشتهارشان به شجاعت در جنگ‌ها بسیار کوچک است، [قلمروی] به‌طول ۲۴۰ و عرض ۱۸۰ مایل [رومی]»— Caesar، De bello gallico I, 2

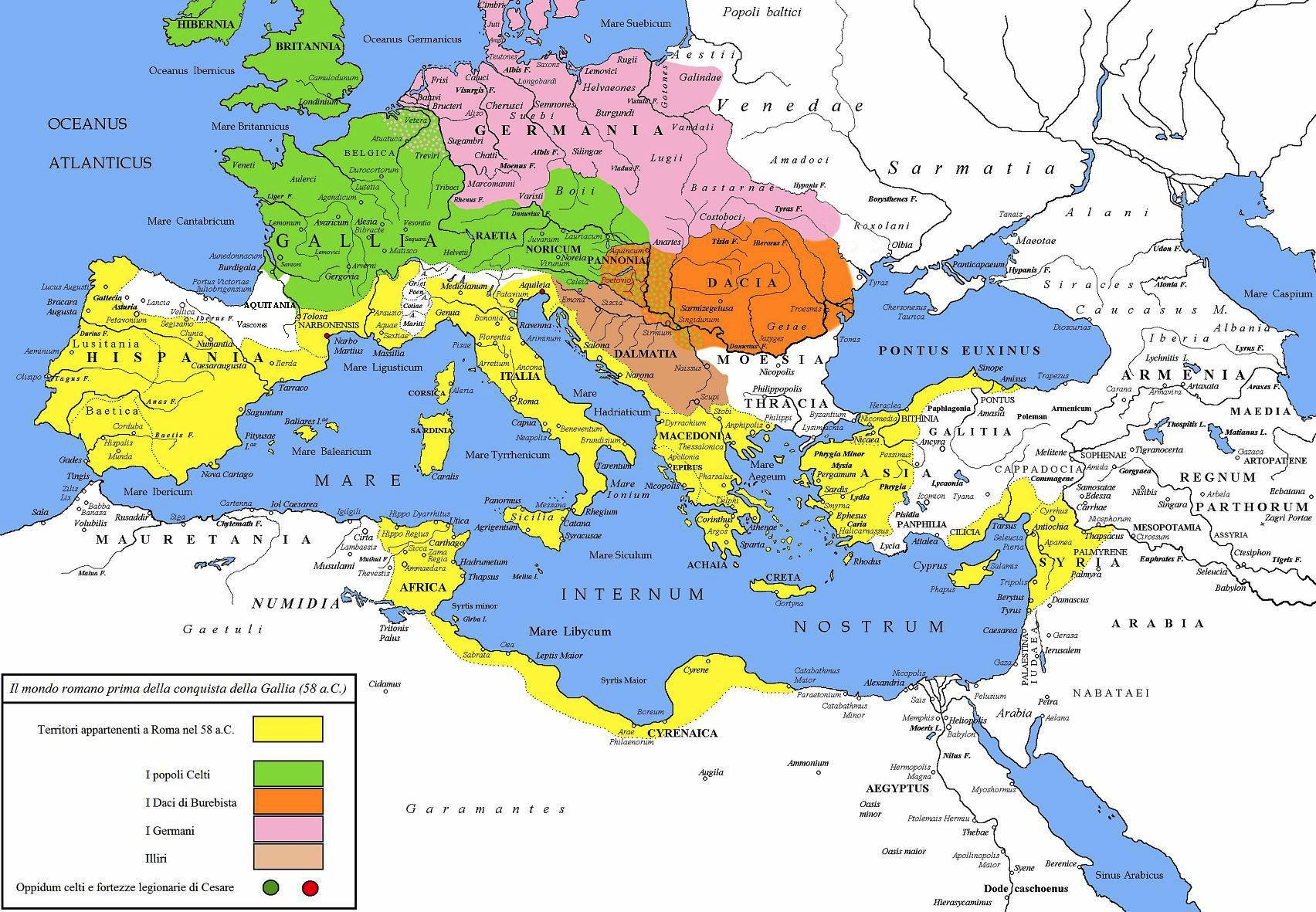
جهان رومی در سال ۵۹ ق. م و پیش از شروع جنگهای گالی. قلمرو جمهوری روم به رنگ زرد و قبایل سلتی-گالی به رنگ سبز و ژرمن‌ها به رنگ صورتی

اورگتوریکس نیاز داشت متحدینی در گالیا پیدا کند تا نقشه گسترش‌طلبانه‌اش را پی‌گیرد. اول از همه به کاستیکوسِ سکوانی متوسل شد، (کسی که فرزند کاتامانتالد بوده و برای سال‌ها در رأس قوم سکوان‌ها قرار داشت و نیز عنوان «دوست مردم روم» را از سنای روم دریافت داشته بود) تا بلکه به او قدرتی تفویض کند و در نقشه‌هایش برای تصرف سرتاسر گالیا او را پشتیبانی کند. بعد از آن فوراً به دومنوریکس، برادر دیویکیاکوس، روی‌آورد که در آن هنگام رئیس اقوام ادوئی‌ها بود، و دختر خود را هم در ازای اتحاد میان دو قوم به همسری او درآورد.
این سه که قانع شده بودند قادرند سرتاسر گالیا را به‌لطف نیروهای روی‌هم‌انباشتهٔ این سه قومِ بسیار نیرومند فتح کنند، میان خود یک سوگند وفاداری یاد کردند. با این‌حال طرح و نقشه آنان بر فنا رفت چرا که توطئه‌های اورگتوریکس برملا شدند و حتّی پیش از آنکه دادگاه عمومی برگزار شود ظاهراً خود ترجیح داده‌است خودکشی کند، به‌جای آنکه مجبور باشد مجازات «مرگ در آتش» را متحمل شود. با این‌حال هلوتی‌ها حتّی پس از مرگ او هم از هدف مهاجرت خود صرف‌نظر نکردند.

## نبردها

### سال ۵۸ قبل از میلاد: هلوتی‌ها و ژرمن‌ها

#### نبرد در برابر هلوتی‌ها

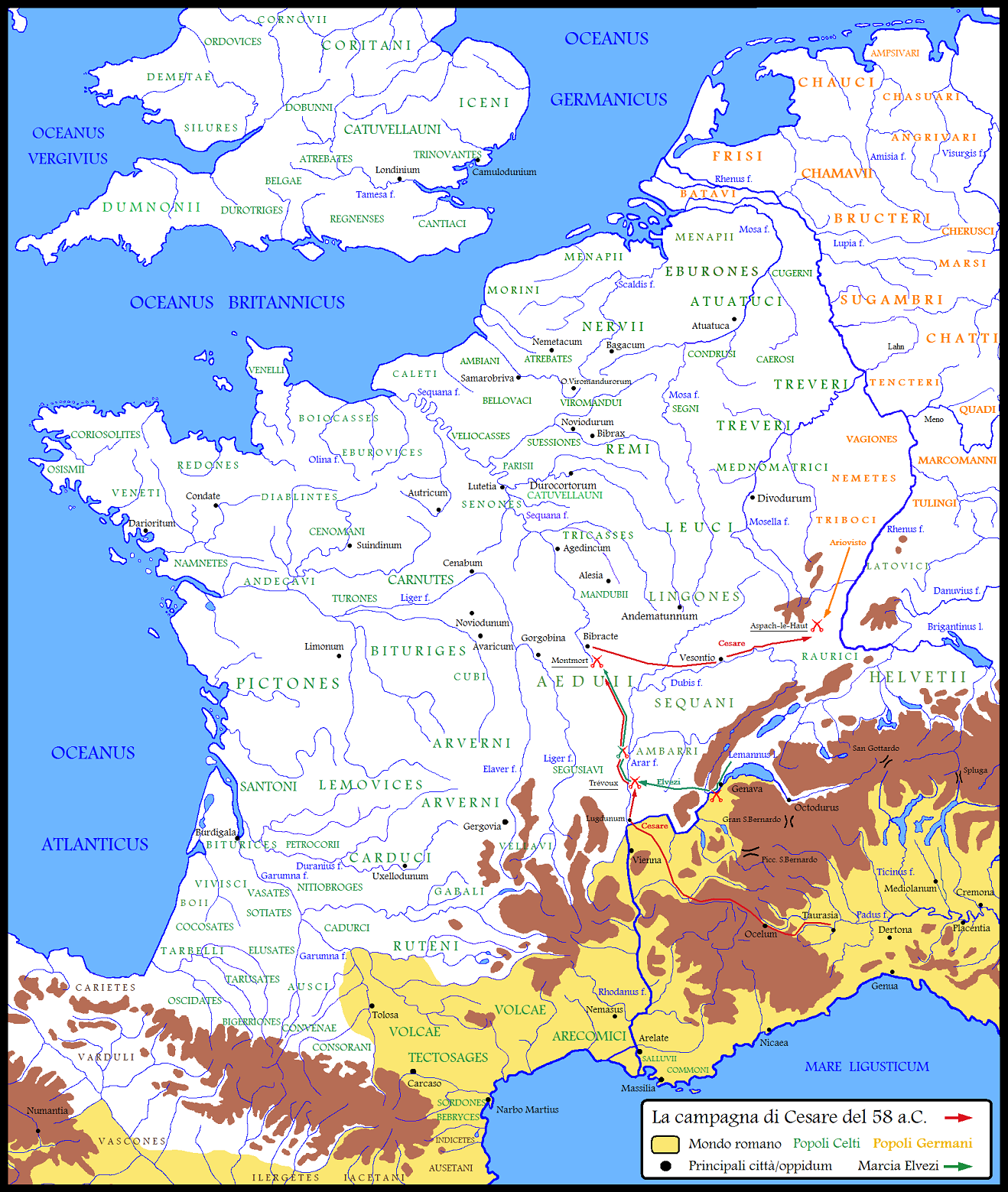
نبردهای سزار در سال ۵۸ ق.م. پیشروی سزار به‌رنگ قرمز و با عنوان Cesare، پیشروی ژرمن‌های آریوویستوس (در نقشه با عنوان Ariovisto) به رنگ نارنجی و پیشروی هلوتی‌ها (Elvezi) به رنگ سبز، همچنین موقعیت نبرد بیبراکته با عنوان Bibracte و موقعیت شهر وسونتیوس با عنوان Vesontio در این نقشه نشان‌داده‌شده‌است. این نقشه نام رود راین را با نام لاتین Rhenus f، رود رون را با Rhodanus f، و رود سون را با نام Arar f نشان داده‌است.

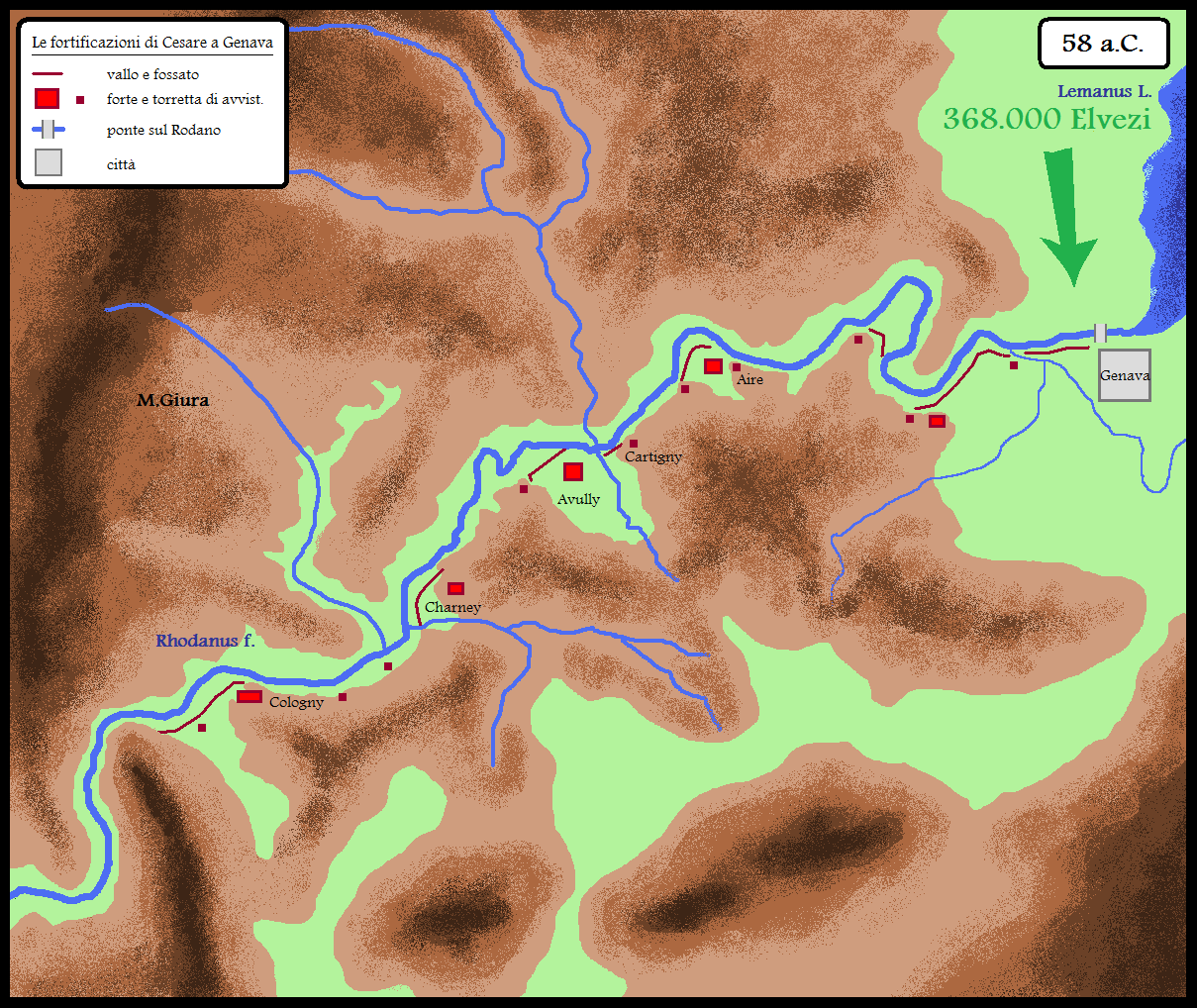
نبرد سزار در برابر هلوتی‌ها در حوالی ژنو در سال ۵۸ ق.م. در این نقشه دریاچه ژنو با عنوان لاتین Lemanus L و رود رون که رومیان در طول آن دست به ساخت استحکامات زدند با عنوان Rhodanus fنشان داده شده‌است. در راهنمای این نقشه vallo e fossato (به ایتالیایی) به‌معنای دیوار و خندق، forte e torretta di avvist به‌معنای استحکامات و برج دیده‌بانی، fonte sul Rodano به‌معنای پُل بر روی رود رون، Citta و Ginerva به‌ترتیب به‌معنای شهر و ژنو هستند. کلمه Elvezi که بر بالای پیکان سبز رنگ دیده می‌شود همان هلوتی‌ها است.

هلوتی‌ها با سوزاندن شهرها، روستاها و گندمی که نمی‌توانستند با خود حمل کنند، و پس از آن‌که قبایل همسایهٔ رائوراکی‌ها تولینگی‌ها، و لاتوبریگی‌ها را به همراهی با خود قانع کردند و حتّی قبایل بوئی‌ها که از پانونیای دور مهاجرت کرده بودند را نیز در معیّت خود پذیرفتند، به‌راه افتادند.
مسئله این بود که کدام مسیر را برای پیمودن انتخاب کنند: نخستین مسیر راهی باریک و صعب‌العبور میان کوهستان ژورا و رود رون بود که آنان را به سرزمین سکوان‌ها رهنمون می‌شد در حالی‌که مسیر دوم ــ که مشخصاً سهل‌تر می‌نمود ــ مستلزم گذر از قلمرو استان گالیا ناربوننسیس می‌بود. هلوتی‌ها مسیر دوم را برگزیدند، با این حال واکنش محتمل رومیان به درخواست آنان مبنی‌بر گذر دادن کل مردمشان از خاک روم را نادیده گرفتند. هنگامی‌که به رون رسیدند یک مجمع در ساحل راست آن تشکیل دادند تا تصمیم بگیرند چه کار کنند. اینجا ۲۸ مارس بود.
سزار که از نیت آنان مطلع شده بود، با شتاب از رم به گالیا ناربوننسیس رسید، او تا ۱۵۰–۱۴۰ کیلومتر در روز می‌پیمود و در ۲ آوریل به ژنو رسید. این پروکنسول رومی در نخستین اقدام خود فرمان به ویرانی پُلِ روی رون در نزدیکی ژنو داد تا گذر کردن مهاجران از رود را مشکل‌تر نماید. در ناربوننسیس نیروهای کمکی جذب کرد و در کنار آن اقداماتی اتخاذ کرد تا سه لژیون مستقر در آکوئیلیا به او بپیوندند و شکل‌گیری دو لژیون جدید (یازدهم و دوازدهم) در گالیا کیسالپینا تدارک دیده شود. سزار نیاز داشت زمان بخرد: در واقع تنها لژیون دهم (X) را در دسترس خود داشت، مشخص است که برای عقب‌راندنِ مردمی در حال حرکت با ۳۶۸/۰۰۰ نفر که ۹۲/۰۰۰ نفرشان مردان مسلح بوده و مصمم به ویران کردن استان بودند، بسیار کم بود.
فرستادگان هلوتی‌ها به حضور سزار مشرف شدند و از او جواز گذر کردنِ صلح‌آمیز از استان را درخواست کردند. پروکنسول رومی، سزار، با اشاره فهماند که درخواست آنان را مورد مداقه قرار خواهد داد، با این حال پاسخ خود را تا ۱۳ آوریل به‌تأخیر انداخت. در حقیقت سزار قصدی مبنی‌بر اجازه عبور دادن به آنان را نداشت. پروکنسول می‌ترسید که این قبیله در طول گذر کردنش از ایالت رومی ویرانی و غارت به‌بار بیاورد.
سزار از این فرصتِ زمانی که کسب کرده بود برای ساختن دیواری به بلندای ۱۶ پا (حدود ۵ متر) و درازای ۱۹ مایل (معادل با ۲۸ کیلومتر) توسط لژیون دهم با یک خندق در برابر آن، بهره‌برد، خندقی (یا دیواری) که بر روی جناح چپ رون واقع شده و از دریاچه ژنو تا ژورا امتداد داشت. وی همچنین چندین پادگان و استحکامات با فواصل مساوی از هم را تدارک دید تا هرگاه هلوتی‌ها کوشیدند برخلاف خواست او از ایالت رد شودند، قادر به سد کردن مسیر آن‌ها باشد. با اتمام این تدارکات و اقدامات مقتضی، سزار در ۱۳ آوریل جواز گذر کردن از ایالت به هلوتی‌ها را نداد.
هلوتی‌ها پس از آنکه بیهوده کوشیدند با شکستن خط دفاعی ساخته‌شدهٔ رومیان وارد استان شوند، تصمیم گرفتند با سکوان‌ها برای کسب جواز رد شدن از زمین‌های آنان مذاکره کنند و در نهایت موفق هم شدند.
سزار از اکنون به بعد می‌توانست توجهی به این مسئله نکند چرا که آنان دیگر قرار نبود از خاک روم عبور کنند، امّا این هراس که این مسئله (گذر کردن هلوتی‌ها از خاک روم) را موکول به آینده کند یا شاید تصمیم قطعی شدهٔ خود مبنی‌بر جنگ به‌راه انداختن در سرزمین گالیا و منقاد کردن آن، او را قانع کردند که می‌باید بی‌آنکه در انتظار بهانهٔ جدیدی بماند دست به مداخله بزند.
در کتاب در باب جنگ گالی سزار انگیزه‌های گوناگونی برای توجیه عمل خود نقل می‌کند:
- اول از همه اینکه هلوتی‌ها می‌خواستند در قلمرو سانتونی‌ها[پانویس ۲۰] اسکان یابند که چندان از قلمرو تولوساتی‌ها[پانویس ۲۱] که شهرشان در استان واقع بود، دور نبود؛ و این امر خطراتی سنگین برای سرتاسر استان گالیا ناربوننسیس و حتّی استان همسایه‌اش تاراکوننسیس در برمی‌داشت.[۱۸]
- دوم اینکه در سال ۱۰۷ ق. م هلوتی‌ها نه‌تنها یک ارتش رومی را شکست داده بودند بلکه افزون‌بر کشتن کنسول لونگینوس، حتّی ژنرال لوکیوس پیسو،[پانویس ۲۲] که نیای پدرزنِ سزار بود، را نیز مقتول ساختند.[۱۹]
- سوم که بیش از بقیه قانع‌کننده است همانا ویرانی‌هایی بود که هلوتی‌ها در قلمرو ادویی‌ها به‌راه انداخته بودند، ادوئی‌هایی که «دوست و متحد مردم روم» بودند، و به همین علت خواستار مداخلهٔ سزار شدند.[۲۰]

سزار برای دیوارهایی که به‌تازگی در طول رود رون ساخته شده‌بودند چند کوهورس (گردان) را جهت نگهبانی تحت فرماندهی یکی از معاونانش به نام تیتوس لابینوس گماشت؛ و با مابقی ارتش مشتمل‌بر حدود ۵ لژیون به‌تعقیب هلوتی‌ها پرداخت.
هلوتی‌ها اکنون قلمرو سکوان‌ها را چنان‌که با آنان توافق کرده بودند رد کردند، امّا آزاد بودند به غارت و یغمای قلمرو همسایه یعنی ادویی‌ها بروند، به‌حدی که ادویی‌ها ناچار شدند مداخلهٔ رومیان را طلب کنند. سزار که اکنون با این حوادث قانع شده بود مصمم به مداخله شد. نبرد در حوالی رود آرار واقع شد که هلوتی‌ها قصد داشتند از آن بگذرند. سزار در واقع هنگامی به این قوم یورش برد که ضمن حمل کیف و اثاث‌شان مشغول گذر کردن از کرانه راست رود بودند. سزار تعداد زیادی را کشت و مابقی پا به فرار گذاشتند و خود را در جنگل‌های اطراف پنهان کردند. در پایان این نخستین نبرد، یک پل بر روی رود ساخت و لژیون‌ها را به آن‌سوی رود منتقل کرد تا به تعقیب هلوتی‌ها بپردازد.
هلوتی‌ها که متأثر از شکست خود و سرعت عملی بودند که سزار با آن دست به ساختن پل زده بود (تنها یک روز در برابر بیست روزی که هلوتی‌ها روی پل کار کردند) یک هیئت به سرپرستی دیویکو برای مذاکره با ژنرال رومی فرستادند، کسی که در میان قوم هلوتی به‌سبب رهبری نبردی پیروزمند در سال ۱۰۷ ق. م در برابر کنسول لونگینوس شهره بود. دیویکو بدون هیچ‌گونه خوف و بیم در برابر سزار، گفت که هلوتی‌ها در عوضِ صلح حاضر به واگذاری زمین‌هایی‌اند که ژنرال رومی برای آنان کنار گذاشته‌بود. سزار به نوبه خود خواستار چند اسیر به عنوان گرو (ضمانت) شده و درخواست کرد که مطالبات ادوئی‌ها و آلوبروگ‌ها برآورده شود؛ کسانی‌که بر اثر یورش هلوتی‌ها آسیب دیده بودند. دیویکو ناچار شد چنین خواسته‌هایی که نامنصفانه می‌نمودند را رد کند، شاید چون سوءظن داشت که بهانه‌ای برای ادامهٔ جنگ هستند. توافقی به‌دست نیامد و هلوتی‌ها برای ۱۴ روز دیگر به حرکت خود به‌سوی شمال ادامه دادند.
اندکی بعد سزار تلاش کرد دشمنِ در حال حرکت را اذیت کند و ۰۰۰ ۴ سواره را علیه آنان گسیل داشت (اقلیت آنان رومی و اکثریت‌شان از قبیله ادویی‌ها و تحت رهبری دومنوریکس بودند) که البته از یک نیروی دشمن که به لحاظ عددی بسیار قلیل‌تر از آنان بود شکست خوردند (گفته می‌شود در برابر تنها ۵۰۰ سوارهٔ جبهه عقب هلوتی‌ها) زیرا سواران گالیایی رغبت کمی به جنگیدن داشتند. سوءظن‌ها متوجه برادرِ رئیسِ ادوئی‌ها یعنی دومنوریکس شد، زیرا فاش شد که وی روابط دوستانه با قوم هلوتی‌ها (دشمن) دارد. او تنها به‌سبب رابطهٔ دوستانه‌ای که سزار با برادرش دیویکیاکوس داشت، مورد عفو قرار گرفت، همچنین سزار از این بیم داشت که اگر او را اعدام کند دیویکیاکوس خود را در صف دشمنان روم قرار دهد. سزار اینچنین تصمیم گرفت دومنوریکس را تحت حفاظت شدید قرار دهد، و بار دیگر قدردانی رهبر ادوئی‌ها، دیویکیاکوس، را به‌دست آورد.

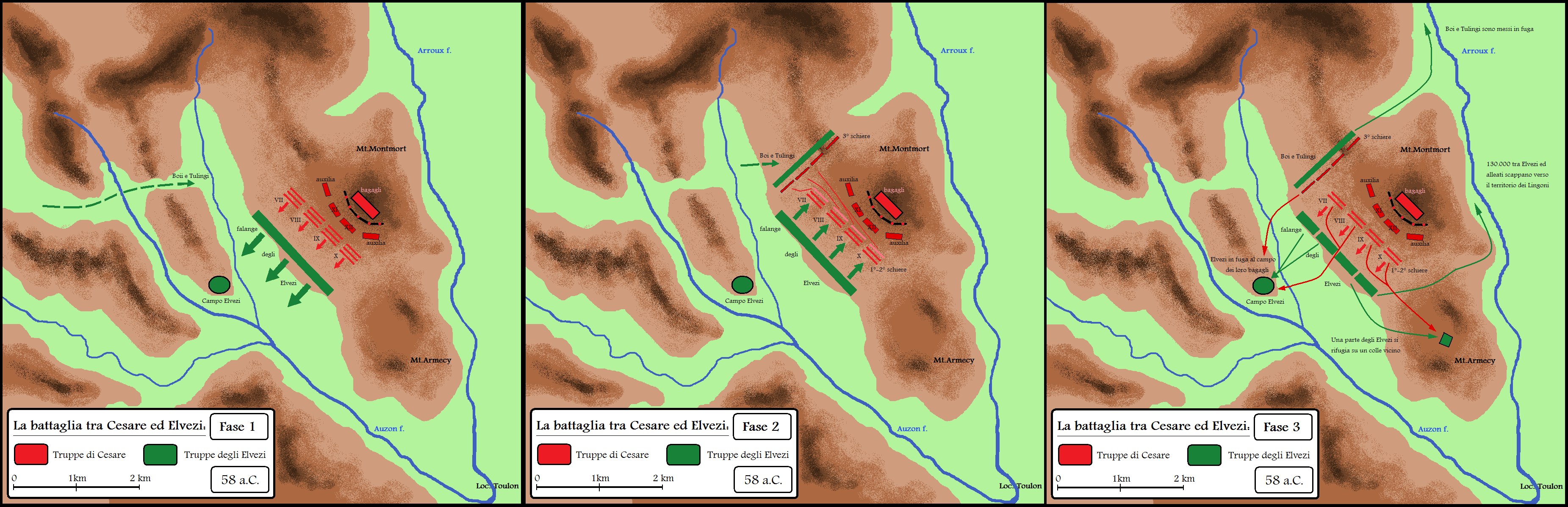
سه فاز نبرد سزار با هلوتی‌ها در بیبراکته (Bibracte) به‌ترتیب با عنوان‌های Fase 1، Fase 2، Fase 3. در این نقشه نیروهای سزار (Truppe di Cesare) را با رنگ قرمز و نیروهای هلوتی‌ها (Elvezi) و بوئی‌ها و تولینگی‌ها (Boii e Tulingi) را با رنگ سبز نمایانده‌است. در بالای سمت راست سومین نقشه به ایتالیایی نوشته‌است: «بوئی‌ها و تولینگی‌ها فراری داده‌شدند» و در پائینتر آن نوشته‌است: «۰۰۰ ۱۳۰ نفر از هلوتی‌ها و متحدین‌شان به‌سوی قلمرو لینگونی‌ها (Lingoni) می‌گریزند». شش لژیون سزار که در این نبرد مشارکت داشتند عبارت بودند از لژیون‌های هفتم تا دوازدهم (اعداد رومی VII تا XII) و چنان‌که دیده می‌شود چهار لژیون نخست در سه ردیف افقی چیده شده که در فاز دوم نبرد ردیف‌های سوم از هر لژیون به جناح راست منتقل شده تا جلوی بوئی‌ها و تولینگی‌ها را بگیرند، و auxilia به‌معنای نیروهای کمکی است که نقشی ایفا نکردند

پس از ۱۴ روز تعقیب تا پایتخت ادوئی‌ها، سزار مصمم شد با دشمن (هلوتی‌ها) در حوالی بیبراکته (موقعیّت آن در نقشهٔ سفید با عنوان Bibracte نشان داده‌شده) رویارو شود، جایی که سرانجام سزار موفق شد هلوتی‌ها و متحدین‌شان را قاطعانه شکست دهد (نبرد بیبراکته). بر طبق گفته نیروهای سزار، در میان مغلوبین تنها ۰۰۰ ۱۳۰ نفر از مجموع اولیهٔ ۰۰۰ ۳۶۸ نفر زنده ماندند.
پس از تسلیم، ژنرال رومی به هلوتی‌ها فرمان داد به زمین‌های خودشان بازگردند تا از تصرف این زمین‌ها توسط ژرمن‌های همسایه که در ماورای راین و دانوب می‌زیستند جلوگیری به‌عمل آید. در عوض به گالیایی‌های بوئی (Boii) که از متحدان هلوتی‌ها بودند اجازه داده شد در زمین ادوئی‌ها در حوالی گورگوبینا (تقریباً در مرکز فرانسه امروزی) مستقر شوند.

#### نبرد در برابر ژرمن‌های آریوویستوس
با پایان یافتن جنگ با هلوتی‌ها، تقریباً تمامی مردم گالیا سفرایی به‌جانب سزار فرستادند تا به او بابت ظفرش تبریک بگویند و درخواست کنند که بتوانند برای روز معینی یک مجمع متشکل از سراسر گالیا با اجازهٔ خودِ سزار تشکیل دهند.
تأیید این مجمع تنها ابزاری برای ژنرال رومی بود. در حقیقت وی مایل بود با اقوام گالیا ملاقات کند تا جواز مداخلهٔ قانونی برای دفاع از آنان در برابر مهاجمان ژرمنیِ آریوویستوس را کسب کند.
به‌نظر می‌آید که آریوویستوس رود راین را در حوالی ۷۲ ق. م به همراه اقوام سوئبیِ جلگه‌های رودهای نکار و ماین پشت‌سر گذارد. در طول سالیان، اقوام ژرمنی که راین را پشت‌سر گذارده بودند، چنان شمارشان زیاد شده‌بود که به سرعت به ۰۰۰ ۱۲۰ نفر رسیدند.
ادوئی‌ها و متحدین‌شان در برابر ژرمن‌ها بارها جنگیده‌بودند امّا با تحمل شکستی سنگین تمام بزرگان، مجلس سنا، و سواران خود را از دست دادند. بدتر از این واقعه برای سکوان‌های ظفرمند رخ داده‌بود، زیرا پادشاه ژرمن‌ها، آریوویستوس، در قلمرو آنان اسکان گزیده و یک‌سومِ سهم زمین‌ها را تصرف کرده‌بود و اکنون به سکوان‌ها دستور می‌داد یک‌سومِ دیگر را هم واگذار کنند زیرا چند ماه قبل ۰۰۰ ۲۴ ژرمنِ هارودی به او پیوسته‌بودند و می‌بایست برای اینان زمین‌ها و مسکن‌هایی فراهم می‌شد و این امر این خطر را دربرداشت که ظرف چند سال تمامی اهالی گالیا از سرزمین گالیا رانده شده و ژرمن‌ها به اینسوی راین (جناح چپ آن) گذر کنند.
سکوان‌ها بر اثر این حوادث و غرور فزایندهٔ پادشاه ژرمن‌ها، آریوویستوس، تصمیم گرفته‌بودند نیروهای خود را با ادویی‌های همسایه یکپارچه کرده و گذشتهٔ کینه‌آمیز خود را به باد فراموشی سپرده تا متفقاً با دشمن مشترک بجنگند. در واقع در ۱۵ مارس سال ۶۰ ق. م یک نبرد خونین و تاریخی در حوالی آدماجتوبریگا میان سلت‌ها و ژرمن‌ها رخ داده بود: این گالیایی‌ها بودند که پذیرای شکست شدند. متعاقب این حادثه، ادوئی‌ها در حوالی آن سال سفیرانی به رم فرستاده بودند تا درخواست کمک نمایند. سنا تصمیم به مداخله گرفت و آریوویستوس را قانع نمود که فتوحات خود در گالیا را به حالت تعلیق درآورَد و در عوض به پیشنهاد خودِ سزار (که در سال ۵۹ ق. م کنسول و نه پروکنسول بود) عنوان پادشاه و دوست مردم روم را بدو اعطا کرد. با این‌حال آریوویستوس با قساوت و تکبر فزاینده‌ای به آزار و اذیت گالیایی‌های همسایه ادامه داد، به‌حدی که آنان را برانگیخت خواستار کمک نظامی خودِ سزار شوند، کسی که تنها شخصی بود که می‌توانست مانع از گذشتن توده‌های حتّی بزرگتری از ژرمن‌ها از رود راین شود، و بالاتر از همه قادر بود از سرتاسر سرزمین گالیا در برابر قلدری این پادشاه ژرمنی دفاع کند.
سزار تصمیم گرفت با مسئلهٔ ژرمن‌ها رویارو شود. در حقیقت او بر این باور بود که اگر همچنان به ژرمن‌ها اجازه رد شدن از راین و ورودِ پُرشمارشان به گالیا را بدهد در آینده خطرناک خواهد بود. وی می‌ترسید که هرگاه ژرمن‌ها کل سرزمین گالیا را متصرف شوند قادر خواهند بود به استان رومی گالیا ناربونسیس و سپس خودِ ایتالیا تجاوز کنند، چنان‌که در گذشته با تجاوز کیمبری‌ها و توتون‌ها اتفاق افتاده بود (جنگ‌های کیمبری). این انگیزه‌ها کافی بودند تا رومیان سفیرانی به‌جانب آریوویستوس بفرستند و خواستار گفتگویی مستقیم در نیمه‌راه شوند، امّا این رهبر قوم ژرمن پاسخ داد که این سزار است که می‌بایست در موردی که نیاز به تقاضای چیزی از او داشته باشد به‌سراغ او (آریوویستوس) بیاید. آریوویستوس حق خود مبنی‌بر باقی‌ماندن در گالیا را محفوظ می‌دانست چراکه جنگ در برابر گالیایی‌ها را پیروز شده‌بود. سزار که از این پاسخ رنجیده بود به آریوویستوس اولتیماتومی داد و به او گفت که دوست ابدی مردم روم خواهد بود اگر و فقط اگر به درخواست‌های زیر تن در دهد:
- بیش از این اقوام ژرمن در گالیا را از راین عبور ندهد
- گروگان‌هایی که از ادوئی‌ها (متحدان روم) گرفته را بازپس دهد، و همین‌طور سکوان‌ها
- جنگ جدیدی علیه ادوئی‌ها و متحدان‌شان به‌راه نیندازد

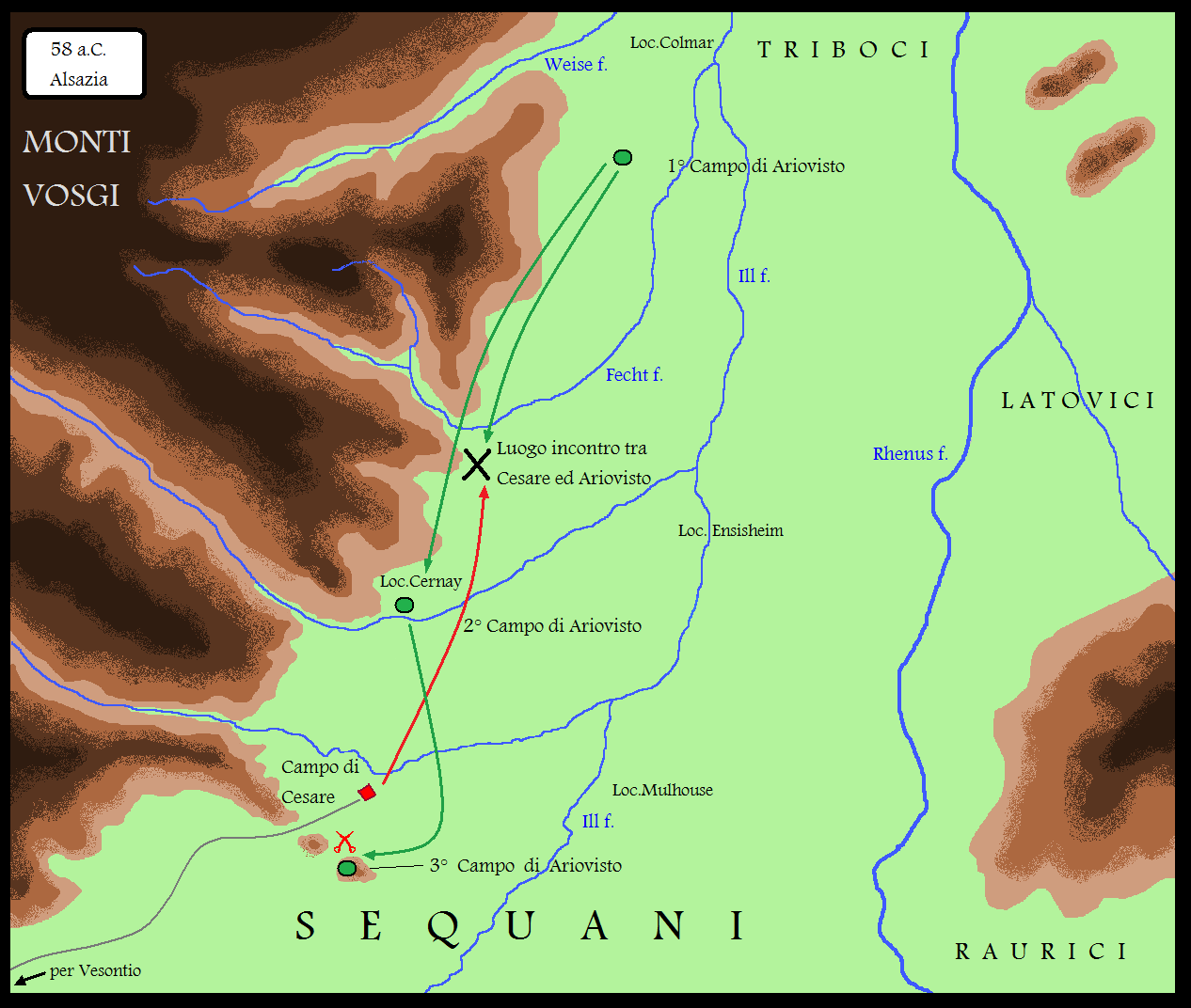
نبرد سزار در آلزاس در برابر ژرمن‌های آریوویستوس. در این نقشه 1campo di Ariovisto به‌معنای «نخستین مقر آریوویستوس» است که وی بعداً این مقر خود را به مقر قرمز رنگ سزار (campo di Cesare) نزدیک‌تر کرد و این مقر جدید با عنوان (3campo di Ariovisto) نشان داده شده‌است. آن علامت ضربدر بزرگ سیاه‌رنگ که به ایتالیایی نوشته Lougo incontro tra Cesare ed Ariovisto همان محل ملاقات (نه درگیری) سزار و آریوویستوس است امّا علامت ضربدر کوچک قرمز رنگ نشان‌گر مکان درگیری است که میان کمپ سزار و سومین مقر آریوویستوس (3campo di Ariovisto) واقع شده‌است. در پایان این نبرد، آریوویستوس به سوی‌شرق گریخت و از رود راین (Rhenus f) عبور نمود و ناپدید شد.

در غیر این صورت سزار از حوادث بدی که بر سر ادوئی‌ها بیاید چشم‌پوشی نمی‌کرد. پاسخ آریوویستوس طول نکشید: بدون واهمه‌ای، سزار را هرهنگام که خودش (سزار) مایل بود به مبارزه طلبید، و شهامت نیروهای خودش را بدو یادآوری کرد، نیروهایی که تا آن هنگام متحمل شکستی نشده‌بودند.
سزار مطلع شد که آریوویستوس از قلمروهای خود حرکت کرده و وسونتیوس (بزانسون امروزی، در نقشهٔ سفید با عنوان Vesontio) که مهم‌ترین شهر سکوان‌ها بود را هدف گرفته‌است. سزار که می‌پنداشت نمی‌تواند چنین امتیازی (شهر وسونتیوس) را به دشمن بدهد سرعت لژیون‌هایش را زیاد کرد و در کوتاه‌مدتی که ممکن بود راه را پیمود، و اینچنین موفق شد این شهر پادگانی مهم را از جنگجوی ژرمن خود در امان بدارد. هنگامی‌که این شهر توسط سزار اشغال شد و مواد ضروری برای ارتش خود را از آن برداشت کرد، یک پادگان را به حفاظت از آن گماشت.

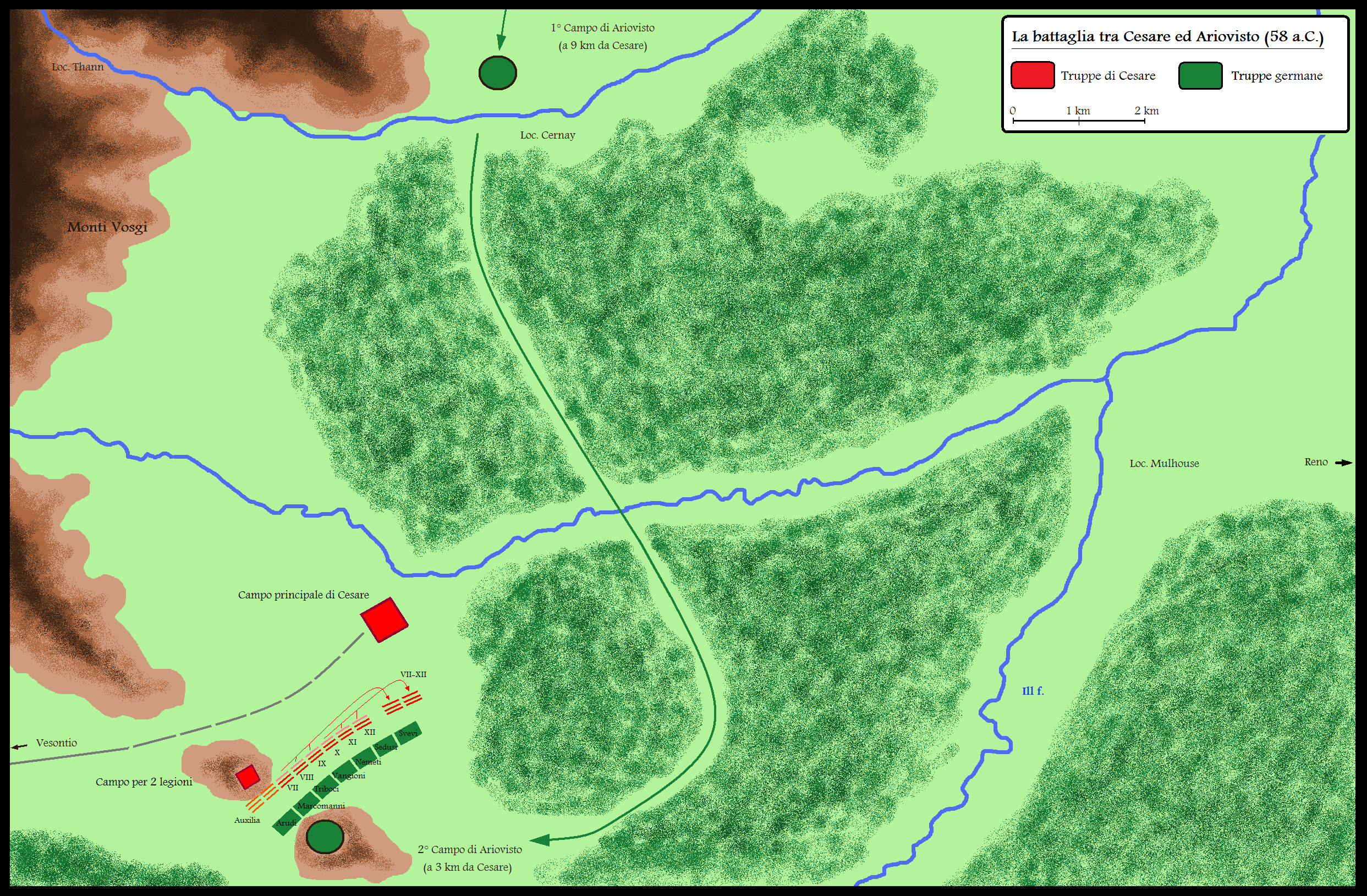
نبرد آلزاس میان سزار و آریوویستوس که چنان‌که گفته شد در پای کوه ووژ (monti Vosgi) و میان شهرهای مولوز (Loc. Mulhouse) و کرنای (Loc. Cernay) به‌وقوع پیوست. در این نقشه نیروهای سزار (Truppe di Cesare) به رنگ قرمز و آریوویستوس به رنگ سبز نشان داده شده‌اند. نخستین مقر آریوویستوس با عنوان 1campo di Ariovisto در بالای نقشه نمایانده شده که ۹ کیلومتر از مقر سزار (campo principale di Cesare) فاصله دارد. او بعداً مقر خود را به ۳ کیلومتری مقر سزار رساند (2campo di Ariovisto). در این‌جا نیز همانند نبرد بیبراکته سزار از لژیون‌های هفتم (VII) تا دوازدهم (XII) بهره‌گرفت و هر یک را در سه ردیف افقی چید و نیروهای کمکی (Auxilia) خود را نیز روبروی اردوگاه کوچک‌تر (campo per 2 Legioni) جای داد. سپس سومین ردیف از هر لژیون را به جناح چپ منتقل کرد.

سزار توانست در اوایل اوت به پیشروی خود ادامه دهد و پس از شش روز حرکت بی‌وقفه، بواسطه دیده‌بانان (طلایه‌داران یا پیشاهنگان) مطلع شد که ارتش آریوویستوس در حدود ۲۴ مایلی (کمی بیش از ۳۵ کیلومتری) آنان است. آریوویستوس با آگاهی از فرارسیدن سزار تصمیم گرفت سفیران خود را بفرستد تا به ژنرال رومی بگوید که آماده مذاکره است، تا او را پس از پنج روز متوقف نماید. سزار پیشنهاد را رد ننمود و می‌پنداشت که آریوویستوس شاید از تصمیم خود مبنی‌بر گذر از راین منصرف شود. با این‌حال مذاکره‌ای که پیش‌آمد بی‌حاصل بود. در حقیقت به‌نظر می‌آید که در حالی‌که گفتگوها در حال انجام بودند، برخی سواران ژرمنی به تپه نزدیک شده، در برابر رومیان به‌راه افتاده و سنگ و دیگر پرتابه‌ها به‌سوی آنان پرت کردند؛ سزار گفتگو را برهم زد و بازگشت. شکست ملاقات، جدالی سهمگین را سبب شد که در پای کوه ووژ (امروزه میان شهرهای مولوز و کرنای) به‌وقوع پیوست.
آریوویستوس اول از همه مقر ستاد خود را منتقل نمود و از فاصلهٔ ۳۶–۳۵ کیلومتری با مقر سزار که پیش از ملاقات داشت به فاصله ۰۰۰ ۶ پایی (حدود ۹ کیلومتری) آن رسید. روز بعد، با یک پیشروی که محتملاً جنگل‌های ناحیه را دور زد، در تنها ۰۰۰ ۲ پایی (حدود ۳ کیلومتری) مقر سزار اردو زد، با این هدف که هرگونه مسیر محتمل تدارکات غذایی که از سوی متحدان ادوئی و سکوانی برای ژنرال رومی آورده می‌شدند را سد کند. از آن روز تا پنج روز، زد و خوردهایی مستمر میان دو ارتش حادث شدند؛ به‌ویژه آریوویستوس ترجیح می‌داد تنها سواره‌اش، مشتمل‌بر ۰۰۰ ۶ سوار و ۰۰۰ ۶ پیاده، که بسیار تند و تیز بودند را در برابر دشمن بفرستد:
پس از چند روز سکون میان دو ارتش، آریوویستوس مصمم شد ابتکار عمل را در دست‌گیرد، و از نیم‌روز تا عصر بی‌آنکه نسبت‌به روز قبل شانسی بهتر داشته‌باشد، به اردوگاه کوچک سزار حمله کرد. امّا سرنوشت جنگ در روز بعد رقم خورد، یعنی هنگامی‌که سزار نیروهایش را چنان چیده بود که نیروهای کمکی در مقابل اردوگاه کوچک (در نقشه روبرو با عنوان campo per 2 Legioni نشان داده شده‌است) واقع شده و رفته‌رفته شش لژیون در سه ردیف افقی به‌سوی اردوگاه آریوویستوس یورش برده و او را وادار کردند نیروهایش را در بیرون از اردوگاه بیاراید. آریوویستوس ارتش قبیله‌ای را فراخواند: ابتدا هارودی‌ها، سپس مارکومان‌ها، تریبوچی‌ها، وانگیونی‌ها، نمتی‌ها، سدوسی‌ها و در نهایت سوئبی‌ها. سپس هر قبیله با گاری و کالسکه‌های خودی محاصره شد تا امکان فرار برای کسی وجود نداشته‌باشد: بر روی گاری‌ها، بانوان حضور داشتند که به مردانشان التماس می‌کردند آنان را به اسارت رومیان وانگذارند.
ژرمن‌ها در پایان یک نبرد بس شقاوت‌آمیز، شکست خورده و در حالی‌که می‌کوشیدند رود را پشت‌سر بگذارند از سوی سواره‌نظام روم قتل‌عام شدند، و خودِ آریوویستوس به سختی از چنگال مرگ گریخت، و توفیق یافت به‌همراه اندکی از یاران وفادارش از راین بگذرد.
از این لحظه آریوویستوس از صحنه تاریخ محو شد. سزار ، ضمن آن‌که سوئبی‌ها را به آن‌سوی راین پس‌زد، این رود را تبدیل به سرحد (مرز) طبیعی امپراتوری روم (در آن زمان حکومت روم هنوز جمهوری بود) برای چهار-پنج سده آینده کرد. او نه‌تنها سیل مهاجرت‌های ژرمن‌ها را قطع کرد بلکه گالیا سلتیکا را از خطر ژرمن‌ها در امان داشت و بدین‌گونه به روم، که پیروزمند جنگ بود، حق حکومت‌بر تمامی خلق‌های حاضر در قلمروش را اعطاء کرد.
اکنون که پائیز فرارسیده بود، سزار تصمیم گرفت لژیون‌ها را در زمستان در قلمرو سکوان‌ها اسکان دهد: در حقیقت یک انضمام در میان بود. اکنون وی قادر بود به گالیا کیسالپینا بازگردد تا سرگرم رسیدگی به وظایف پروکنسولی‌اش شود.

### ۵۷ پیش از میلاد: انقیاد گالیا بلجیکا و قبایل ساحل آتلانتیک

#### نبرد در برابر بلژها

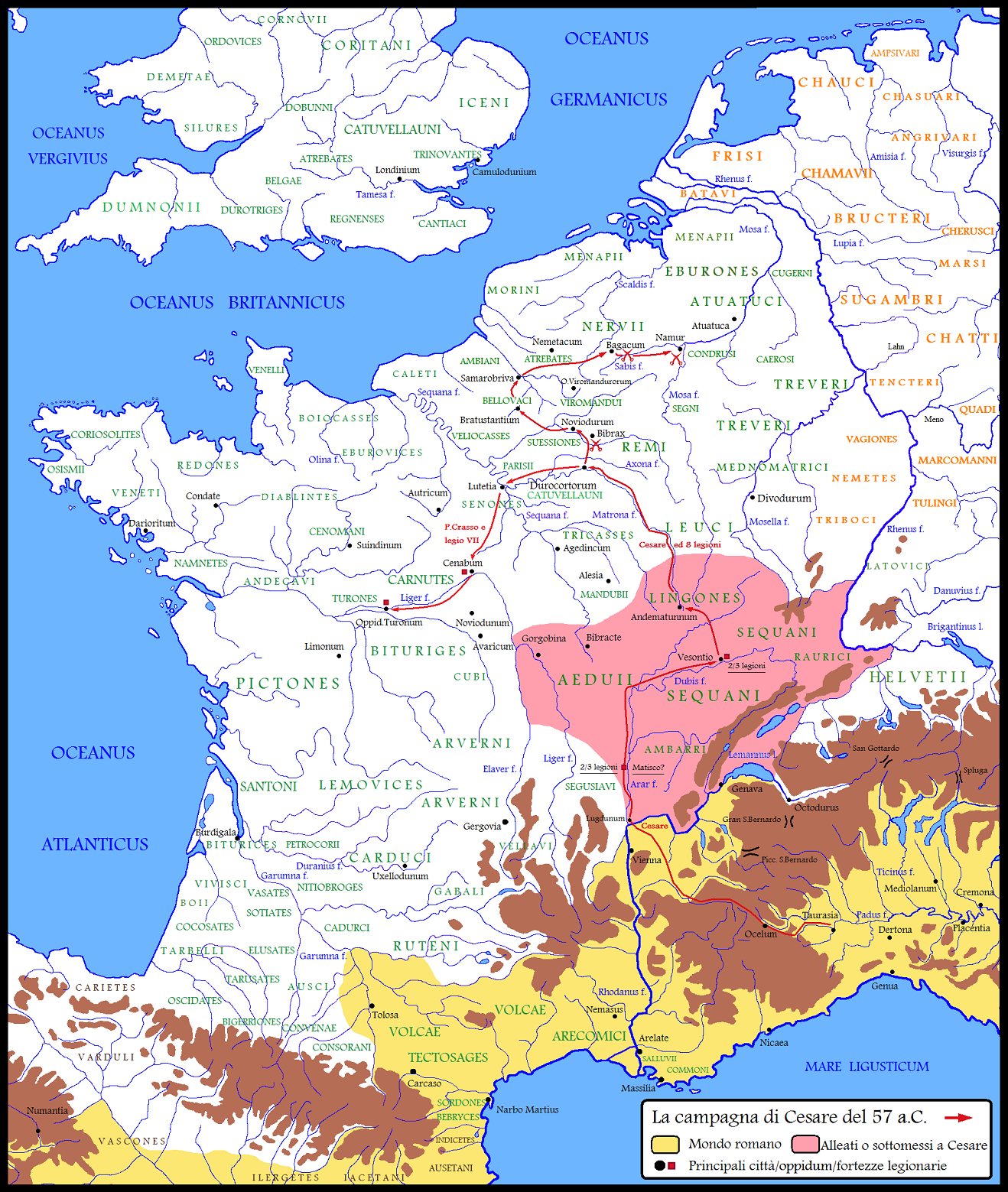
نبردهای سزار در سال ۵۷ قبل از میلاد. در این نقشه نام سزار با عنوان ایتالیایی‌اش یعنی Cesare نوشته شده‌است. در ناحیه Durocortorum خط پیشروی سزار و لژیون‌هایش به دو دسته تقسیم می‌شود: آن خط پیشروی که نوشته P. Crasso e legio VII به‌معنای «پوبلیوس کراسوس و لژیون هفتم» است که سزار وی را مأمور منقاد کردن قبایل سواحل آتلانتیک (اقیانوس اطلس) کرد. در این نقشه نبرد آکسونا در کنار شهر Bibrax و نبرد سابیس در کنار شهر Bagacum و محاصرهٔ شهر آتواتوک‌ها را کنار شهر Namur نمایانده‌است. در مجموع هر محل درگیری را با یک نماد قیچی نشان داده‌است.

با پایان یافتن تهدید ژرمن‌های آریوویستوس، آتش خصومت‌های کهنه میان قبایل گالیایی محو شد و در همان هنگام نوعی ناشکیبایی نسبت‌به اشغال‌گری رومیان رو به افزایش بود. در این شرایط، بسیاری از اقوام اتحادهایی با ژرمن‌های جناح چپ رود راین برقرار ساختند، تا کمکی اضطراری در برابر خطر مشترک و حتمی یعنی لژیون‌های سزار ــ که بسیاری دچار سوءظن بودند که به زودی به‌سمت قلمروهای آنان به راه خواهند افتاد ــ بیابند.
سزار که هنوز در اقامت‌گاه‌های زمستانی‌اش در استان رومی گالیا کیسالپینا حضور داشت با نامه‌های تیتوس لابینوس، یکی از معاونانش، آگاه شد که تمام بلژها در حال ایجاد یک کنفدراسیون بر ضد رومیان می‌باشند و اسرا را میان خود مبادله می‌کنند، و انگیزه‌های این کنفدراسیون به‌قرار زیرند: اول آن‌که بلژها بیم آن داشتند که هرگاه رومیان سراسر گالیا سلتیکا را متصرف شوند ارتش روم به‌سوی سرزمین آنان به‌راه بیفتد، دوم این‌که آنان از سوی بسیاری از قبایل گالیایی برانگیخته شده‌بودند، برخی از آنان از یکسو مایل نبودند که ژرمن‌ها بیش از این در گالیا بمانند و برای همین از این‌که ارتش روم در زمین آنان اتراق‌زمستانی نموده و در آن‌جا اسکان یابد ناخرسند بودند، و دیگرِ آنان برحسب ناپایداری و شکنندگی خلق‌وخوی‌شان مشتاق شورش بودند؛ بلژها همچنین به علل متعدد دیگری هم برانگیخته شده‌بودند زیرا حکومت در گالیا اساساً به‌دست مردانی متنفذ و آنان‌که اختیار استخدام سربازها را داشتند اداره می‌شد، و آنان اگر تحت سلطهٔ رومیان درمی‌آمدند به سهولت کمتری می‌توانستند به آقایی خود ادامه دهند.
سزار با دو لژیون جدید یعنی سیزدهم و چهاردهم به گالیا رسید (محتملاً در وسونتیوس که پایتخت سکوان‌ها بود) و آگاه شد که تمامی قبایل گالیا بلجیکا (که برخی قبایل ژرمن نیز به آنان پیوسته بودند) به استثنای رِمی‌ها تحت رهبری شخصی به‌نام گالبا (پادشاه سواسونی‌ها) با تمام قوا در یک مکان گردهم‌آمده‌اند. سزار یک فهرست دقیق از اقوامی که در این اتحاد حضور داشتند و مشتمل‌بر ۰۰۰ ۳۰۶ نفر می‌شدند را تهیه کرد: اینان به مردم بلواکی‌ها (با ۰۰۰ ۶۰ مسلح)، سوآسون‌ها (۰۰۰ ۵۰ مسلح)، نروی‌ها (۰۰۰ ۵۰)، آتربات‌ها (۰۰۰ ۱۵)، آمبیانی‌ها (۰۰۰ ۱۰)، مورین‌ها (۰۰۰ ۲۵)، مناپی‌ها (۰۰۰ ۷)، کالت‌ها (۰۰۰ ۱۰)، ولیوکاس‌ها (۰۰۰ ۱۰)، ویروماندوها (۰۰۰ ۱۰)، آتواتوک‌ها (۰۰۰ ۱۹) و ۰۰۰ ۴۰ ژرمن تعلق داشتند.
سزار پس از ۱۵ روز حرکتِ بی‌وقفه و پس از آن‌که ارتش خود را در زمین قومِ متحد یعنی رِمی‌ها استراحت داد، در شمال رود آکسونا (ان امروزی) اردو زد. یک پادگان برای دفاع از پلی که از آن عبور کردند ایجاد کرد و حفاظت از آن را با شش کوهورس به معاون خود کوینتوس تیتوریوس سابینوس واگذار نمود. درحالی‌که انتظار داشت بلژها به نزدیکی رود برسند دست به تقویت استحکامات زد.
بلژها که هنوز مصمم بودند به شهر پادگانی بیبرکس (در نقشه با عنوان Bibrax، امروزه لان) که از مراکز مهم رِمی‌ها (متحد روم) بود یورش ببرند، به نزدیک بودنِ لژیون‌های رومی توجهی ننمودند به حدی‌که سزار ناچار شد نیروهایی به یاری شهر بفرستد (در میان آنان سوارکاران نومیدیایی، کمان‌داران کرتی، و فلاخن‌دارانِ جزایر بالئاری حضور داشتند) و با رسیدن آنان هم انگیزهٔ دفاع و هم امید دفاع به رمی‌ها تزریق شد و همین‌طور خیال تصرف شهر، دشمن را ترک کرد. در نهایت، تلاش برای تصرف شهر به شکست انجامیده و بلژها با تمام قوا به‌سوی مقر ستاد سزار راه افتادند و در کمتر از دو مایلی مقر او اردو زدند؛ و اردوگاه آنان ــ چنان‌که از دود و آتش دیده می‌شد ــ بیش از هشت مایل طول داشت. سزار پس از آن‌که با چند زدوخورد جزئی عیار دشمن را سنجید تصمیم گرفت به ارتش بلژها در فضای باز حمله کند:
«سزار در اردوگاه [خود] دو لژیون که به‌تازگی استخدام نموده بود را جا گذاشت تا اگر در بخشی از آرایش [به آن‌ها] احتیاج پیدا شد به‌عنوان نیروی ذخیره مورد استفاده قرار گیرند [سپس] روبروی اردوگاه نظامی شش لژیونِ باقی‌مانده را چید. دشمنان نیز نیروهای خود را بدین منوال آراستند. در میان دو ارتش یک مرداب نه چندان وسیع وجود داشت. دشمنان منتظر بودند (توقع داشتند) که نیروهایمان از آن بگذرند، در حالی‌که نیروهای ما هم آماده بودند در صورتی‌که دشمن تلاش کند از آن بگذرد بدو یورش ببرند. در این حال نبرد با یک زد و خورد میان سواره‌نظام‌ها آغاز شد. هنگامی‌که هیچ‌یک از ارتش‌ها اقدام به گذر از مرداب نکرد، سزار به‌مجرد اتمام این زد و خوردِ اسبان به‌سود نیروهای ما، نیروهایش را به اردوگاه بازگرداند. دشمنان فوراً از آنجا روانه [رود] ان شدند که در پشت اردوگاه ما جریان داشت. با یافتن یک گدار در آنجا، تلاش کردند بخشی از نیروهای خود را از آن گذر دهند تا موضعی که تحت امر معاون سزار آقای کوینتوس تیتوریوس بود را متصرف شوند و پل را قطع کنند. اگر هم چنین طرحی به موفقیت نمی‌رسید می‌خواستند زمین‌های رِمی‌ها (متحدان روم) که در راهبری جنگ دارای کاربرد فراوان برای ما بودند را ویران سازند و با این‌کار مانع تدارک و تغذیه ما شوند. سزار ــ که بواسطه تیتوریوس از این امر مطلع شده ــ کل سواره‌نظام خود و نومیدیایی‌های سبک‌اسلحه، فلاخن‌اندازها و کمان‌داران را به‌سوی پل هدایت می‌کند و به‌سوی دشمن می‌تازد. در آن‌جا نبردی خونین رخ داد. مردان ما با حمله به دشمنِ درهم ریخته در رودخانه قسمت کثیری از آنان را کشتند. با بارانی از پرتابه‌ها، آنان (مردان ما) مابقی [ــِــ دشمن] را ــ که به شیوه‌ای شجاعانه می‌کوشید از اجساد رد شود ــ عقب راندند، و آنان که ابتدا از رود گذشتند را با سواره‌نظام محاصره نموده و مقتول ساختند. دشمنان هنگامی که فهمیدند خیال حمله به شهر و و تصرف آن و نیز گذر از رود آنان را فریب داده‌است و شاهد پیشروی مردان ما به موضعی نامناسب‌تر برای جنگیدن نبودند و تدارکاتشان هم رو به اتمام نهاده، شورای مشورتی را تشکیل دادند و بدین نتیجه رسیدند که برای هر یک بهتر است به سرزمین خود بازگردند؛ و تصمیم گرفتند از تمامی بخش‌ها برای دفاع از آن‌هایی که رومیان در درجه اول قرار بود به سرزمین‌هایشان یورش ببرند نیرو گردآوری کنند و در زمین خود و نه در زمین دشمن بجنگند و از ذخایر غذایی اهلی استفاده کنند. افزون‌بر این‌ها، این امر نیز در این تصمیم آنان مؤثر بود: این‌که آنان مطلع شده‌بودند دیویکیاکوس و ادوئی‌ها (متحدان روم) به قلمروهای بلواکی‌ها (متحدان بلژها) نزدیک می‌شوند. برایشان غیرممکن بود اینان (بلواکی‌ها) را قانع سازند که بیش از این چشم‌به‌انتظار [کمک از جانب بلژها] بمانند یا در کمک‌رسانی به آنان تأخیر کنند.»— Caesar، De bello gallico II 8.5-10

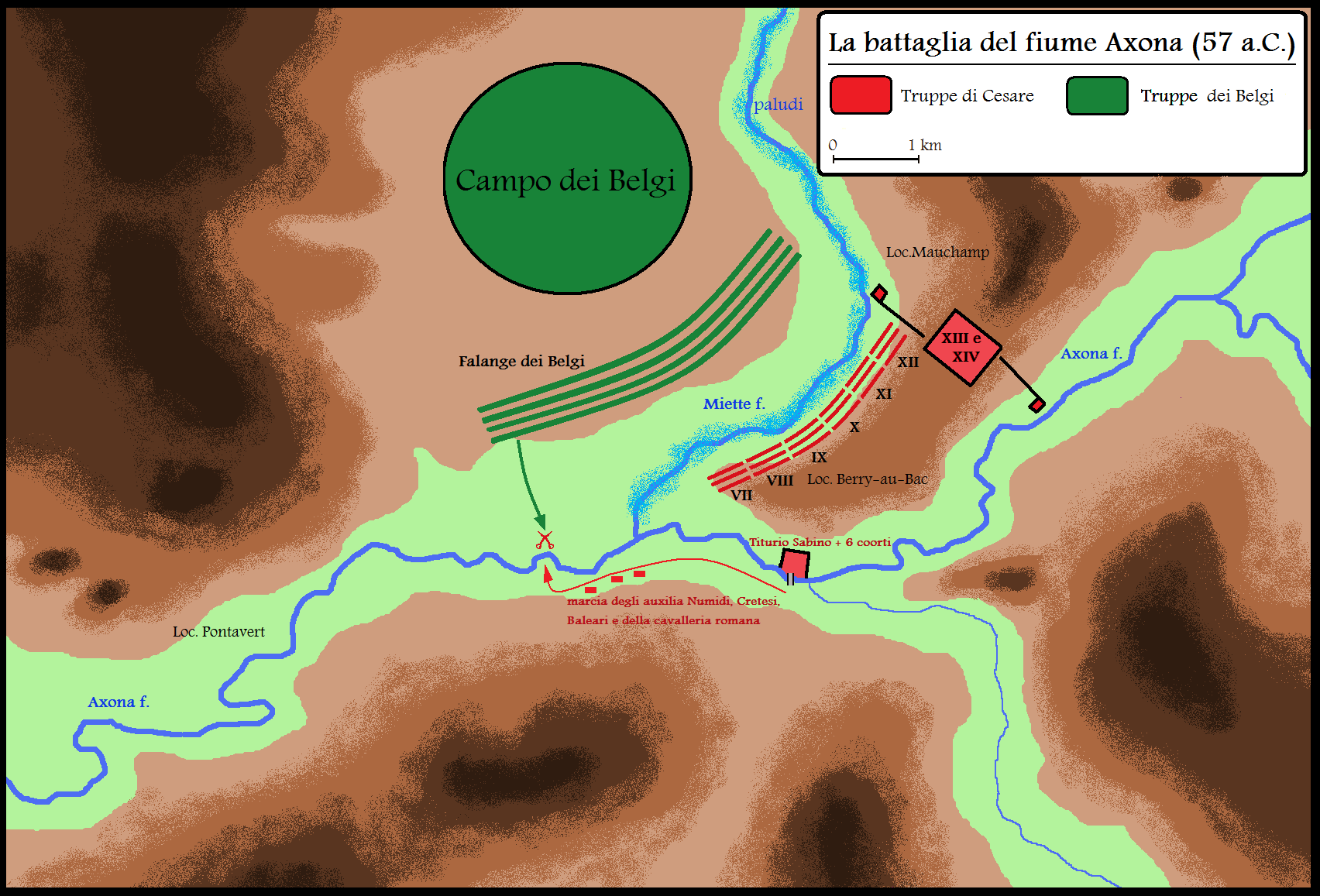
نبرد آکسونا در حوالی رود ان میان سزار و بلژها. در این نقشه .Axona f همان رود ان است و دایره بزرگ سبز رنگ نمایانگر اردوگاه بلژها و مربع سرخی که در آن XIII و XIV نوشته شده نیز اردوگاه سزار است که لژیون‌های سیزدهم و چهاردهم در آن جای گرفته‌اند. اعداد رومی VII تا XII همان لژیون‌های هفتم تا دوازدهم (شش لژیون) هستند که سزار آنان را روبروی مرداب (در نقشه با نام Paludi) در سه ردیف چیده‌است. مربع سرخ کوچکی که بالایش نوشته Titurio Sabino + 6 Coorti همان استحکاماتی است که سزار آن را به تیتوس سابینوس و شش کوهورس (گردان) سپرده‌است. در پائین آن یک خط خاکستری رنگ دیده می‌شود که همان پل است و پیکانی که در پائین آن نوشته‌است Marcia degli Auxilia Numidi, Cretesi همان مسیر حرکت نیروهای کمکی نومیدیایی، کرتی، بالئاری و سواره‌نظام روم است که در آن‌سوی رودخانه (نماد قیچی) با دشمن درگیر شده‌اند.

بنابراین بلژها پیش از نیمه‌شب راه زمین‌های خود را در پیش گرفتند، و سزار پس از آن‌که تا شفق منتظر ماند ــ زیرا می‌خواست نیت واقعی دشمن را بفهمد و بابت تله‌های احتمالی در یک سرزمین ناشناخته و متخاصم بیمناک بود ــ تصمیم گرفت دشمن را با تمام سواره‌نظامش (تحت رهبری کوینتوس پدیوس و لوکیوس آرونکولیئوس کوتا) و سه لژیون (تحت امر تیتوس لابینوس) تعقیب کند. رومیان به عقبهٔ دشمن یورش بردند و آنان را تا مایل‌ها تعقیب نموده و شمار زیادی از آنان را که در حال فرار بودند قتل‌عام کردند.
روز بعد پیش از آن‌که دشمنان از شوک ناشی از قتل‌عام اخیر بیرون بیایند، سزار ارتش را در زمین سوآسون‌ها رهبری کرد و روبروی شهر مستحکم اصلی آنان نُویودونوم (حوالی پومیه و سوآسون امروزی) رسید. شهر تحت محاصره واقع شد و پادشاه آنان گالبا ــ که بابت وسعت عملیات محاصره‌ای که ژنرال رومی توانسته بود در چنین مدت کوتاهی تدارک ببیند هراسان شده‌بود ــ ترجیح داد مردمش را تسلیم سازد. این تسلیم ــ که البته با وساطت قوم رِمی‌های حوالی تسهیل شده‌بود ــ با تحویل گروگان‌هایی (از جمله دو پسرِ خودِ گالبا) و تمامی سلاح‌هایی که در پایتخت خود داشتند، قطعیت یافت.
سزار توانست پیشروی خود را پی‌گیرد و اکنون روانه سرزمین بِلُواکی‌ها شد تا به پایتخت یعنی براتوسپانتیوس (احتمالاً بووه امروزین) رسید. دیویکیاکوس، رهبر ادوئی‌ها، به سود آنان (بلواکی‌ها) سخنرانی کرد و در حضور پروکنسول رومی ضمن شفاعت آنان، آن‌ها را دوستان وفادار ادوئی‌ها توصیف کرد که فقط بدین‌خاطر که رؤسایشان آنان را گمراه کرده‌اند دست به شورش زده‌اند. سزار التماس‌های دیویکیاکوس ــ متحد وفادارش ــ را قبول کرده و تسلیم بلواکی‌ها را پذیرا شد، چراکه آنان یکی از بزرگ‌ترین قبایل در میان بلژها بودند، و درست ۶۰۰ گروگان درخواست کرد. همین اتفاق برای قبیله همسایهٔ آمبیانی‌ها نیز رخ داد که بی‌درنگ خود را با هرچه که داشتند به سزار تسلیم کردند.

پس از سه روز راهپیمائی به‌سوی شرق، پروکنسول رومی مطلع شد که یک توده مسلح بزرگ از آترِباتی‌ها، نروی‌ها و ویروماندوها (که در مدتی کوتاه نیروهای آتواتوک‌ها نیز بدانان پیوسته بودند) در حوالی رود سابیس گردآمده بودند. نروی‌ها، آترباتی‌ها و ویروماندوها حمله‌ای غافلگیرانه به رومیانِ پیشرونده ترتیب دادند، و سزار ــ که در این شرایط خود را با مشکلی جدی روبرو دید ــ به‌زحمت توانست آنان را پس‌بزند. دیسیپلین (انضباط) برتر رومیان و نبوغ فرمانده‌شان به آنان اجازه داد عکس‌العمل نشان داده و متفقاً با حملهٔ ترکیبیِ دشمن مقابله کنند، دشمنی که در پایان روز شکست خورده و تارومار گشت (نبرد سابیس).

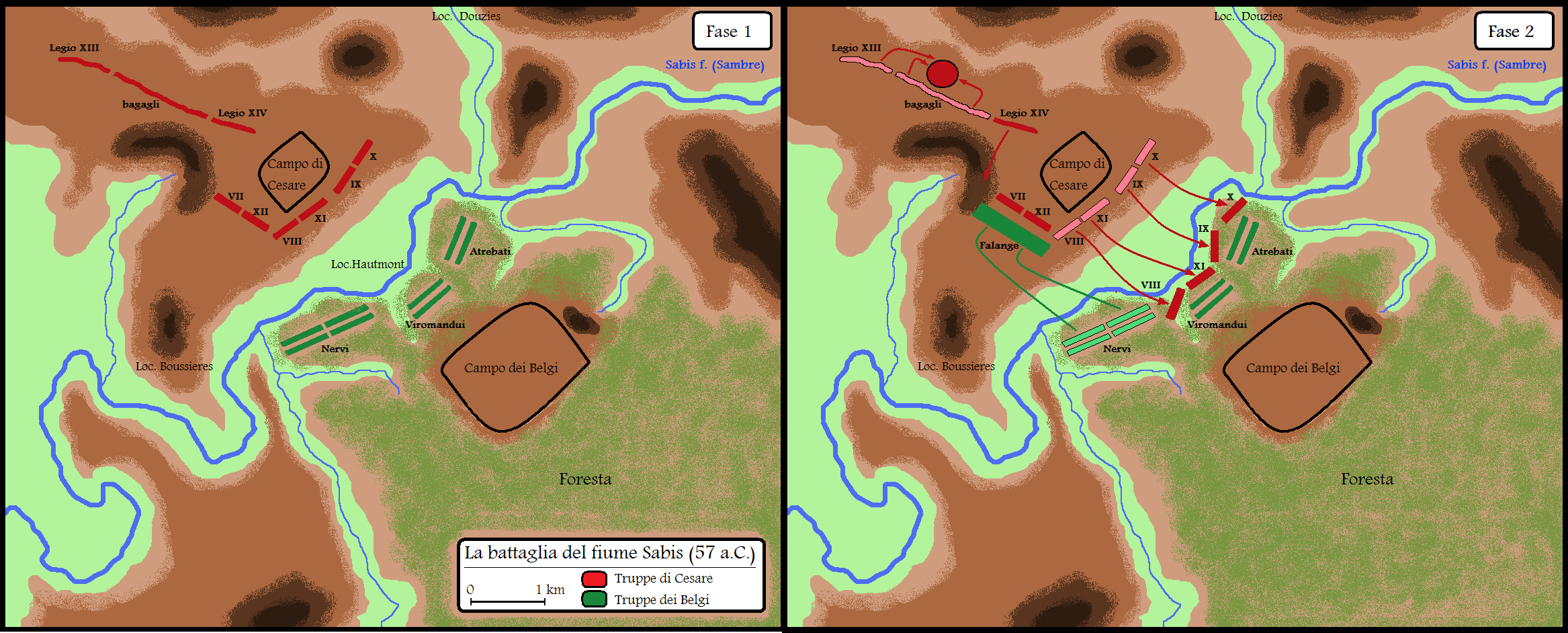
نقشه نبرد سابیس در دو مرحله: در مرحله نخست (Fase 1) آنجا که نوشته Sabis f. (Sambre) نشان‌گر رودخانه سامبر است و Campo di Cesare و Campo dei Belgi به‌ترتیب نشانگر اردوگاه سزار و اردوگاه بلژها هستند. در راهنمای نقشه عبارت Truppe di Cesare به‌معنای نیروهای سزار است که به‌رنگ سرخ نمایانده شده و نیروهای بلژها (شامل آترباتی‌ها، نروی‌ها و ویروماندوها) را نیز با سبز نمایانده‌است. در مرحله دوم (Fase 2) لژیون‌های دهم و نهم (X و IX) از رود گذشته و روبروی آترباتی‌ها می‌جنگند، لژیون‌های یازدهم و هشتم (XI و VIII) نیز برابر ویروماندوها نبرد می‌کنند امّا لژیون‌های دوازدهم و هفتم (XII و VII) در سرجای خود مانده‌اند تا نِروی‌ها به‌آنان حمله کنند و لژیون چهاردهم (XIV) به کمک آنان آمده‌است.

در پایان این نبرد، سزار تصمیم گرفت علیه آتواتوک‌ها که تماماً در یک موضع مستحکم ــ که استحکامات قابل‌توجه آن با طبیعتِ خودِ مکان نیز تقویت می‌شدند ــ گردآمده‌بودند به‌راه بیفتد. در نخستین لحظات آتواتوک‌ها که درست همچون دیگر اهالی گالیا سربازان رومی را به‌سبب هیکل نحیف و ضعف بدنی مشهودشان در قیاس با بدن نیرومند خودشان مورد تحقیر قرار می‌دادند تحت‌تأثیر لژیون‌های سزار قرار نگرفتند. امّا به‌زودی دانش تکنیکی لژیون‌های رومی و توانایی آنان در ساختن و راندن ادوات بزرگ محاصره‌ای برای محاصرهٔ این شهرِ مستحکم به روحیه آتواتوک‌ها شوک وارد کرد و آنان را قانع ساخت که دشمن‌شان از نصرت ایزدی بهره‌مند است.
سزار محاصرهٔ شهر (محتملاً نمور، بلژیک) را چنین توصیف می‌کند:
«این شهر که از هر سو دارای سنگ‌های بسیار بلند و صخره‌ها بود تنها در یک قسمت یک مدخل با شیب ملایم و طول حداکثر ۲۰۰ پا (حدود ۶۵ متر) داشت؛ در این مکان آتواتوکی‌ها یک دیوار بسیار بلند دولایه ساخته و بر روی آن سنگ‌هایی بسیار سنگین و حفاظ‌های تیز قرار دادند [...] و به‌مجرد رسیدن ارتش روم، آتواتوکی‌ها از شهر پاتک‌های متعدد می‌زدند و با ما در نبردهای ناچیز درگیر می‌شدند. هنگامی‌که در یک دژ [به ارتفاع] دوازده پا و محیط پانزده مایل محصور شدند، در درون دیوارهای شهر باقی ماندند. هنگامی‌که مشاهده کردند وینئاها نزدیک می‌شوند و یک برج از فاصلهٔ دور ساخته‌شده، ابتدا از دیوارهایشان شروع به خندیدن به رومیان و عیب‌جویی کردند، چرا که چنین وسیله‌جنگی از چنین فاصله‌ای بعید ساخته می‌شود: چنین انسان‌هایی با جثه کوچک به کدام دستان یا قدرت اعتماد می‌کنند که بتوانند برجی اینچنین سنگین را به‌سوی دیوارهای ما بکشانند؟ (زیرا اغلب برای تمامی اهالی گالیا کوچکی [ــِــ جثه‌ی] ما در قیاس با بزرگی جثه [ی آنان] تحقیرآمیز است) [...] امّا هنگامی‌که دیدند [این ماشین سنگین] به دیوارهایشان نزدیک می‌شود و از این منظره بدیع و ناشناخته مبهوت بودند سفیرانی به‌جانب سزار فرستادند تا در باب صلح مذاکره کنند [...] سزار به آنان گفت که ملت آنان را بیشتر به‌خاطر آداب و اخلاق خودش و نه لیاقت آنان در امان نگه خواهد داشت مشروط‌بر آن‌که پیش از آن‌که دژکوب‌ها به دیوارهای آنان بخورند، امّا بایستی سلاح‌های خود را [هم] زمین بیندازند [...] آنان هم از دیوارها چنان حجمی از سلاح‌هایشان را به خندقی که روبروی شهر بود انداختند که انباشتهٔ این سلاح‌ها تقریباً تا قله دیوار و استحکامات رسید، و با این‌حال ــ چنان‌که ما بعداً کشف کردیم ــ یک‌سوم سلاح‌ها را در شهر پنهان داشتند؛ دروازه‌ها گشوده شدند و آنان آن روز را در صلح به سر بردند [...] با فرا رسیدن غروب، سزار دستور داد دروازه [ی شهر] بسته شود و سربازانش از شهر خارج شوند تا در شبانگاه به ساکنان شهر صدمه‌ای وارد نکنند. آتواتوکی‌ها با یک طرح از پیش تعیین شده [...] پس از نیم‌شب به‌شکلی غیرمنتظره از شهر با تمام قوا یک یورش از طریق مسیری که صعود به استحکامات رومیان آسان‌تر بود ترتیب دادند [...] امّا ــ چنان‌که سزار دستور داده‌بود ــ این حادثه فوراً بواسطه آتش اطلاع داده‌شد و نیروهای رومی از نزدیک‌ترین استحکامات بدانجا یورش بردند. دشمنان چنان با دلاوری در برابر ما می‌جنگیدند [...] و از دیوار و برج‌ها پرتابه می‌انداختند [...] حدود ۰۰۰ ۴ دشمن کشته شدند، مابقی به شهر رجعت نمودند. روز بعد، دروازه‌ها که اکنون بی‌حفاظ شده‌اند فروریخته و سربازان ما وارد شهر شدند. سزار تمامی غنایم جنگی را به فروش گذارد [...] ۰۰۰ ۵۳ نفر.— Caesar، de bello Gallico, II, 29-33

#### فتح سواحل آتلانتیک
در پایان این عملیات‌ها، سرتاسر گالیا بلجیکا مشتمل‌بر سرزمین‌های نروی‌ها، آتواتوک‌ها، ویروماندوها، آترِباتی‌ها و ابورونی‌ها، تحت سیطره روم درآمدند. در این میان، لژیون هفتم تحت رهبری پوبلیوس لیکینیوس کراسوس (فرزند تریوم‌ویر، کراسوس) به غرب فرستاده شد تا قبایل مناطق ساحلی اقیانوس اطلس از جمله نرماندی و گارون امروزی را به انقیاد بکشاند (مسیر حرکت او در نقشه با خط قرمز و نام P.Crasso e legio VII نشان داده شده‌است). یک لگاتوس (معادل رومی فرمانده) دیگر به‌نام گالبا با لژیون دوازدهم و بخشی از سواره‌نظام به سرزمین‌های نانتوات‌ها، وراگری‌ها، و سدونی‌ها که میان قلمروهای آلوبروگی‌ها، دریاچه ژنو، رود رون و آلپ بودند فرستاده شد. سزار هنگامی‌که تمامی لژیون‌ها را در اقامت‌گاه‌های زمستانی اتراق داد به ایتالیا بازگشت. با عزیمت سزار، لگاتوس (یا ژنرال) گالبا که مأموریت داشت جادهٔ آلپ میان گالیا کوماتا و گالیا کیسالپینا را بگشاید، خود را ناچار به مواجه شدن با یک دشمنِ مشخصاً پرشمارتر دید و وادار شد روستای سلتی اوکتودوروس (امروزه مارتینی، سوئیس؛ در نقشه با عنوان Octodurus) که اردوگاه زمستانی خود را در آنجا برپا ساخته بود را رها کرده و به سرزمین دوست یعنی آلوبروگ‌ها عقب‌نشینی کند.

### ۵۶ پیش از میلاد: شورش اطلس و آکوئیتانیا

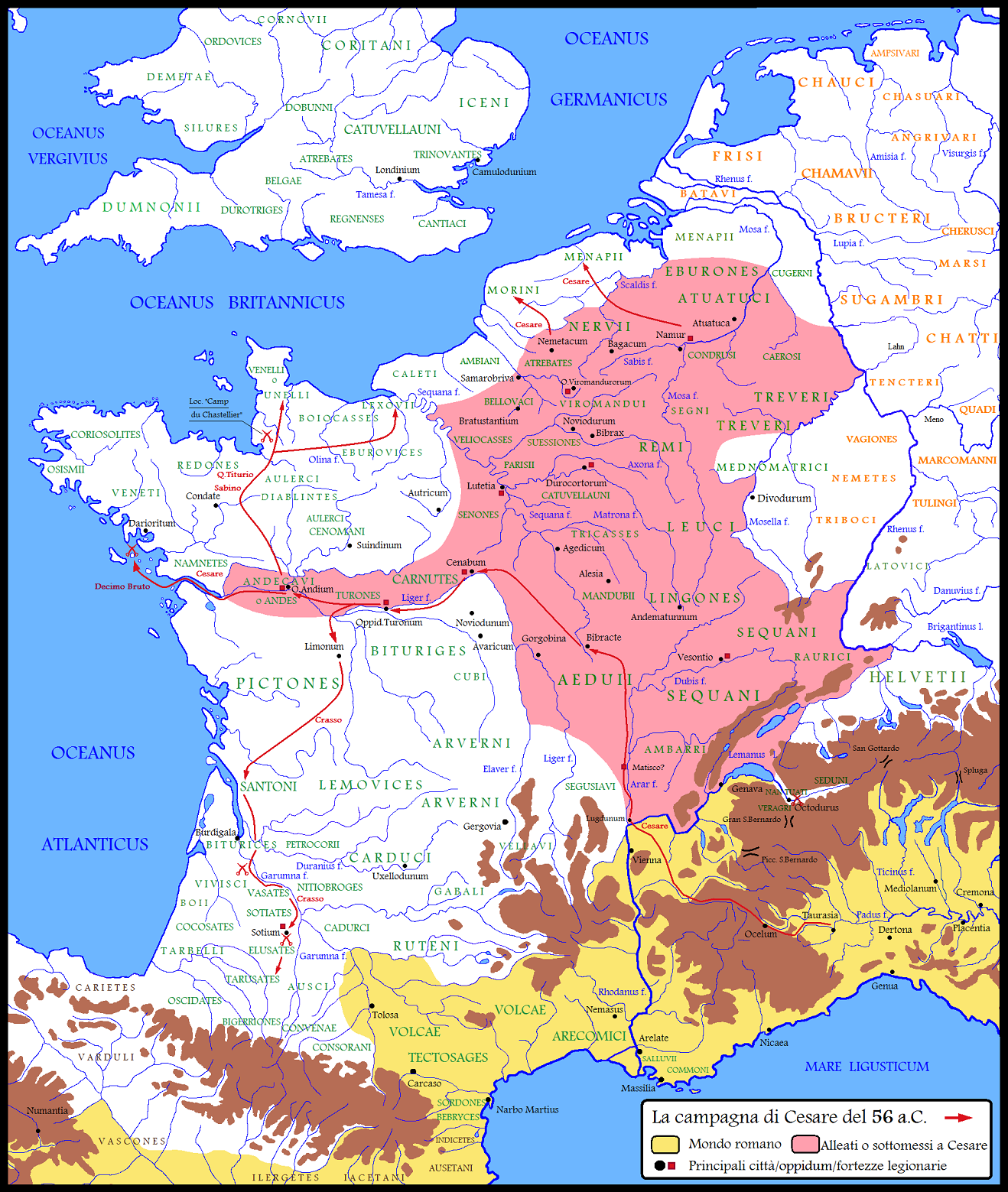
نقشه عملیات‌های سزار در سال ۵۶ قبل از میلاد. اسامی اشخاص به زبان ایتالیایی (نه لاتین) نوشته‌شده‌اند؛ Cesare همان سزار، Decimo Bruto دکیموس بروتوس، و Crasso نیز کراسوس است. نماد قیچی محل هر درگیری را نشان می‌دهد.

به‌زودی خلق‌های ساحل آتلانتیک به مسیر جنگ بازمی‌گردند:
«پوبلیوس کراسوسِ جوان لژیون هفتم را برای زمستان در سرزمین آندها که در نزدیکی‌های اقیانوس اطلس بود مستقر کرد. با توجه به این‌که در آن ناحیه گندم کمی موجود بود او (کراسوس) چند تن از تریبون نظامی‌ها را [به عنوان فرستاده یا سفیر] به‌سوی خلق‌های همسایه گسیل داشت تا تقاضای خوراک و تدارکات کند؛ از میان این افراد تیتوس تراسیدیوس به‌سوی اسووی‌ها، مارکوس تربیوس گالوس به‌سوی کوریوسولیت‌ها، و کوئینتوس ولانیوس و تیتوس سیلیوس به‌سوی ونت‌ها (در نقشه با نام VENETI واقع در انتهای شمال‌غربی گالیا) اعزام شدند. این ملت (ونت‌ها) در سرتاسر سواحل غربی گالیا (حوزه اطلس) از بقیه برجسته‌تر است چراکه کشتی‌های بسیاری دارند که با آن تا بریتانیا کشتیرانی می‌کنند، و در دانش و فنون ناوگانی از دیگر قبایل سرتر هستند و بالاخره چون در آن دریای بس طوفانی و باز، بندرهای ساحلی معدودی وجود دارند که همگی آن‌ها هم تحت کنترل آنان (ونت‌ها) می‌باشند، برای همین تقریباً تمامی دریانوردانی که در آن‌جا رفت‌وآمد می‌کنند به آنان خراج می‌پردازند.»— Caesar، De bello gallico, III 7-8.1
ونت‌ها تصمیم گرفتند دو سفیری که از سوی کراسوس فرستاده‌شدند یعنی سیلیوس و ولانیوس را توقیف کنند، زیرا می‌پنداشتند با این‌کار می‌توانند اسرایی که به کراسوس تسلیم کرده‌بودند را بازپس بگیرند. همین کار را قبایل همسایه‌شان نیز انجام دادند به‌طوری‌که تربیوس و تراسیدیوس را توقیف کرده و اندکی بعد تصمیم گرفتند با تعهدات متقابلِ اتحاد و وفاداری در برابر دشمن مشترکِ رومی، با یکدیگر همکاری کنند. در نهایت تمامی سرزمین‌های ساحلی گالیای غربی در برابر سلطه روم شوریدند. برای همین گالیایی‌ها به کراسوس یک اولتیماتوم فرستاده و گفتند که اگر خواستار آن است افسران (سفیران) خود را زنده ببیند باید اسرای آنان را بازپس دهد.
سزار که از آنچه اتفاق می‌افتاد آگاه شده بود، انتظار یک جنگ محتمل و در شرفِ وقوع دریایی با این قومِ دریانورد (ونت‌ها و ساکنان سواحل غربی گالیا) را داشت، برای همین به مردان خود دستور داد بر روی رود لوآر یک ناوگان جنگی بسازند، و پاروزنان و سکان‌دارانی در استان استخدام کرد. در این میان ونت‌ها و متحدان‌شان که از رجعت سزار مطلع شده‌بودند تصمیم گرفتند خود را مهیای جنگ نمایند، به‌خصوص در زمینه تسلیح ناوگان‌ها؛ آن‌ها پی‌برده بودند که چه جنایتی مرتکب شده‌اند چرا که در میان تمامی ملل، نام سفرا دارای تقدس و حرمت است امّا ونت‌ها آنان را توقیف کرده و در غل و زنجیر انداختند. ونت‌ها روی شناخت‌شان از مواضع جغرافیایی ــ که با آن آشنایی داشتند ــ بسیار حساب کرده‌بودند.
«ونت‌ها آگاه بودند که راه‌های زمینی بر اثر پای‌رود‌ها قطع‌شده‌اند، و رومیان در امر دریانوردی دچار مشکلاتی هستند چراکه با جغرافیای آنجا آشنایی ندارند و شمار بندرها کم است؛ همچنین اطمینان داشتند نیروهای ما به‌خاطر کمبود گندم قادر نیستند مدت زیادی باقی‌بمانند [...] و حتی اگر همه‌چیز برخلاف وفق مرادشان رخ دهد باز هم دارای نیروی دریایی قدرتمندی هستند در حالی‌که رومیان ناوگانی نداشتند و راه‌ها، بندرها، و جزایر منطقه‌ای که قرار بود در آن نبرد کنند را هم نمی‌شناختند. [...] با همین استنتاج‌ها، آنان شهرهای خود را مستحکم می‌کنند، از دشت‌ها (روستاها) ذرت به شهرها وارد و انباشته می‌کنند، و بیشترین تعداد ممکن کشتی را در ونیز گرد می‌آورند، جایی که انتظار داشتند سزار ابتدا در آنجا جنگ را بیاغازد. آنان اوسیسمی‌ها، لکسوی‌ها، نامنت‌ها، آمبیلیات‌ها، مورین‌ها، دیابلینت‌ها و و مناپی‌ها را نیز به‌عنوان متحد به خود منضم ساختند و نیروهایی را نیز از بریتانیا که روبروی سرزمین‌های آنان واقع بود فراخواندند.»— Caesar، De bello Gallico, III, 9
سزار که حداقل در اواخر آوریل به گالیا بازگشته‌بود، خود را سرگرم آرایش نیروهایش نمود، پیش از آنکه شمار قبایل شرکت‌کننده در این توطئه علیه روم افزایش یابد:
- وی لابینوس را با بخش بزرگی از سواره‌نظام به گالیا بلجیکا در شرق، میان ترویرها[پانویس ۷۷] و رِمی‌ها، فرستاد تا رسیدن نیروهای کمکی احتمالی ژرمن را سد کند.
- پوبلیوس لیکینیوس کراسوس را مأمور سرکوبی خلق‌های آکوئیتانیا (میان گارون و پیرنه) کرد، با ۱۲ کوهورس (گردان رومی) و شمار زیادی سواره‌نظام.
- لگاتوس (ژنرال) کوینتوس تیتوریوس سابینوس را با سه لژیون به سرزمین اونل‌ها،[پانویس ۷۸] کوریوسولیت‌ها[پانویس ۷۹] و لِکسُوی‌ها[پانویس ۸۰] (یا به‌عبارتی ساحل امروزی نرماندی) فرستاد تا نیروهای آنان را دور نگه دارد.
- دکیموس بروتوس[پانویس ۸۱] را در رأس یک ناوگان که از کشتی‌های قبایل پیکتون‌ها[پانویس ۸۲] و سانتون‌ها[پانویس ۸۳] ایجاد کرده‌بودند گماشت و او را مأمور کرد در اسرع وقت روانه برتاین شود.
- با نیروهای پیاده‌ای که برای خودش باقی‌مانده‌بود (۴–۳ لژیون) به‌سوی ونت‌ها راه افتاد.[۶۷]

شهرهای ونت‌ها در منتهی‌الیه شبه‌جزیره‌ها و دماغه‌های کوچک واقع شده‌بودند، یعنی در موقعیتی که هم از راه زمین ــ هنگامی‌که جزر و مدها سطح آب را بالا می‌آوردند ــ و هم از راه دریا ــ هنگامی‌که جزر و مد فروکش می‌کرد و کشتی‌های دشمن به‌گِل می‌نشستند ــ غیرقابل دسترسی باشد.
به همین دلایل سزار در محاصرهٔ این شهرهای ساحلی، خود را با مصائب زیادی روبرو دید. او همچنین روایت می‌کند که:
«ناوگان ونت‌ها به‌شیوه زیر ساخته و مسلح شده‌بود: مازه‌های کشتی‌های آنان به‌مراتب صاف‌تر از مازه‌های کشتی‌های ما بودند، تا بتوانند با سهولت بیشتری در برابر برآمدگی‌های کف دریا و جزر آب مقاومت کنند، سینه‌ها یا دماغه‌های کشتی‌ها و همین‌طور عقبه‌شان به‌نسبت امواج تند و طوفان‌ها بسیار بلند هستند. کشتی‌ها تماماً از چوب بلوط ساخته شده‌اند تا در برابر هرگونه نیروی خارجی و صدمه مقاوم باشند [...] و برای بادبان از پوست و چرم نازک استفاده شده‌است [...] در برابر چنین کشتی‌هایی، ناوگان روم تنها در سرعت و نیروی پاروها سرتر بود و در مابقی جنبه‌ها ونت‌ها بر ما برتری داشتند. [...] ناوگان رومی نمی‌توانست با منقار کشتی به آنان صدمه‌ای وارد کند، چرا که کشتی‌ها بس مستحکم بودند و به‌خاطر بلندی‌شان پرتاب کردن تیرها (پیکان‌ها) به‌سمت‌شان دشوار بود و به همین دلیل با آکج‌ها به‌سختی متوقف می‌شدند.»— Caesar، De bello Gallico, III, 13

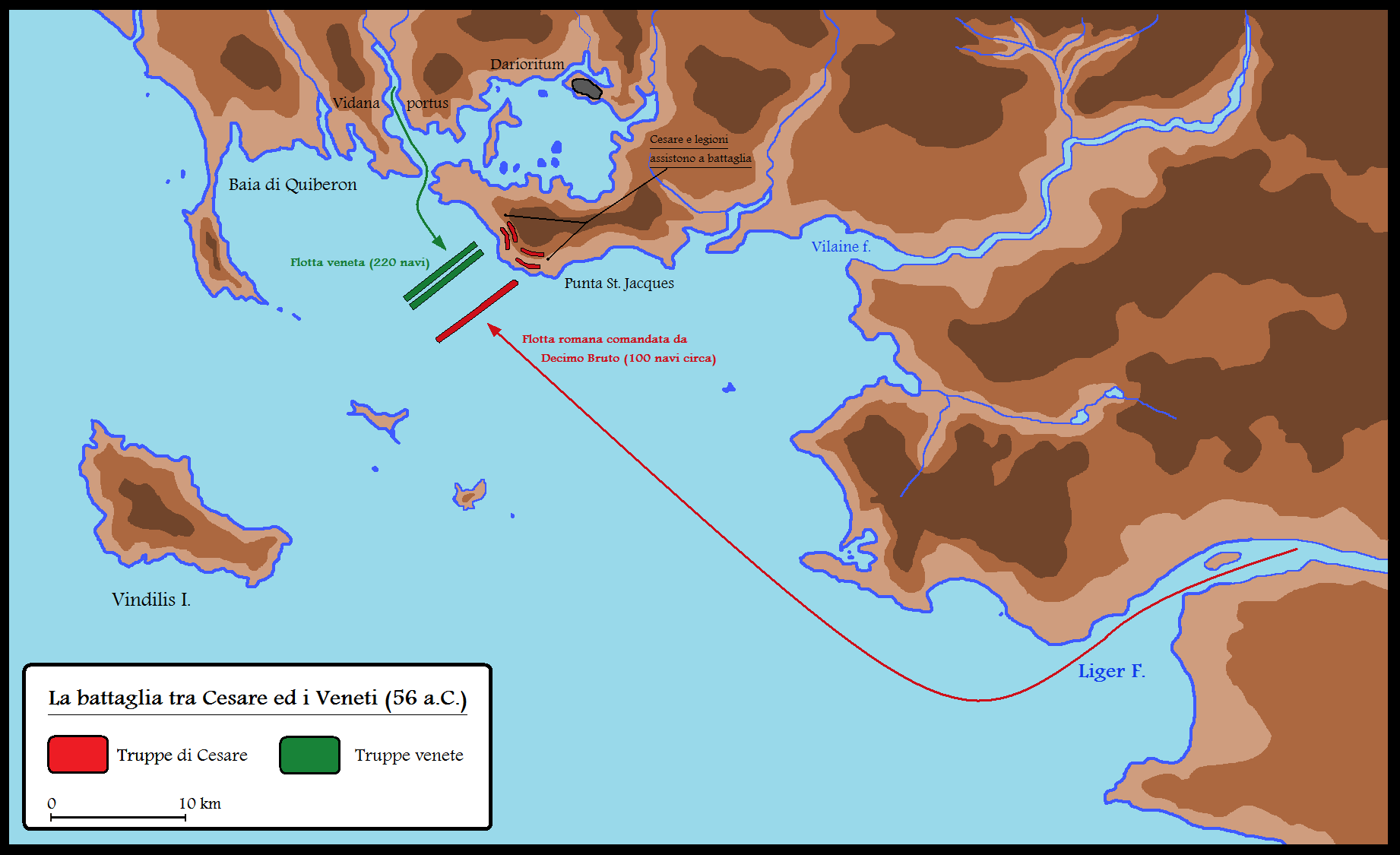
نبرد میان ناوگان سزار به رهبری دکیموس بروتوس (Decimo Bruto) با حدود ۱۰۰ کشتی که با رنگ قرمز نمایانده‌شده و ناوگان ونت‌ها با حدود ۲۲۰ کشتی و رنگ سبز. در انتهای دماغه‌ای که روبروی دو ناوگان قرار دارد چهار خط قرمز رنگ دیده می‌شوند که همان سزار و لژیون‌های پیاده‌اش هستند. این نبرد در خلیج کوئیبرون (Quiberon) واقع در موربیان، استان برتاین حادث شد.

سزار شهرهای بسیاری را تصرف کرد امّا دید که چنین تلاشی بیهوده است و قادر نیست دشمن را از فرار بازدارد یا بدانان صدمه‌ای وارد کند، پس تصمیم گرفت منتظر رسیدن ناوگان خود بماند. هنگامی‌که ناوگان رومیان فرا رسید، دشمن با حدود ۲۲۰ کشتی که به‌خوبی مسلح و به هر نوع سلاحی مجهز شده‌بودند از بندرهایش خارج شده در تقابل با رومیان قرار گرفت. دکیموس بروتوس که ناوگان روم را فرماندهی می‌کرد و همین‌طور تریبون سربازان و افسرانی که در رأس هر قایق رومی بودند نمی‌دانستند چه باید بکنند یا چه تاکتیکی اتخاذ نمایند. افسران رومی مطلع بودند که نمی‌توانند با منقار کشتی به کشتی‌های دشمن آسیب بزنند و با وجود آنکه برجک‌هایی بر روی عرشه کشتی‌های خود ساخته‌بودند باز نمی‌توانستند به ارتفاع عقبه کشتی‌های دشمن برسند؛ و اینکه از سطحی پائین‌تر (یعنی از کشتی‌های رومیان) تیرها به هدف بخورند مشکل‌تر بود، در حالی‌که تیرهای شلیک‌شده از سوی گالیایی‌ها مرگبار به‌حال رومیان بودند. تنها سلاح بسیار مؤثری که توسط رومیان ساخته شده‌بود همانا قلاب (چنگک)های بسیار تیزی بودند که به انتهای دسته‌های بلندی وصل بودند. این قلاب‌های رومیان، به طناب‌هایی که تیر افقی دکل را به دکلِ عمودیِ کشتی‌های دشمن وصل می‌کنند پیچ‌می‌خوردند، و هنگامی‌که پاروزنان رومی با نیروی بیشتری کشتی‌های خود را می‌راندند این طناب‌ها پاره شده و در نتیجه تیرهای افقی دکل‌های دشمن از جا کنده می‌شدند، و از آنجا که تمامی نیروی کشتی‌های گالیایی‌ها به بادبان‌هایشان بستگی داشت پس هدایت کشتی‌ها از دست دشمن خارج می‌شد.
این نبرد بحری به بهره‌مندی رومیان خاتمه یافت، رومیانی که اینچنین مقاومت ونت‌ها را در هم کوبیده و آنان را به انقیاد واداشتند. سزار تصمیم گرفت آنان را با اعدام‌های دسته‌جمعی و به‌بردگی کشاندن بازماندگان به‌سختی گوشمال دهد زیرا فراموش نکرده‌بود که آنان چطور حقوق حرمت سفرا و فرستادگان رومی را محترم نشمرده، گروگان‌شان گرفته و به اسارت کشانده‌بودند.
در این‌حال کوینتوس تیتوریوس سابینوس یک شورش قبایل ساکن در منطقه نرماندی امروزین که از سوی ویریدوویکس رهبری می‌شدند را سرکوب نمود و کراسوس هم قبایلی از آکیتن تا پیرنه (ابتدا سوتیات‌ها، وُکات‌ها و تاروسات‌ها) را در دو نبرد مقهور ساخت. غیر از این‌ها، دیگر قبایل صرفاً از ترس اینکه مورد یورش قرار گیرند تسلیم شدند: تاربل‌ها، بیگریون‌ها، پیتان‌ها، الوسات‌ها، گات‌ها، آئوسکی‌ها، گارون‌ها، سیبورات‌ها، و کوکوسات‌ها. تنها شکستی که عاید شد همانا قشون‌کشی عیله مناپی‌ها و مورین‌های ساحل فلاندر بود (در نقشه با عنوان MENAPII و MORINI) چرا که آنان با سودجُستن از سکونت‌گاه مردابی و جنگلی‌شان، تاکتیک جنگ چریکی بکار بردند که رومیان در برابر آن نمی‌توانستند کاری بکنند. پروکنسول رومی (سزار) پس از آن‌که زمین‌های آنان را ویران ساخت به استراحت‌گاه‌های زمستانی نزدیک لکسووی‌ها، آئولرکی‌ها و دیگر قبایل گالیایی که به‌تازگی با آنان نبرد کرده‌بود عقب‌نشست.

### ۵۵ پیش از میلاد: ژرمن‌ها و بریتانیایی‌ها

#### شکست یوسیپت‌ها و تنکترها و نخستین عبور از راین

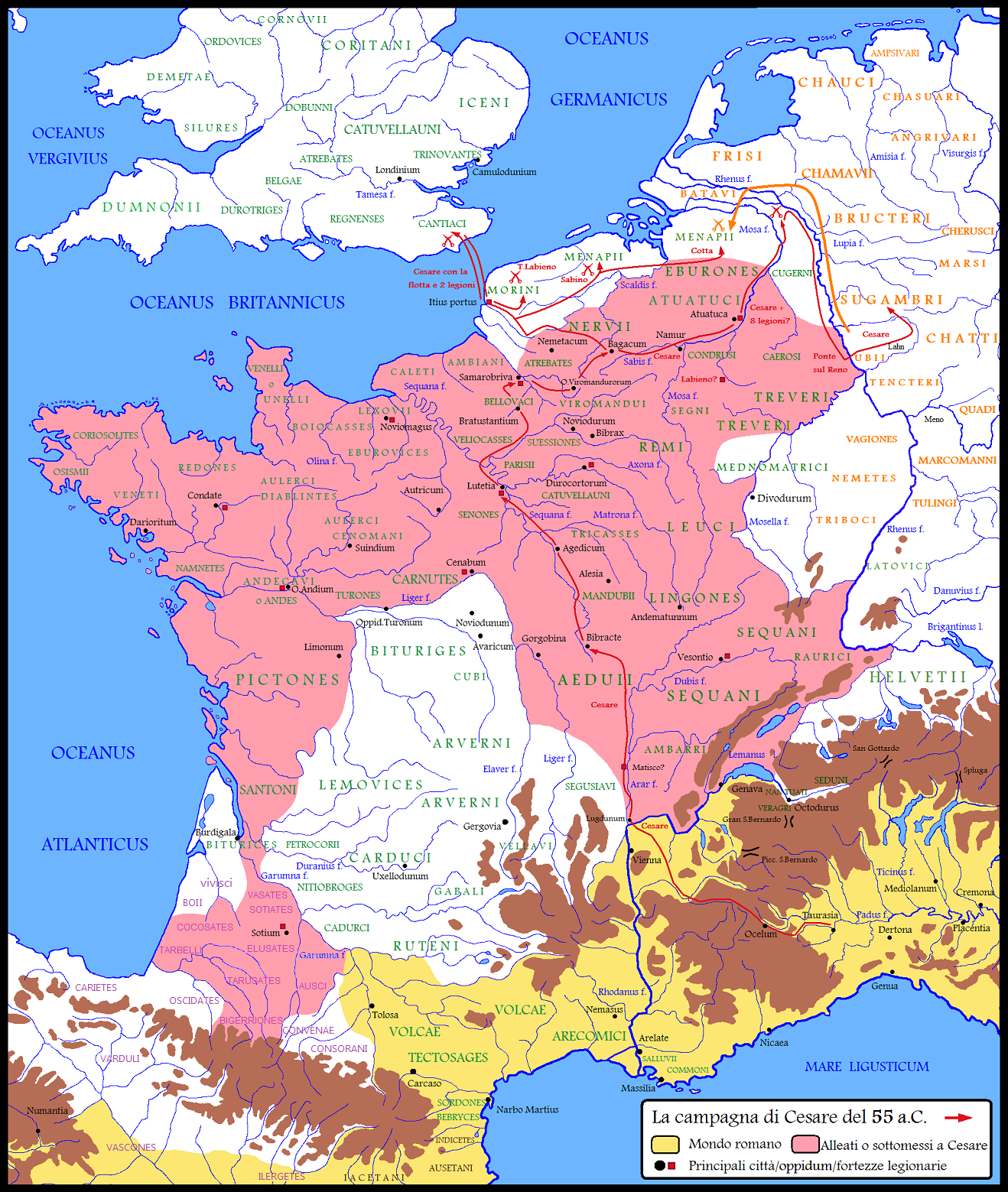
نبردهای سزار در سال ۵۵ قبل از میلاد. در این سال سزار دو لشکرکشی تاریخی، یکی به ژرمانیا و دیگری به بریتانیا انجام داد، سرزمین‌هایی که تاکنون برای ارتش روم ناشناخته‌بودند. این نقشه رود راین را با عنوان لاتین .Rhenus f نشان داده و در کرانه راست این رود قبایل ژرمن ساکن‌اند که نام آنان را با رنگ نارنجی ذکر کرده، عملیات‌های نظامی سزار را هم با رنگ قرمز نمایانده و آن پیکان نارنجی که دیده‌می‌شود در واقع نقشه حرکت دو قوم ژرمن یوسیپت‌ها و تنکترهاست که وارد کرانه چپ راین شده و به سرزمین مناپی‌ها (MENAPII) تعرض کردند.

اقوام ژرمن یوسیپت‌ها و تنکترها که بر اثر فشار سوئبی‌ها به عقب رانده شده‌بودند، برای سه سال ول می‌گشتند و از سرزمین‌های خود واقع در شمال رود ماین (کرانه راست رود راین) به مناطق مسکونی قوم مناپی‌ها (کرانه چپ رود راین، در نقشه با عنوان Menapii) رانده شدند. مناپی‌ها در هر دو کرانه راست و چپ راین صاحب اردوگاه‌ها، خانه‌های زراعتی، و روستاهایی بودند؛ امّا از خوف فرارسیدن توده انبوهی از مهاجران ژرمن یوسیپت و تنکتر (بر طبق ادعای سزار ۴۳۰ هزار نفر) اقامت‌گاه‌های خود در آنسوی راین (کرانه راست آن) را رها کرده و در طول اینسوی راین (کرانه چپ آن) دست به ساختن پادگان‌هایی زدند تا از عبور ژرمن‌ها از راین و ورودشان به گالیا جلوگیری کنند.
اقوام ژرمن تنکترها و یوسیپت‌ها از آن رو که موفق به گذر از راین نشدند، تظاهر به عقب‌نشینی کردند؛ با این‌حال یک شب سواره‌نظام آن‌ها به صورتی غیرمنتظره بازگشت و مناپی‌هایی را که به روستاهایشان در کرانه راست راین رجعت کرده‌بودند را قتل‌عام کردند. ژرمن‌ها کشتی‌های آنان را از آنِ خود کرده و به‌سوی کرانه چپ راین گذر کردند. آنان روستاها را متصرف شده و تمام زمستان را با توش و غذای مناپی‌ها به‌سر بردند.
سزار با آگاهی از این وقایع، تصمیم گرفت عزیمت خود به گالیا را تسریع کند و به لژیون‌هایش ــ که در قلمرو گالیا بلجیکا اتراق زمستانی نموده‌بودند ــ برسد. وی همچنین آگاه شده‌بود که:
«برخی اقوام گالیایی، سفرایی به جانب ژرمن‌ها فرستاده و آنان را دعوت (تشویق) به گذر از راین کرده و وعده‌دادند که هرچه بخواهند را برایشان تأمین خواهند کرد. ژرمن‌ها هم که با این امیدها تطمیع شده‌بودند هر چه بیشتر در سرزمین گالیا پرسه‌زنی می‌کردند و تا قلمروهای ابورون‌ها و کُندروس‌ها پیش‌رفته‌بودند. [...] سزار سران قبایل گالیا را فراخواند و [...] با آنان چرب‌زبانی کرده و اعتمادشان را جلب کرد و سپس درخواست سواره‌نظام کرده و تصمیم گرفت علیه ژرمن‌ها جنگ به‌راه بیندازد. او پس از آنکه اقدام به ذخیره‌کردن ذرت نمود و سواره‌نظام به‌خدمت گرفت، روانه مناطقی شد که گفته می‌شد ژرمن‌ها در آنجا حضور دارند.»— Caesar، de bello Gallico, IV, 6-7

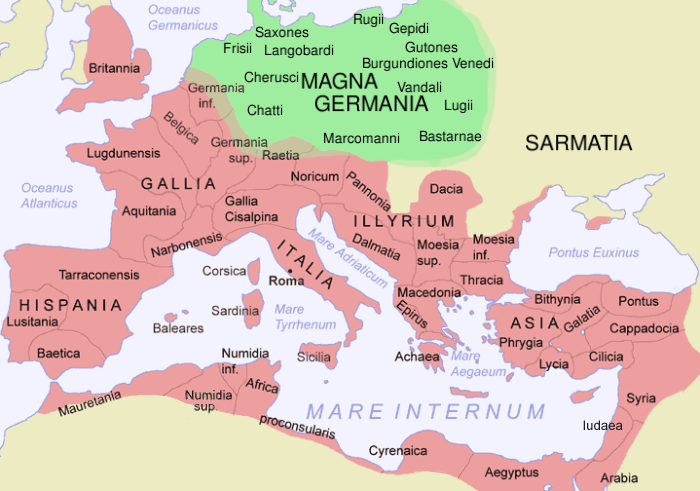
محل استقرار ژرمن‌ها (سبز) در کرانه راست راین و محل استقرار اقوام گالیایی در کرانه چپ آن بود. در حقیقت رود راین مرز طبیعی میان ژرمن‌ها و گالیایی‌ها بود. سزار دو مرتبه (۵۵ و ۵۳ ق. م) با ساختن پلی بر روی راین، از این رود گذشته و وارد ژرمانیا شد و سپس به گالیا بازگشت.

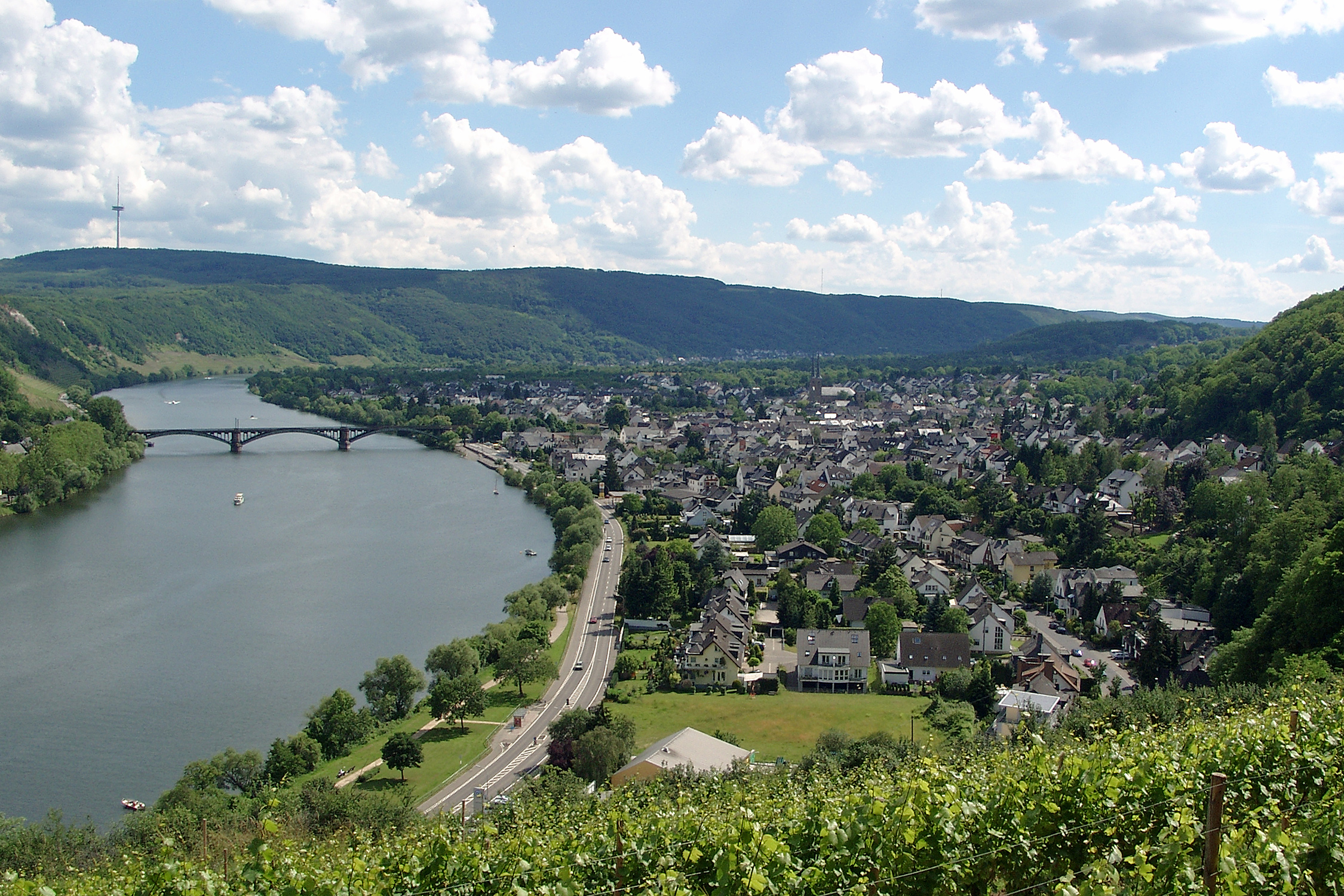
تصویری از رود راین در کوبلنتس آلمان، جایی‌که سزار در سال ۵۵ ق. م برای گذر به کرانه راست راین پلی موقت در آنجا ساخت

ژرمن‌ها که در ناحیه‌ای نه چندان دور از شهر امروزین نیمیخن ساکن بودند، هنگامی که از نزدیک شدن ارتش روم اطلاع یافتند، تصمیم گرفتند فرستادگانی به جانب سزار بفرستند. فرستادگان به سزار گفتند که آنان به رومیان اعلان جنگ نداده‌اند امّا اگر دیگران آنان را به جنگ تحریک کنند پاسخ منفی هم نمی‌دهند، زیرا این رسم نیاکان ژرمن‌هاست که با هر کس به آنان حمله کرده بجنگند و دشمن را التماس نکنند. در عین‌حال گفتند که آنان از سرزمین خود (ژرمانیا) رانده شده‌اند و برخلاف میل خود به گالیا مهاجرت کرده‌اند؛ اگر رومیان بخواهند، حاضرند متحدان به‌درد بخوری برای آنان شوند بدین‌شرط که رومیان یا زمین‌هایی در گالیا بدانان عرضه کنند یا اجازه دهند زمین‌هایی که آنان به‌زور ستانده‌اند را برای خود حفظ کنند. امّا ژنرال رومی به آنان اجازه تصرف سرزمینی در گالیا را نداد: اگر ژرمن‌ها در گالیا باقی‌می‌ماندند از دید سزار هیچ‌گونه دوستی‌ایی با آنان امکان‌پذیر نمی‌بود؛ چراکه عادلانه نیست کسانی که قادر به دفاع از زمین‌های خود نیستند زمین دیگران را غصب کنند؛ ضمناً در سرزمین گالیا دیگر زمین خالی از سکنه‌ای باقی‌نمانده که به چنین قوم پُرشماری (ژرمن‌ها) تقدیم شود، امّا اگر ژرمن‌ها مایل باشند او (سزار) اجازه می‌دهد در سرزمین اوبی‌ها (واقع در کرانه راست راین) اسکان یابند، اوبی‌هایی که سفرایی به‌جانب سزار فرستاده‌بودند و بابت زورگویی سوئبی‌ها به او شکایت می‌بردند و از او درخواست کمک می‌کردند. سزار با این پیشنهاد آنان را نصیحت کرد که به کرانه راست راین (ژرمانیا) بازگردند؛ بدین ترتیب آتش‌بسی برقرار شد تا با این ژرمن‌ها به مصالحه‌ای برسند. امّا در طول این آتش‌بس ژرمن‌ها با یک اسکادران (جوخه) سواره‌نظام گالیایی-رومی درگیر شدند و اسکادران مزبور را به فرار واداشتند و بدین ترتیب آتش‌بس را نقض کردند. قیصر آنان را به‌خاطر احترام نگذاشتن به آتش‌بس نکوهش نمود و هنگامی که فرستادگان و بزرگان یوسیپت‌ها و تنکترها برای توجیه این عمل‌شان به‌جانب قیصر رفتند، ژنرال رومی دستور به توقیف آن‌ها داد. سپس تمامی نیروهایش را در بیرون اردوگاه آراست و به سواره‌نظامش (که هنوز از شکست دیروز مبهوت بود) دستور داد پشت‌سر او حرکت کند.
«سزار ارتش خود را در سه ردیف چید و سریعاً هشت مایل پیموده و به اردوگاه دشمن (ژرمن‌ها) رسید، بی‌آنکه ژرمن‌ها پی‌ببرند چه اتفاقی دارد رخ می‌دهد. دشمن هم براثر وصول غیرمنتظره نیروهای ما، هم غیبت افسران‌شان، و هم نداشتن مجال کافی برای تصمیم‌گیری و سلاح به‌دست گرفتن، سردرگم بود که آیا باید با رومیان رودررو شوند، یا از اردوگاه دفاع کنند، یا پا به فرار بگذارند. [...] سربازان ما که از حمله نیرنگ‌آمیز دشمن در روز گذشته غضبناک بودند به اردوگاهِ ژرمن‌ها یورش بردند؛ آن دسته از سربازان دشمن که توانستند عجالتاً مسلح شوند برای مدت کوتاهی در برابر مردان ما مقاومت کردند و در میان ارابه‌ها و درشکه‌ها به نبرد پرداختند؛ امّا مابقی شامل کودکان و زنان (از آنرو که سرزمین خود را ترک کرده و با تمام خانواده‌شان از راین رد شده‌بودند) پا به فرار گذاشتند و سزار سواره‌نظام را به تعقیب آنان گسیل داشت.»— Caesar، de bello Gallico, IV, 14
سزار که پیروزی دیگری بر قوم ژرمن‌ها کسب کرده‌بود، تصمیم گرفت از راین گذر کرده و این‌بار به خودِ سرزمین ژرمن‌ها یورش ببَرَد. نیت اصلی سزار از گستراندن جبههٔ جنگ تا آنسوی راین انجام عملیاتی نمایشی و مرعوب‌کننده بود که ژرمن‌ها را از یورش دوباره به گالیا بازدارد. او یک پل بزرگ چوبی بر روی راین ساخت (میان کوبلنتس و بن، با درازای احتمالی ۴۰۰ متر) و ابتدا در سرزمین دوست یعنی اوبی‌ها پا نهاد و سپس روانه شمال و قلمرو سیکامبرها شد، جایی که تا هجده روز با سرعتی باورنکردنی دست به ویرانی و غارت زد. پس از آنکه با این اقدام ژرمن‌ها را به‌قدر کافی ترساند، تصمیم به رجعت به گالیا گرفت و پل خود را خراب کرد (تا ژرمن‌ها نتوانند بعداً آن را مورد استفاده قرار داده و مجدداً خود را به کرانه چپ راین برسانند) و مرز طبیعی متصرفات جمهوری روم را رود راین تعیین کرد.

#### نخستین لشکرکشی به جزیره بریتانیا
در پایان تابستان ۵۵ ق. م، سزار تصمیم گرفت به جزیره بریتانیا حمله کند، زیرا:
«[...] سزار تصمیم گرفت روانه بریتانیا شود چراکه پی‌برده‌بود تقریباً در تمام جنگ‌های گالی کمک‌هایی از این سرزمین به دشمنان ما می‌رسید و با وجودی‌که فصل برای شروع یک جنگ مناسب نبود، می‌پنداشت که حداقل نزدیک شدن به این جزیره بسیار سودمند باشد؛ چراکه با این‌کار تیپ (نوع) انسان‌ها [ی آنجا] را خواهد دانست، و با مواضع و بندرها آشنا خواهد شد؛ یعنی چیزهایی که برای گالیایی‌ها ناشناخته‌هستند. در حقیقت دشوار است که کسی جرئت کند تا بدان‌جا برود مگر بازرگانان، و تازه اینان هم به هیچ‌چیز جز ساحل و مناطق روبروی گالیا آشنا نیستند. برای همین، او (سزار) که بازرگانان را از هر سوی به‌گرد خود فراخوانده‌بود، نه توانست وسعت جزیره را بداند، نه نوع یا تعداد قبایل ساکن آنجا را، نه تاکتیک‌های جنگی‌شان را، نه رسوم‌شان را، و نه بندرهایی که برای این تعداد زیاد کشتی [ــِــ رومیان] مناسب‌اند.»— Caesar، de bello Gallico, IV, 20
برای همین، سزار که نمی‌توانست از بازرگانان و ملوانان اطلاعاتی راجع به جزیره بریتانیا کسب کند، تصمیم گرفت گایوس وُلوسنوس را با یک کشتی جنگی برای عملیات شناسایی بفرستد، و خود در این میان به سرزمین مورینی‌ها (در نقشه با عنوان MORINI) رفت و دستور داد همان ناوگانی که با آن در ۵۶ ق. م برابر ونت‌ها جنگیده‌بود را جمع‌آوری کنند، چرا که عزیمت از این ناحیه به‌سوی بریتانیا کوتاه‌تر می‌نمود.
در حالی‌که سزار سرگرم آماده‌سازی قشون‌کشی بود، اهداف و نقشه‌های او برملا شده و برخی بازرگانان، بریتانیایی‌ها را از نیات پروکنسول رومی باخبر کردند. سفیران زیادی از دولت‌های مختلف جزیره بریتانیا به دیدار او آمدند تا بدو قول دهند گروگان‌هایی تقدیم کرده و پیرو اقتدار روم باشند. سزار وعده‌های آنان را قبول نمود و بدانان اجازه داد به میهن (بریتانیا) بازگردند امّا فردی به‌نام کومیوس را نیز همراه آنان به بریتانیا فرستاد. کومیوس در حقیقت کسی بود که سزار پس از پیروزی بر قوم آتربات‌ها او را پادشاه آنان کرد و برای همین به سزار وفادار بود و در بریتانیا نیز اعتباری داشت. سزار به کومیوس مأموریت داد با شمار کثیری از سکنه بریتانیا تماس حاصل کند و آنان را برانگیزد تحت حمایت روم درآیند و نیز اعلام کند که سزار به‌زودی بدان‌جا خواهد رسید.

پس از انجام اقدامات لازم، سزار زمان را مناسب تشخیص داد و در صبحدم رهسپار بریتانیا شد و به سواره‌نظام هم دستور داد به بندر بعدی رفته و از آنجا سوار کشتی شده و او را دنبال کند. امّا سواره‌نظام فرمان‌های او را بسیار با تأخیر اجرا کرد و سزار خود تقریباً در چهارمین ساعت روز با کشتی‌های جلویی به سواحل بریتانیا رسید. مشاهده کرد که نیروهای دشمن در تمام صخره‌ها مسلح حضور دارند؛ پنداشت که آن نقطه نامناسبی برای پیاده‌شدن است و تصمیم گرفت راه دریا را ادامه دهد. کمی بعد هفت مایل آن طرف‌تر به نقطه باز و صافی از ساحل رسید. امّا بریتانیایی‌ها که نقشه رومیان را فهمیده بودند، سواره‌نظام و گردونه سواران خود را جلو فرستادند تا از پیاده شدن رومیان جلوگیری کنند:
«کشتی‌ها [ی رومیان] به‌سبب بزرگی‌شان نمی‌توانستند جز در جاهای عمیق لنگر بیندازند، سربازان دستانشان پُر بوده و بر اثر بزرگی و سنگینی سلاح‌هایشان در مضیقه بودند و در عین‌حال لازم می‌نمود از کشتی‌ها بپرند و در میان امواج بایستند و با دشمن بجنگند، در حالی‌که آنان (دشمن) با تمام نیروهای سبک‌شان ــ که با عوارض جغرافیایی مکان بسیار آشنا بودند ــ یا از خشکی یا با مقداری پیشروی در آب، با اطمینان نیزه می‌انداختند و اسب‌های آموزش‌دیده‌شان را مهمیز می‌زدند. با این وضع، [سربازان] ما که هراسان بوده و با این شیوه جنگی تماماً ناآشنا بودند، آن شور و حرارتی که در نبردهای پیاده‌نظام از خود نشان می‌دادند را نداشتند.»— Caesar، de bello Gallico, IV, 24
در اینجا نبردی خونین رخ داد چراکه ارتش بریتانی‌ها از پیاده شدن نیروهای رومی جلوگیری می‌کرد. رومیان پس از دشواری بسیار موفق شدند (به‌لطف سلاح‌های پرتابی نیرومندی که روی کشتی‌ها نصب کرده‌بودند) در زمین پیاده شوند و به نبرد بپردازند. پس از نبردی سخت، بریتانیایی‌ها پا به فرار گذاشتند امّا فاتحان هم در حدی نبودند که به تعقیب آنان بپردازند زیرا سواره‌نظام روم هنوز در گالیا جا مانده‌بود.

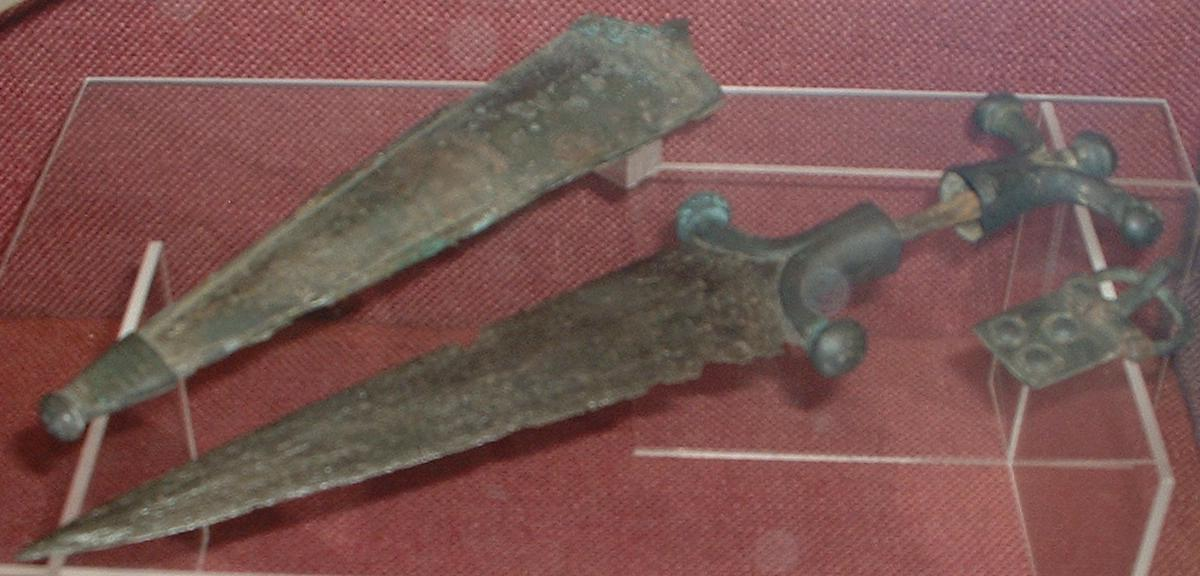
یک خنجر سلتی یافته‌شده در بریتانیا

قبایل بریتانیایی که در نبرد مغلوب شده‌بودند تصمیم گرفتند سفیرانی به‌جانب سزار بفرستند تا خواستار صلح شوند. فرستادگان بریتانیایی همراه خود کومیوس (که پیشتر از او نامبرده شد) که اسیر شده‌بود را نیز نزد سزار بردند و در برابر او آزادش کرده و گروگان‌هایی هم به ژنرال رومی پیشکش کردند. با این اقدامات صلح برقرار شد. چهار روز پس از ورود رومیان به جزیره بریتانیا، هجده کشتی که سواره‌نظام روم را حمل می‌کردند از بندری شمالی‌تر به‌سوی بریتانیا راه افتادند. امّا درحالی‌که این هجده کشتی به بریتانیا نزدیک می‌شدند ناگهان طوفانی وزیدن گرفت که هیچ‌یک از کشتی‌های مزبور نتوانست راه خود را ادامه دهد و ناچار به همان‌جایی بازگشتند که از آن آمده‌بودند.
هنگامی‌که فرستادگان بریتانیایی از این حادثه مطلع شدند تصمیم گرفتند بار دیگر علیه دشمن رومی خود سلاح به‌دست گیرند. آنان به‌تدریج شروع به خروج از اردوگاه سزار کردند و مخفیانه مردان (سربازان) خود را از روستاها جمع‌آوری کردند. امّا سزار که نیت دشمن را فهمیده بود تمامی مقدمات لازم برای حمله احتمالی ــ جستجوی گندم مورد نیاز برای تغذیه ارتش و تعمیر بیشترین تعداد ممکن کشتی‌ها ــ را تدارک دید. برای اینکار تنها لژیون هفتم (VII) فرستاده شد تا گندم لازم را جمع‌آوری کند، و نگرانی‌ایی بابت درگیری وجود نداشت. با این‌حال هنگامی‌که لژیون مزبور از اردوگاه دور شد از هر سوی مورد محاصره دشمن قرار گرفت. سزار ــ که از روی گردوخاک غیرعادی‌ایی که در آن ناحیه به هوا برخواسته بود متوجه حادثه شده‌بود ــ به کوهورس‌های نگهبانی دستور داد دنبال او بیایند و خود با سرعت زیادی به محل درگیری شتافت. موفق شد لژیونِ محاصره‌شده ــ که از هر سو بارانی از پرتابه‌های دشمن بر سرش می‌بارید ــ را نجات دهد و آن را به اردوگاه بازگردانَد. در حقیقت علت درگیری این بود که لژیون مزبور گندم را از همه‌جا به‌جز یک محل برداشت کرده‌بود، و بریتانیایی‌ها که می‌پنداشتند آن لژیون بدان نقطه خواهد رفت، در طول شب در آن نقطه کمین کرده و بعداً بر سرش ریختند.
بالاخره بریتانیایی‌ها پس از گردآوردن توده عظیمی از پیاده‌نظام و سواره‌نظام، یورش آوردند: بار دیگر متحمل شکست شدند و تلفات سنگینی دیدند. رومیان آنان را تعقیب کرده و تمامی خانه‌های زراعتی آن مناطق را به آتش کشاندند. پیروزی روم بریتانیایی‌ها را واداشت طالب صلح شوند و این‌بار سزار ــ که دو برابر گروگان طلب کرده‌بود ــ روانه گالیا شد. امّا در گالیا هنگامی که لژیون‌های او پیاده شدند از سوی مورینی‌ها ــ که خیال دستبرد زدن به غنایم رومیان را داشتند ــ مورد حمله قرار گرفتند. دشمنان این‌بار هم پس‌زده شدند و پروکنسول رومی تیتوس لابینوس را مأمور تنبیه این خلق کرده و کوینتوس سابینوس و لوکیوس کوتا را نیز برای تخریب زمین‌های مناپی‌ها فرستاد.
در پایان عملیات‌ها، سزار لژیون‌ها را در اردوگاه‌های زمستانی ــ این‌بار تماماً در گالیا بلجیکا ــ قرار داد. در این میان تنها دو قبیله از خلق‌های بریتانیا گروگان‌های وعده‌داده‌شده به سزار را تحویل دادند و مابقی زیر قول خود زدند. او پیش از ترک اردوگاه‌ها به مقصد ایتالیا، به لگاتوس (ژنرال)های خود دستور داد در طول زمستان به ساختن حداکثر تعداد ناوگان ممکن و تعمیر ناوگان‌های فرسوده بپردازند، و نیز امر کرد ناوگان‌های جدید باید کوتاه‌تر امّا بزرگ‌تر از آنچه که در دریای مدیترانه عادتاً استفاده می‌شوند، باشند. هنگامی‌که به روم بازگشت، به دستور سنا بیست روز جشن به افتخار او برگزار شد.

### ۵۴ پیش از میلاد: بازگشت به بریتانیا و نخستین شورش‌ها در گالیا
سزار پس از آن‌که به حملات پیروست‌ها در ایلیریا خاتمه داد، تصمیم گرفت به گالیا رجعت کند، جایی‌که خواست تمامی اقامت‌گاه‌های زمستانی و ناوگان‌های جدیدی را که تا آن هنگام ساخته شده‌بودند را بازرسی کند: درست ششصد ناوگان که تصمیم گرفت در حوالی پورتوس ایتوس گردآورَد. او پی برد که یک نوع خواست و ارادهٔ معطوف به شورش در میان ترورها (در نقشه با عنوان TREVERI در کرانه چپ رود راین) در حال شیوع است چرا که اینان نه‌تنها دیگر در مجالس شورای گالیا شرکت نمی‌کردند بلکه مداخلهٔ ژرمن‌های کرانه راست راین را هم تشویق کرده‌بودند؛ پس تصمیم گرفت با چهار لژیون و هشتصد سواره به‌سوی آنان راه بیفتد.
«ترورها در میان تمامی اهالی گالیا از نیرومندترین سواره نظام و شمار زیادی پیاده‌نظام بهره‌می‌بردند [...]. در میان آنان دو مرد بر سر قدرت نزاع داشتند: ایندوتیوماروس و سینگتوریکس. یکی از اینان (سینگتوریکس) ــ به‌محض اطلاع از رسیدن سزار و لژیون‌ها ــ به‌سراغ او رفت و اطمینان داد که او و تمامی افرادش به تعهدات منعقد شده احترام خواهند گذاشت و از دوستی مردم روم دور نخواهند شد (خیانت نخواهند کرد) و وقایعی که در میان ترورها رخ می‌داد را به او (سزار) گفت. در عوض ایندوتیوماروس شروع به جمع‌آوری سواره نظام و پیاده‌نظام و تدارکات جنگی نمود [...]. اما هنگامی‌که برخی شاهزادگان تِروِرها ــ که متأثر از روابط دوستانه‌شان با سینگتوریکس و نیز هراسان از رسیدن ارتش ما بودند ــ به‌سراغ سزار رفتند و شروع کردند به التماس به او بابت منافع شخصی‌شان، چرا که نمی‌توانستند امنیت مملکت خویش را تأمین کنند، حتّی ایندوتیوماروس هم از ترس آنکه تنها بماند فرستادگانی به‌جانب سزار می‌فرستد [تا اعلام کند که] [...] تِرِورها تحت اقتدار او هستند و اگر سزار اجازه دهد، خودش (ایندوتیوماروس) به اردوگاه [رومیان] خواهد آمد و ثروت‌های خود و مردمش را به حسن نیت او واگذار خواهد کرد. [...] سزار که همه‌چیز را برای اردوکشی به بریتانیا مهیا کرده‌بود، برای آن‌که مجبور نباشد تابستانش را با تِرورها تلف کند دستور داد ایندوتیوماروس با دویست اسیر به‌سراغ او بیاید. وقتی اینان (اسرا) را آوردند [...] پس از آنکه ایندوتیوماروس را تسلی‌خاطر داد، به او امر کرد به رومیان وفادار بماند. همچنین [بقیه] سران ترورها را به جانب خود فراخواند و یکی پس از دیگری با سینگتوریکس آشتی‌شان داد چرا که فکر می‌کرد سینگتوریکس به‌سبب شایستگی‌هایش می‌تواند به‌سود او (سزار) عمل کند و نیز می‌پنداشت بسیار مهم است که اقتدار او (سینگتوریکس) در میان ترورها تا حد امکان گسترش یابد. ایندوتیوماروس [در عوض] از این کار بس آزرده شد [چرا که می‌دید] نفوذش در میان هموطنانش کاهش یافته‌است.»— Caesar، de bello Gallico, V, 3-4
افزون‌بر این وقایع، دومنوریکس، رهبر قوم ادوئی‌ها که پیش از این از او نام‌برده‌شد، درگذشت. در واقع او اشراف و بزرگان گالیا را با این ادعا که سزار پس از پیاده شدن در جزیره بریتانیا آنان را خواهد کشت هراسان ساخته‌بود؛ پس از آن، به فرمان سزار کشته شد تا از شورش‌های محتمل در میان گالیایی‌ها جلوگیری شود.

#### دومین قشون‌کشی به بریتانیا
سزار (سزار) در گالیا تیتوس لابینوس را با سه لژیون و دو هزار سواره برای حفاظت از بندرها و جمع‌آوری خوراک و تدارکات و نیز کنترل اوضاع جاگذاشت، و سپس برای دومین مرتبه از پورتوس ایتوس ــ اینبار با نیروهایی پُرشمارتر از سال قبل ــ روانه بریتانیا شد: پنج لژیون و دو هزار سواره بر روی بیش از هشتصد کشتی. متعاقب آن تعداد زیادی بازرگان که مجذوب داستان‌ها در مورد ثروت افسانه‌ای این جزیره بودند نیز بدانان پیوستند.
سزار این‌بار بی‌آنکه با مقاومتی مواجه شود در همان مکانِ سال قبل پیاده شد. او ده کوهورس و سیصد سوار تحت‌امر کوینتوس آتریوس را برای حفاظت از ناوگان باقی‌گذاشت و به داخل جزیره راه افتاد؛ جایی‌که در حدود هجده مایلی اردوگاه با نخستین مقاومت جدی بریتانی‌ها روبرو شد، کسانی‌که با وجود جای‌گیری‌شان در موضعی مناسب مغلوب شدند. صبح روز بعد چند سواره رومی از سوی کوینتوس آتریوس به اردوگاه سزار آمدند تا به او اطلاع دهند که شب گذشته یک کولاک بخش اعظم ناوگان روم را ویران کرده‌است. پروکنسول رومی روانه آنجا شد تا شخصاً آسیب‌ها را ببیند و اقدامات مقتضی برای تعمیر آنان را اتخاذ کند. وقتی سراغ لژیون‌ها بازگشت پی‌برد که در حوالی اردوگاه یک ارتش نیرومند دشمن تحت رهبری کاسیولاونوس (که بر قبایل شمال رود تیمز حکومت می‌کرد) تجمع کرده‌است. یورش بریتانیایی‌ها توسط خودِ سزار چنین روایت شده‌است:
«[...] سزار دو کوهورس (گردان) را به یاری آنان فرستاد [...] امّا دشمنان با دلاوری فراوان ــ در حالی‌که رومیان بابت شیوه جنگی نامعمول آنان سراسیمه شده‌بودند ــ به قلب آنان رخنه کرده و سپس به جای امنی عقب‌نشینی کردند. در این روز تریبون سربازان آقای کوینتوس لابریوس دوروس مقتول شد. دشمن از آنجایی که کوهورس‌های بیشتری علیه آنان فرستاده شدند، عقب‌رانده شد.
این نوع نبرد که در تمامیت خود در جلوی چشم همگان و روبروی اردوگاه انجام می‌شد، به ما اجازه داد پی ببریم که نیروهای ما به‌سبب سنگینی سلاح‌هایشان از آنرو که قادر به تعقیب کردن دشمنی که تسلیم می‌شد نبودند و نیز جرئت نمی‌کردند از بیرق‌های خود دور شوند، برای مواجه‌شدن با رقیبی از این نوع مناسب نیستند؛ رقیبی که [...] از روی عمد عقب‌نشینی می‌کرد و پس از آنکه نیروهای ما را کمی از لژیون‌ها دور می‌کرد، از ارابه‌هایشان پائین پریده و با پای پیاده در نبردی نابرابر (به‌سود خودشان) به نیروهای ما حمله می‌بردند؛ بنابراین تاکتیک نبرد سواره‌نظام خطرات یکسان و مشابهی هم برای آنکس که عقب‌نشینی می‌کند و هم برای آنکس که تعقیب می‌کند، دربرداشت. بدین امر باید این را نیز افزود که [بریتانیایی‌ها] اصلاً به‌صورت سربسته نمی‌جنگیدند بلکه به‌صورت پراکنده از یکدیگر و در فواصل دور از هم واقع بوده و پادگان‌هایی داشتند که یکی جای دیگری را می‌گرفت، سربازان تازه و استراحت کرده به‌جای خسته‌ها»— Caesar، de bello Gallico, V, 15-16
روز بعد بریتانیایی‌ها، که به‌نظر می‌رسید از اردوگاه روم دور شده‌اند، تصمیم گرفتند بازگردند تا به سه لژیون و سواره‌نظامی که برای پیگیری تدارکات و غذا فرستاده شده‌بودند حمله کنند. این بار هم دیسیپلین (انضباط) برتر رومیان بر خلق‌های بریتانی پیروز شد و آنان موفق شدند دشمن را پس‌زده و تلفات بسیار به او وارد آورند. سزار که مصمم بود ضدحمله‌ای بزند، نیروهایش را تا زمین‌های کاسیولاونوس (در نقشه با عنوان CATUVELLAUNI) پیش برد. با گذر کردن از تیمز چنان سریع به دشمن یورش برد که بریتانیایی‌ها ناچار به فرار شدند.
آخرین تلاش کاسیولاونوس برای حمله به اردوگاه دریایی و نیروهای رومی نگهبان ساحل نیز شکستی کامل بود، به‌حدی که این پادشاه بریتانی ناچار شد باب مذاکرات صلح را با سزار بگشاید و در این‌باره میانجی‌گری کومیوس (از دوستان سزار که پیشتر اسمش رفت) به‌کار آمد. بریتانی‌ها ناچار شدند تسلیم شده و خراج سالانه بپردازند و به نشانه سرسپردگی، گروگان‌هایی به پروکنسول رومی تقدیم کنند؛ خود کاسیولاونوس هم از اینکه بیش از این خطری متوجه قوم ترینووانت‌ها (در نقشه با عنوان TRINOVANTES در منتهی‌الیه جنوب‌شرقی بریتانیا) و رهبرشان ماندوبراکیوس کند منع شد؛ قومی که از سزار درخواست محافظت در برابر کاسیولاونوس کرده‌بودند.
هنگامی که ژنرال رومی به گالیا بازگشت، از آن‌رو که در آن سال گندم سالانه بر اثر خشکسالی بسیار کم شده‌بود، ناچار شد برای اقامت زمستانیِ لژیون‌هایش ــ برخلاف سال‌های پیش ــ آن‌ها را در قلمروهای متعددی جای دهد. باوجود آنکه سزار چندان فتوحات سرزمینی تازه‌ای در بریتانیا رقم نزد امّا به هدف خود مبنی‌بر ترساندن خلق‌های آنجا دست‌یافته‌بود. او خود را به ایجاد زنجیره‌ای از دولت‌های مطیع روم محدود ساخت، که همین‌کار جزیره بریتانیا را به حوزه نفوذ روم کشاند، و نیز مشخصاً او نخستین فرد رومی بود که با لژیون‌هایش از دریای شمال گذر می‌کرد. از همین‌جا روابط تجاری و دیپلماتیکی پدیدار شدند که مسیر تصرف بریتانیا توسط امپراتوری روم آینده در سال ۴۳ بعد از میلاد را گشودند.

#### نخستین نشانه‌های شورش در گالیا

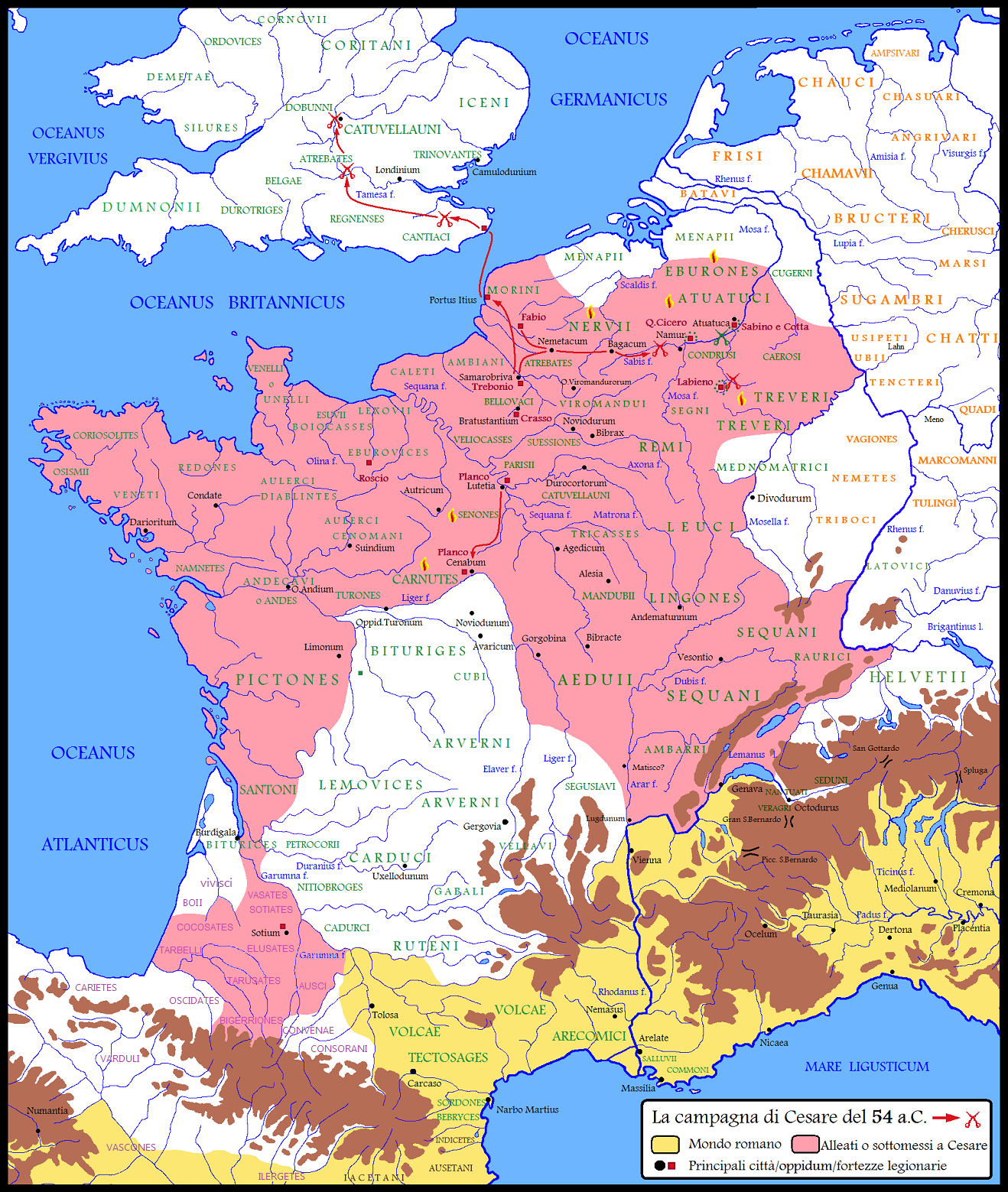
نبردهای سزار در سال ۵۴ قبل از میلاد در بریتانیا (تابستان) و گالیا (پائیز و زمستان). این نقشه اسامی لگاتوسهای سزار را با رنگ قرمز (زبان ایتالیایی) و اسامی قبایل گالیایی را با رنگ سبز (زبان لاتین) نمایانده‌است. اردوگاه تیتوریوس سابینوس و لوکیوس کوتا را با عنوان Sabino e Cotta نشان داده‌است که توسط قوم همسایه‌اش ابورون‌ها (EBURONES) محاصره شده و نابود می‌شود. ابورون‌ها هم که با این پیروزی انگیزه گرفته‌بودند، اردوگاه لگاتوس سیسرو (Q.Cicero) را هم محاصره می‌کنند. وقتی سزار از حادثه آگاه شد، با لژیون‌های گایوس فابیوس (Fabio) و کراسوس (Crasso) راه می‌افتد و در حوالی نمور، بلژیک (Namur) با آنان رویارو می‌شود و ضمن شکست دادن آنان، سیسرو و لژیونش را از محاصره نجات می‌دهد. پس از آن، تِرِورها (TREVERI) هم به خود جرأت داده و لژیونِ لگاتوس لابینوس (Labieno) را محاصره می‌کنند اما لابینوس موفق می‌شود رهبر آنان به نام ایندوتیوماروس را به قتل برساند و خود را از محاصره نجات دهد.

پس از دریافت گروگان‌های بریتانیایی، سزار به گالیا بازگشت و هر لژیون را به اردوگاه زمستانی مربوطه‌اش فرستاد. یک لژیون را به لگاتوس (معادل رومی ژنرال) گایوس فابیوس سپرد تا در حوالی مورین‌ها (در نقشه با عنوان MORINI در شمال گالیا) اتراق زمستانی کند، لژیون دیگری را به لگاتوس کوینتوس سیسرو سپرد که میان نروی‌ها (در نقشه با عنوان NERVII) اردو زد، لژیون سومی را به لگاتوس لوکیوس روسکیوس فاباتوس سپرد تا به میان اسووی‌ها (در نقشه با عنوان ESUVII) برود، لژیون چهارم را به لگاتوس تیتوس لابینوس اعطا کرد تا به میان رمی‌ها و تِرِورها (در نقشه با عنوان TREVERI) برود. سه لژیون هم تحت فرمان مارکوس لیکینیوس کراسوس و لگاتوس لوکیوس موناتیوس پلانکوس و لگاتوس گایوس تربونیوس به میان بلژها رفتند. یک لژیون جدید با پنج کوهورس را هم به سابینوس و کوتا (در نقشه با عنوان Sabino e Cotta) سپرد تا میان ابورون‌ها (EBURONES) بروند؛ قومی که تحت امر آمبیوریکس بودند. تمامی این لژیون‌ها (به استثنای لژیونی که به فاباتوس سپرده بود و در ناحیه‌ای بس امن اردو زده بود) از یکدیگر صد مایل فاصله داشتند.
با این‌حال در گالیا حال و هوای شورش تنفس می‌شد و سرتاسر سرزمین در آشوب بود. نخستین نشانه‌های شورش از پاییز آن سال (پس از پایان جبهه بریتانیا) پدیدار شدند، هنگامی‌که کارنوت‌ها (در نقشه با عنوان CARNUTES) پادشاه دوستدارِ روم به‌نام تاسگتیوس را مقتول ساختند، پادشاهی که سزار او را بر تاج‌وتخت نهاده‌بود و شهامت، تبار، و وفاداری‌اش را می‌ستود. پروکنسول رومی هنگامی‌که از ماجرا باخبر شد، چون از یک شورش سراسری در گالیا بیمناک بود تصمیم گرفت لوکیوس موناکیوس پلانکوس (در نقشه با عنوان Planco) را با لژیونش جهت اتراق زمستانی به آن ناحیه بفرستد (به نقشه نگاه کنید). در این میان، آگاه شد که تک‌تک لژیون‌ها به اردوگاه‌های زمستانی مربوط به خود رسیده‌اند و کار استحکامات و سنگربندی به پایان رسیده‌است.
پانزده روز بعد از آنکه هر یک از لژیون‌ها در اردوگاه‌های زمستانی مربوط به خودشان جای گرفتند، ناگهان شورشی در بین ابورون‌ها رخ داد که توسط آمبیوریکس و کاتوولکوس هدایت می‌شد. نیروهای رومی در حالی‌که مشغول جمع‌آوری چوب در خارج از اردوگاه بودند مورد یورش واقع شدند، و اردوگاه لگاتوس سابینوس و لگاتوس کوتا تماماً محاصره شد. (محل استقرار اردوگاه سابینوس و کوتا در نقشه با عنوان Sabino e Cotta نمایانده‌شده‌است)
«گایوس آرپینیوس [...] و کوینتوس یونیوس [...] به جانب آمبیوریکس فرستاده‌شدند تا با او مذاکره کنند. آمبیوریکس در برابر آنان چنین سخن گفت: اقرار می‌کند که بسیار به سزار مدیون است، چراکه با مداخلهٔ او بوده‌است که از پرداخت خراج معمول به قوم همسایه یعنی آتواتوک‌ها خلاص شده‌است، و نیز سزار هم پسر او و هم برادرزاده‌اش را ــ که او آنان را به عنوان گروگان فرستاده امّا آتواتوک‌ها آنان را در غل‌وزنجیر کردند ــ آزاد ساخته‌است. اما اینکه اردوگاه رومیان را تحت محاصره گرفته‌است، به ابتکار خود او (آمبیوریکس) نبوده بلکه مردمش او را بدین‌کار وادار ساخته‌اند [...] چراکه او آنقدر کم‌تجربه نیست که برای پیروز شدن بر مردم روم روی ارتش ضعیف خود حساب کند. بلکه حقیقت این است در سرتاسر گالیا یک توطئه مشترک برقرار است: این روز از پیش تعیین‌شده بود تا به تمامی اردوگاه‌های زمستانی سزار حمله ببرند چرا که [در این شرایط] یک لژیون نمی‌توانست به کمک لژیون دیگر بیاید. [...] اما اکنون او باید مهربانی‌های سزار نسبت‌به خودش را جبران کند؛ برای همین به تیتوریوس [سابینوس] هشدار می‌داد و او را التماس می‌کرد که فکری به حال امنیت خود و لژیون‌هایش بکند چراکه به تازگی توده انبوهی از ژرمن‌ها از رود راین گذشته و ظرف دو روز بدین‌جا خواهند رسید. پس بر رومیان واجب است پیش از آنکه همسایگانشان متوجه شوند [سریعاً] سربازان [ــِـ لژیونِ سابینوس و کوتا] را از اردوگاه زمستانی خارج کرده و آنان را یا به‌سوی لژیونِ سیسرو هدایت کنند یا به‌سوی لژیونِ لابینوس. [...] او (آمبیوریکس) قول داد و سوگند خورد که مسیر حرکت امنی در قلمرو خود [برای خروج این لژیون از اردوگاه زمستانی‌اش] در اختیار آنان بگذارد. [در پایان آمبیوریکس گفت که] اگر او این کار را انجام دهد، در حقیقت هم به سود مردم خود عمل کرده‌است ــ چرا که از شر اردوگاه رومی راحت می‌شدند ــ و هم خدماتی که سزار به او کرده را جبران کرده‌است. آمبیوریکس وقتی این‌ها را گفت، دور شد.»— Caesar، de bello Gallico, V, 27

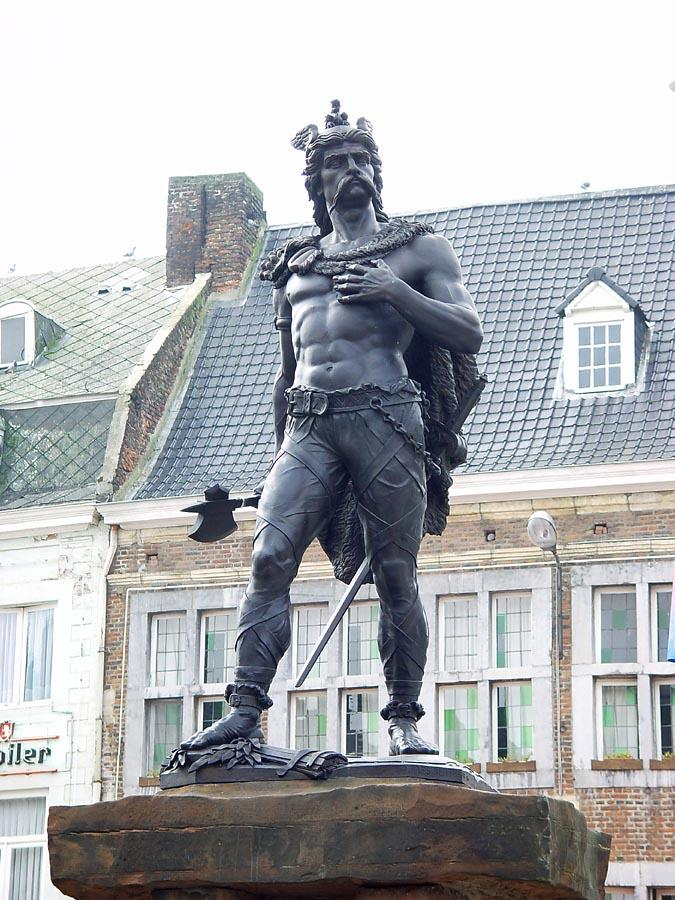
سردیس آمبیوریکس، رهبر قبیله ابورون‌ها که یک لژیون رومی (تحت هدایت تیتوریوس سابینوس و لوکیوس کوتا) را نابود کرد. تنژران، بلژیک

اما هنگامی‌که لژیونِ کوتا و سابینوس از اردوگاه خارج شد و خود را در وسط یک دشت جنگلی یافت، ارتش ابورون‌ها به آنان یورش آورد و تقریباً جمیع آن لژیون و پنج کوهورس ــ به همراه خودِ کوتا و سابینوس ــ را نابود کرد. تنها عده کمی از رومیانِ باقی‌مانده موفق شدند به اردوگاه لژیون دیگر (که تحت امر لابینوس بود) برسند و حادثه را به اطلاع وی برساند.
آمبیوریکس که از این پیروزی سرمست بود، فوراً به جانب آتواتوک‌های همسایه حرکت می‌کند و خبر پیروزی اخیرش را به آنان می‌دهد و آنان را تحریک و تشجیع می‌کند. روز بعد به سراغ نروی‌ها می‌رود و جانانه از آنان می‌خواهد که «این فرصت طلایی برای اخراج رومیان» را از دست ندهند چرا که او دو تن از لگاتوس‌های سزار (کوتا و سابینوس) را به‌همراه بخش اعظم آن لژیون نابود کرده‌است، و از این‌رو چندان سخت نیست که همین بلا را بر سر لژیون سیسرو هم بیاورند. با این سخنرانی، او به سهولت موافقت و پشتیبانی نروی‌ها را به‌دست آورد.
«آمبیوریکس فرستادگانی به‌جانب کنترون‌ها، گرودی‌ها، لواک‌ها، پلموکسی‌ها و گیدون‌ها ــ که تماماً تحت امر آن‌ها هستند ــ می‌فرستد و بزرگ‌ترین اسکادران ممکن را گرد می‌آورند و غیرمنتظره بر سر اردوگاه زمستانی سیسرو می‌ریزند، [سیسرویی] که هنوز خبر قتل تیتوریوس [سابینوس] به او گزارش نشده‌است. همان بلای مشابه ــ که اجتناب‌ناپذیر بود ــ بر سر او (سیسرو) هم آمد: برخی سربازان که برای جمع‌آوری چوب جهت ساخت استحکامات به داخل جنگل‌ها رفته‌بودند، ناگهان با رسیدن سواره [ی دشمن] متوقف شدند. ابورون‌ها، نروی‌ها، آتواتوک‌ها و تمامی متحدان و مطیعان‌شان که با نیرویی سنگین اینان را محاصره کرده‌بودند شروع می‌کنند به یورش بردن به این لژیون. [...] در آن روز نیروهای ما به‌سختی مقاومت کردند چراکه دشمن تمامی امید خود را روی سرعت‌عمل گذاشته‌بود و در صورت تحصیل این پیروزی، می‌پنداشت که برای همیشه ظفرمند خواهد بود. فوراً نامه‌هایی از جانب سیسرو برای سزار فرستاده شدند و [به کسی‌که این نامه‌ها را به سزار می‌رساند] جوایز بزرگی وعده دادند. جاده‌ها بسته‌بودند، و حاملان این نامه‌ها توقیف شدند. [...] روز بعد که دشمنان نیروهایی پُرشمارتر گردآورده‌بودند، به محاصره ادامه می‌دهند و خندق [ــِــ رومیان] را پُر می‌کنند. [...] کار شبانگاهی بی‌وقفه ادامه دارد؛ نه برای بیماران و نه برای مجروحین هیچ‌گونه امکان استراحتی وجود ندارد. هر چیزی که برای [مقاومت در برابر] محاصرهٔ روز بعد ضروری باشد، در شبانگاه آماده می‌شود. [...] خود سیسرو که وضع جسمانی بسیار وخیمی دارد، حتّی در شب‌هنگام نیز به خود استراحت نداد، به‌حدی که بر اثر حرکت خودجوش سربازان و اصرار آنان ناچار شد استراحتی بکند.»— Caesar، de bello Gallico, V, 39-40
با گذشت زمان که محاصره سنگین‌تر و خشن‌تر می‌شد و به‌خصوص چون بخش اعظم سربازان مجروح شده و مسئلهٔ کاهش تعداد مدافعان پدیدار شده‌بود، رومیانِ محاصره‌شده نامه‌ها و پیک‌های هرچه بیشتری به‌جانب سزار می‌فرستادند که بخشی از این پیک‌ها دستگیر شده و جلوی چشم رومیان شکنجه و مقتول شدند. در داخل اردوگاه رومیان یک فرد گالیاییِ والاتبار از قبیله نروی‌ها حضور داشت که نامش ورتیکو بود و از ابتدای محاصرهٔ اردوگاه به سیسرو پناه برده‌بود و وفاداری بسیاری به او نشان داده‌بود. او یکی از بردگان خود را با وعده آزادی و پاداش فراوان متقاعد می‌کند که نامه‌های سیسرو را به قیصر برساند. این بَرده هم نامه‌ها را در زوبین خود جای‌داد و چون خودش یک گالیایی در میان گالیایی‌ها بود موفق شد بی‌آنکه سوءظن دشمن را برانگیزد، نامه‌ها را تحویل قیصر بدهد؛ بنابراین سزار از آنچه بر سر سیسرو و لژیون او افتاده بود، مطلع شد.
وقتی قیصر نامه‌ها را تقریباً در یازدهمین ساعت روز دریافت کرد، فوراً پیکی به کراسوس که میان بلواک‌ها بود و از او بیست و پنج مایل فاصله داشت می‌فرستد و به او فرمان می‌دهد در نیمه‌شب لژیون را از اردوگاه بیرون ببَرد و فوراً به او ملحق شود. نامه دیگری به گایوس فابیوس می‌زند تا لژیونش را به قلمرو آتربات‌ها ببَرد. نامه دیگری هم به تیتوس لابینوس می‌زند و از او می‌خواهد که با لژیونش به قلمرو نروی‌ها برود و خودش هم از اردوگاه‌های زمستانی نزدیکش حدود چهارصد سواره برداشت کرد.
هنگامی‌که در حدود ساعت سه سزار بواسطه پیشاهنگان از رسیدن کراسوس مطمئن شد در همان روز بیست مایل طی کرد. او کراسوس را به فرماندهی شهر ساماروبریوا (محتملاً آمین امروزی) گماشت و یک لژیون به او داد. گایوس فابیوس هم با سزار به راه افتاد. امّا تیتوس لابینوس که از مرگ سابینوس و قتل‌عام آن پنج کوهورس مطلع شده‌بود و نیز تِرِورها را در حوالی خود می‌دید، بیم آن را داشت که اگر اردوگاه را ترک کند، اینکار در چشم دشمن همچون یک فرار جلوه‌گر شود و نتواند در برابر حمله دشمن ایستادگی کند، به‌خصوص که می‌دانست دشمن بر اثر پیروزی اخیرش بر لژیون کوتا و سابینوس، بادی به دماغش افتاده‌است. پس ضمن نامه‌ای برای قیصر توضیح می‌دهد که اگر لژیون را از اردوگاه خارج کند، چه مخاطراتی در انتظارش خواهد بود، و او را آگاه می‌کند که سواره‌نظام و پیاده‌نظام تِرِورها (دشمن) تنها در سه مایلی اردوگاه او موضع گرفته‌اند.
«سزار این پیشنهاد را پذیرفت و با نومیدی تعداد لژیون‌ها را از سه (کراسوس، فابیوس و لابینوس) به دو (کراسوس و فابیوس) کاهش داد. [...] و با سرعت زیاد به قلمرو نروی‌ها رسید. [...] اکنون یکی از سواران گالیایی را با جوایز فراوان قانع می‌کند که نامه‌ای را به سیسرو (که در اردوگاهش تحت محاصره بود) برساند. او نامه را به الفبای یونانی نگاشت تا اگر [این نامه] توقیف شد، شگردهای ما توسط دشمن برملا نشوند. قیصر به او (سوار گالیایی) سفارش کرد که اگر هم نتوانست [به اردوگاه سیسرو] برسد، نامه را با تسمه به یک زوبین ببندد و به استحکامات اردوگاه پرتاب کند. [قیصر] در نامه نوشته‌بود که با لژیون‌ها حرکت کرده‌است و به‌سرعت بدانجا (اردوگاه سیسرو) خواهد رسید، و او [سیسرو] را تشویق کرد روحیه دلاوری باستانی‌اش را همچنان حفظ کند. سوار گالیایی که از مخاطرات بیم داشت، زوبین خود [که نامه سزار بدان بسته شده‌بود] را همان‌طور که به او سفارش شده‌بود [به داخل اردوگاه] پرتاب کرد. این [زوبینِ حاوی نامه] بر حسب تصادف به درون برج نگهبانی می‌افتد و تا دو روز توسط سربازان ما دیده نمی‌شود؛ در سومین روز یک سرباز آنرا می‌بیند، آنرا برداشته و برای سیسرو می‌بَرد. وی (سیسرو) آن را در مجمع سربازان قرائت می‌کند و شادی و هیاهویی فراوان همه را در برمی‌گیرد. سپس از فاصله‌ای دور، دود آتش دیده‌می‌شود و این واقعه هرگونه شک در مورد رسیدن لژیون‌ها [ی سزار] را از بین می‌برد.»— Caesar، de bello Gallico, V, 48
اما گالیایی‌ها بواسطه پیشاهنگان خود از ماجرا مطلع می‌شوند و به‌سوی قیصر به‌راه می‌افتند. این نیروها تقریباً مشتمل‌بر ۶۰ هزار نفر بودند. سیسرو به‌لطف ورتیکو (که پیشتر از او نامبرده شد) یک گالیایی را پیدا می‌کند که نامه‌هایی را به قیصر برساند. او در نامه به قیصر هشدار می‌دهد که دشمن محاصره اردوگاه او (سیسرو) را رها کرده اما در عوض تمامی نیروی خود را متوجه تو نموده‌است. سزار هم نامه را دریافت کرده و سربازانش را از محتوای آن مطلع می‌کند و از آنان می‌خواهد دلاور باشند. صبح روز بعد قیصر اردوگاه خود را تغییر داده و حدود چهار مایل حرکت می‌کند و از آن‌سوی دشت و جویبار، نیروهای دشمن را دید می‌زند. اوضاع و شرایط چنان بود که قیصر تشخیص داد جنگیدن در چنان مکان نامناسبی آن‌هم با ارتشی کوچک بسیار خطرناک است. او وقتی دانست که سیسرو از محاصره خلاص شده‌است، با آرامش پنداشت که لازم است سرعت خود را کم کنند. او در آن‌سوی دشت و در نقطه‌ای که مناسب‌تر می‌نمود اردوگاهش را بر پا کرد، اردوگاهی که فی‌نفسه برای هفت‌هزار نفر کوچک می‌نمود و حتّی راه‌ها را باریک‌تر هم کرد تا حداکثر تحقیر دشمن را برانگیزد. او سپس پیشاهنگانی را به هر سوی فرستاد تا مناسب‌ترین راه برای گذر از دشت را پیدا کنند.
در آن روز زد و خوردی جزئی میان سواره نظام دو طرف در نزدیکی جویبار مزبور رخ داد و هر دو ارتش در مواضع خود جای‌گرفتند. گالیایی‌ها در انتظار نیروهای بزرگتری بودند که هنوز فرا نرسیده‌بودند. قیصر با خود پنداشت که اگر بر حسب تصادف و با تظاهر به ترسویی بتواند دشمن را به‌سوی اردوگاه کوچک خود بکشاند آنگاه با او روبروی اردوگاه خواهد جنگید و مجبور نخواهد بود از دشت و جویبار مزبور گذر کند؛ در غیر اینصورت باید در آنسوی دشت و جویبار با دشمن می‌جنگید. صبح روز بعد سواره‌نظام دشمن به اردوگاه قیصر نزدیک می‌شود و با سواره‌نظام او به نبرد می‌پردازد. قیصر به سوارانش دستور می‌دهد عامدانه عقب‌نشینی کنند و به اردوگاه بازگردند، همزمان امر می‌کند که اردوگاه با یک خاکریز بلندتر در همه جهات مستحکم شود و دروازه‌ها را ببندند، و در انجام این کارها سربازان خودی حداکثر دستپاچگی را از خود بروز دهند و تظاهر به ترسیدن کنند.
گالیایی‌ها که بر اثر این عقب‌نشینی رومیان تحریک (جوگیر) شده‌بودند، از جویبار گذشته و تا اردوگاه قیصر رومیان را تعقیب کردند و نیروهایشان را در موضعی نامناسب قرار دادند. در حالی‌که رومیان حتّی از دیوارهای اردوگاه خودشان هم عقب‌نشینی می‌کردند، گالیایی‌ها از هر سو بارانی از پرتابه‌ها و نیزه‌ها به داخل اردوگاه ریختند. آنان به تمسخر دروازه‌های بستهٔ اردوگاه که با یک ردیف علف ــ جهت تزئین ــ پوشانده شده‌بودند پرداختند و سپس بعضی‌شان به ویران کردنِ استحکامات با دست‌ها و برخی هم به پُر کردن خندق‌ها مشغول شدند. در این‌حال سزار از تمامی دروازه‌های اردوگاه پاتک زده و سواره‌نظام خود را به جان آنان می‌اندازد و آنان را به فرار وامی‌دارد، به‌حدی که از دشمنان کسی مطلقاً برای جنگیدن مقاومت نکرد و بخش زیادی از آنان کشته شده و همگی خلع‌سلاح شدند.
اما پروکنسول رومی به‌خاطر وجود جنگل و جویبار بر سر راهش، ترجیح داد آنان را تعقیب نکند. او در همین روز به اردوگاه سیسرو رسید. وقتی لژیونِ آنجا در برابر او به‌صف ایستاد مشاهده کرد که حتّی یک نفر از هر ده سرباز هم بدون جراحت نیست، و پی برد که لژیونِ سیسرو با چه مخاطرات و با چه شهامتی امور را مدیریت کرده‌است. قیصر، سیسرو و لژیون او را به‌خاطر شایستگی‌شان مورد تحسین قرار داد و اسرا نیز او را از سرنوشت سابینوس و کوتا آگاه کردند و او چنان غمگین شد که به‌گفتهٔ سوئتونیوس:
ut audita clade Tituriana barbam capillumque summiserit nec ante dempserit quam vindicasset
پس چون او را خبر آوردند از فاجعه‌ای که بر تیتوریوس سابینوس آمد، ریش و موی گذاشت و تا کین ایشان را نستانید، برنداشتش.— سوئتونیوس، در باب زندگی قیصرها، جلد نخست، گفتار ۶۷
اما پیش از اینکه زمستان به پایان برسد، لگاتوس تیتوس لابینوس بار دیگر از سوی تِرِورها (در نقشه با عنوان TREVERI) به رهبری ایندوتیوماروس مورد هجوم واقع شد. با این حال اقبال و توانمندی به لابینوس اجازه دادند که دشمنی بس پُرشمارتر از خود را در هم بکوبد و رهبر آنان را مقتول سازد:
«لابینوس در اردوگاهی که هم با مواضع جغرافیایی و هم با توانمندی [ــِــ سربازان] بسیار تحت حفاظت بود، باقی‌مانده‌بود. [...] در این میان ایندوتیوماروس تقریباً هر روزه با تمامی سواره‌نظامش در حوالی اردوگاه او (لابینوس) گشت می‌زد تا هم مواضع اردوگاه را بشناسد و هم باب گفت‌وگو را باز کند یا [رومیان را] بترساند. سواره‌نظام [ــِـ دشمن] زوبین‌هایی به داخل استحکامات می‌انداخت. لابینوس افراد خود را در درون استحکامات نگه‌می‌داشت و به هر وسیله می‌کوشید [به تِرِورها] القا کند که می‌ترسد. در حالی که ایندوتیوماروس روز به روز با حداکثر تحقیر به اردوگاه نزدیک می‌شد، [لابینوس] تنها در یک شب سواره‌نظامی از کل شهرهای همسایه فراهم آورد [...] و آنان را به دقت در اردوگاه مخفی ساخت. [...] در این میان ایندوتیوماروس بر طبق عادت هر روزه‌اش به اردوگاه نزدیک می‌شد و بخش اعظم روز را در آنجا به‌سر برد؛ سواره‌نظام [ــِـ دشمن] زوبین‌هایی پرتاب کردند و با لحنی گستاخانه نیروهای ما را به نبرد فراخواندند. پاسخی از سوی نیروهای ما داده نشد و [تِرِورها] وقتی موقع را مناسب تشخیص دادند، حوالی غروب از هم جدا شدند. ناگهان لابینوس تمامی سواره‌نظامش را از دو دروازه بیرون می‌فرستد و دستور می‌دهد که وقتی دشمن را هراسان ساختند و فراری‌اش دادند، همگی فقط به دنبال ایندوتیوماروس بگردند، و هیچ سربازی حق ندارد کسی دیگر را زخمی بکند مگر اینکه اول او (ایندوتیوماروس) کشته شود، چرا که نمی‌خواست وقتی [رومیان] در حال تعقیب دیگران هستند، ایندوتیوماروس از فرصت استفاده کرده و فرار کند، و جایزه بزرگی هم برای سر او تعیین کرد. [...] بخت و اقبال نقشه این مرد (لابینوس) را تأیید می‌کند: در حالی که تمامی [سربازان] ایندوتیوماروس را هدف گرفته‌بودند، او را در نقطه کم‌عمقی از رود یافته، مقتولش ساخته، و سرش را به اردوگاه بردند. سپس سواره‌نظام [به همان میدان نبرد] بازگشته و به تعقیب و کشتار هر کسی که می‌توانست پرداخت. وقتی نیروهای ابورون‌ها و نروی‌ها ــ که گردهم آمده‌بودند ــ از این واقعه آگاه شدند، تماماً از یکدیگر متفرق شدند و اندکی بعد از این [ماجرا]، سزار توانست گالیا را رام‌تر نگه دارد.»— Caesar، de bello Gallico, V, 57-58

### سال ۵۳ قبل از میلاد: شورش در گالیا اوج می‌گیرد

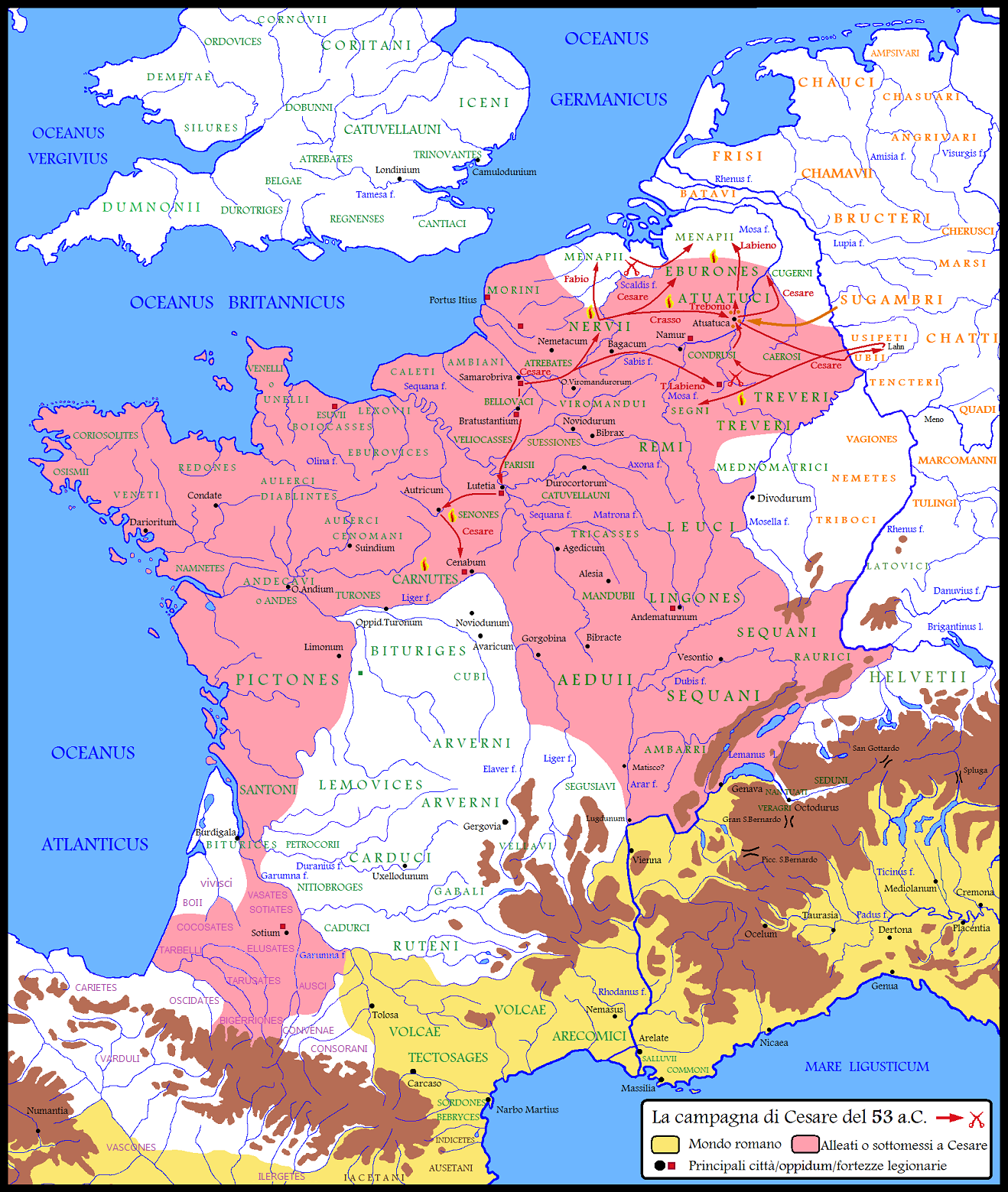
نبردهای قیصر در سال ۵۳ قبل از میلاد در گالیا (کرانه چپ راین) و ژرمانیا (کرانه راست)

قیصر (سزار) به دلایل زیادی انتظار شورش بزرگ‌تری در گالیا را داشت، و برای همین تصمیم گرفت از طریق لگاتوس‌هایش یعنی مارکوس سیلانوس، گایوس آنتیستیوس رگینوس، و تیتوس سکستیوس دست به سربازگیری بزند، و نیز از گنایوس پومپیئوس کبیر درخواست کرد نیروهایی که در گالیا کیسالپینا استخدام کرده‌بود را به‌سوی او گسیل دارد، زیرا به‌عقیده قیصر در آینده بسیار ضروری بود که گالیایی‌ها ببینند منابع ایتالیا زیاد است، تا اگر رومیان در جنگی دچار تلفاتی شدند نه‌تنها بتوانند در زمانی کوتاه آنرا جبران کنند بلکه با نیروهایی بزرگتر تقویتش هم بکنند. پومپیئوس به‌خاطر مصالح جمهوری و دوستی‌اش با قیصر (وی داماد سزار بود) درخواست او را اجابت نمود. وقتی سربازگیری توسط لگاتوس‌های قیصر به پایان رسید پیش از پایان زمستان سه لژیون جدید سازمان یافته و شمار کوهورس‌هایی که به‌خاطر سابینوس از دست‌داده‌بود دو برابر شده‌بود.
پس از قتل ایندوتیوماروس، تِرِورها حکومت و ریاست را به خویشاوندان او واگذار کردند. اینان هم از تحریک ژرمن‌های همسایه و دادن وعدهٔ پول به آنان دست‌برنمی‌داشتند. اینان وقتی نتوانستند همسایگان خود را با خود متحد کنند، رو به‌سوی خلق‌های دورتر کردند. وقتی متحدانی یافتند، میان خود سوگند وفاداری یاد کردند و گروگان‌هایی با یکدیگر مبادله کردند. آنان آمبیوریکس را نیز با اتحاد و معاهده به خود پیوند می‌زنند. قیصر از این امور آگاه شد و می‌دید که از هر سو مهیای جنگ می‌شوند و نروی‌ها، آتواتوک‌ها، مناپی‌ها، و کل ژرمن‌های اینسوی راین (کرانه چپ راین) همگی تحت‌سلاح هستند، سنون‌ها (در نقشه:SENONES) هم برخلاف دستور او به مجمع نیامده‌اند بلکه با کارنوت‌ها (در نقشه:CARNUTES) و خلق‌های همسایه‌شان در حال بند و بست (توطئه) هستند، و ژرمن‌ها هم بواسطه هیئت‌های متعددی که تِرِورها به‌سوی آنان می‌فرستند تحریک و تشجیع شده‌اند، با خود پنداشت که باید سریع‌تر از موعد خود را مهیای جنگ کند.
برای همین، در حالی‌که هنوز زمستان به پایان نرسیده‌بود، چهار تا از نزدیک‌ترین لژیون‌ها را به‌صف می‌کند و فوراً روانه قلمرو نروی‌ها (در نقشه:NERVII) می‌شود و پیش از آنکه اینان حتّی بتوانند یکپارچه شوند یا عقب‌نشینی کنند، شمار زیادی از احشام و افرادشان را به تملک خود در می‌آورَد و به سربازان خودش می‌دهد، زمین‌ها را نابود می‌کند و آنان (نروی‌ها) را وادار می‌کند تسلیم شده و به او گروگان واگذار کنند. وقتی این عملیاتِ فوری به‌پایان رسید، بار دیگر لژیون‌ها را روانه اردوگاه‌های زمستانی‌شان می‌کند. سپس مجمعی از سران قبایل گالیا در ابتدای بهار (چنان‌که عادت داشت) تشکیل داد که همگی به‌استثنای سنون‌ها، کارنوت‌ها و تِرِورها در مجمع مزبور حاضر شدند، پس قیصر با خود پنداشت که این نشانه‌ای از شروع جنگ و شورش است، و برای آنکه نشان دهد امور دیگر برای او نسبت‌به جنگ اهمیت کمتری دارند، مجمع را به لوتتیا (در نقشه: Lutetia) در سرزمین پاریسی‌ها (در نقشه: PARISII) منتقل نمود؛ پاریسی‌ها قومی بودند که در همسایگی سنون‌ها واقع‌بوده و از دیرباز دولت-حکومت خود را با آن‌ها یکی کرده‌بودند اما ظاهراً در توطئه مزبور شرکت نداشته‌بودند. قیصر سپس در همان روز با لژیون‌هایش به‌سوی سنون‌ها حرکت می‌کند و به قلمرو آنان می‌رسد.
فردی از سنون‌ها به نام آکو که مسئول این توطئه (یعنی اجتناب سنون‌ها از شرکت در مجمع گالیا) بود، وقتی از رسیدن رومیان مطلع می‌شود به مردمش دستور می‌دهد در شهرها جمع شوند؛ در حالی‌که هنوز کارشان به پایان نرسیده‌بود خبر رسید که رومیان فرا رسیده‌اند. سنون‌ها ناچار شدند نقشه‌های خود را رها کرده و سفیرانی به‌جانب قیصر بفرستند تا بابت این کارشان (شرکت نکردن در مجمع) پوزش بخواهند، و این کار را با وساطت و شفاعت ادوئی‌ها انجام دادند، قومی که از دیرباز تحت سرپرستی آن قرار داشتند. چون ادوئی‌ها از سزار خواهش کردند، او هم آنان را عفو نموده و عذرشان را پذیرفت، چراکه می‌پنداشت تابستان پیش‌رو، زمان جنگی محتمل با ابورون‌هاست نه زمان بازپرسی. او صد گروگانی که سنون‌ها به او دادند را تحت حفاظت ادویی‌ها قرار داد. در همان‌جا کارنوت‌ها نیز سفیران و گروگان‌هایی به‌جانب قیصر می‌فرستند و در این‌باره از وساطت رِمی‌ها (که تحت سرپرستی‌شان بودند) استفاده می‌کنند. اینان نیز همان پاسخ را از سزار شنیده و بخشوده می‌شوند. سزار مجمع را به پایان رسانده و از قبایل آنجا سواره می‌گیرد.

#### نبرد با مناپی‌ها و تِرِورها
پس از آرام‌سازی این بخش از گالیا، قیصر ذهن و روح خود را تماماً درگیر جنگ با تِرِورها و آمبیوریکس می‌کند. قیصر از آنرو که مطمئن بود آمبیوریکس در نبردی باز درگیر نخواهد شد، کوشید دیگر نقشه‌های محتمل او را مورد مداقه قرار دهد. مناپی‌ها به قلمرو ابورون‌های تحت رهبری آمبیوریکس نزدیک بودند و مواضع‌شان با باتلاق‌ها و جنگل‌های مستمر محافظت می‌شد و تنها قومِ گالیا بودند که سفیران صلح به‌جانب سزار نفرستاده‌بودند. قیصر باخبر بود که آمبیوریکس با اینان روابط مهمانی-میزبانی دارد و به‌واسطه تِرِورها هم دارای پیوندهای دوستی با ژرمن‌هاست. سزار با خود پنداشت که باید پیش از اقدام به هرگونه جنگی با آمبیوریکس، ابتدا این کمک‌ها را از او قطع نماید تا اگر او (آمبیوریکس) بابت امنیت خود نگران شد، نتواند به مناپی‌ها پناه‌ببرد یا وارد ائتلاف با ژرمن‌های آنسوی راین شود. با این تصمیمات، قیصر تصمیم گرفت تمامی کاروان‌های درشکه ارتش را به اردوگاه تیتوس لابینوس (در نقشه: T.Labieno) که در میان تِرِورها بود بفرستد و دو لژیون را مأمور کرد پیش او بروند؛ و خودش هم با پنج لژیون و بدون کاروان درشکه روانهٔ سرزمین مناپی‌ها (در نقشه: MENAPII) شد.
سزار لژیون‌ها را با لگاتوس گایوس فابیوس و کوایستور مارکوس کراسوس تقسیم کرده و با ساختن پل‌هایی فوری، از سه جهت وارد سرزمین مناپی‌ها می‌شود. او سکونت‌گاه‌ها و روستاهایشان را به آتش می‌کشد و شمار زیادی از احشام و انسان‌ها را از آنِ خود می‌کند. با این حوادث، مناپی‌ها ناچار شدند سفیرانی به‌جانب سزار بفرستند تا خواستار صلح شوند. قیصر ضمن دریافت گروگان‌هایی از آنان، به مناپی‌ها تأکید کرد که اگر آنان یا آمبیوریکس یا سفیرانش را در قلمرو خود بپذیرند، آنان را در شمار دشمنان روم به‌حساب خواهد آورد.
درحالی‌که این امور از سوی قیصر انجام می‌شدند، تِرِورها (در نقشه: TREVERI) که نیروهای پیاده‌نظام و سواره‌نظام بزرگی گِردآورده‌بودند، خود را مهیای یورش به اردوگاه لابینوس (T. Labieno) که تنها یک لژیون در اختیار داشت و در زمین آنان اتراق زمستانی کرده‌بود، می‌کردند. آنان هنگامی که پی‌بردند که دو لژیون به فرمان سزار برای او ارسال شده‌اند، از او (لابینوس) بیش از دو روز پیاده‌روی فاصله نداشتند. آنان در پانزده مایلی لابینوس اردو زدند و تصمیم گرفتند منتظر رسیدن کمک ژرمن‌ها بمانند. لابینوس که به نقشه دشمنان پی‌برده‌بود یک پادگان با پنج کوهورس (گردان امروزی) برای حفاظت از کاروان‌های درشکه باقی‌گذارد و خود با بیست‌وپنج کوهورس و شمار زیادی سواره‌نظام به‌سوی دشمن روانه شد و در یک مایلی آنان اردو زد. میان لابینوس و دشمن یک رود صعب‌العبور وجود داشت که جناحین آن دارای شیب تند بودند. لابینوس نه قصد آنرا داشت که از رود بگذرد و نه انتظار داشت که دشمن از آن گذر کند. روز به روز انتظار دشمن بابت رسیدن نیروهای تقویتی ژرمنی بیشتر می‌شد. لابینوس در مجمع سربازان گفت که شایعاتی مبنی بر فرا رسیدن ژرمن‌ها بر سر زبان‌هاست و از این‌رو، او نمی‌تواند سرنوشت خود و ارتشش را در خطر قرار دهد، پس صبح روز بعد اردوگاه را ترک خواهد کرد. این سخنان سریعاً به اطلاع دشمن رسیدند چراکه با آن‌همه سوار گالیایی در اردوگاه لابینوس، طبیعی بود که برخی خواستار مصالح و منافع میهن‌شان یعنی گالیا باشند. در شبانگاه، لابینوس تریبون‌های سربازان را به‌دور خود جمع کرد و با آنان نقشه خود را در میان گذاشت، و برای آنکه در دشمن این سوءظن را ایجاد کند که رومیان ترسیده‌اند دستور می‌دهد اردوگاه را با سروصدا و بی‌نظمی‌ای که با سنت رومیان ناسازگار است ترک کنند. اینچنین خروج از اردوگاه را همچون یک فرار جلوه‌گر ساخت. این دستورهای زودتر ازصبح بواسطه پیشاهنگان و از آن‌رو که اردوگاه‌ها بسیار به یکدیگر نزدیک بودند به‌اطلاع دشمن رسیدند.
آخرین ستون رومیان تازه از کمپ خارج شده‌بود که گالیایی‌ها ــ که در سوی دیگر رود بودند ــ به یکدیگر قوت‌قلب می‌دادند که مثلاً نگذارند این طعمه (سربازان لابینوس) از دستشان در برود. آنان به یکدیگر می‌گفتند که مدّتی است منتظر رسیدن نیروهای تقویتی ژرمن هستند آنهم در حالی‌که رومیان ترسیده‌اند، و غرورشان تحمل نمی‌کند که با چنین نیروهای عظیمی که دارند جرأت نمی‌کنند به دشمنی اینچنین کم‌شمار حمله کنند، به‌خصوص که رومیان در حال فرارند و کوله‌بارهایشان پُر است؛ بنابراین تِرِورها در گذر کردن از رود و یورش به رومیان ــ آنهم در موضعی نامناسب ــ تردیدی به خود راه نمی‌دهند. لابینوس هم برای آنکه دشمن را وسوسه کند که به این سوی رود گذر کنند، آهسته آهسته تظاهر به راه‌پیماییِ خود را ادامه می‌داد. او که کاروان‌های درشکه را جلوتر رانده و آنان را بر روی یک بلندی قرار داده، بانگ می‌زند: «ای سربازان! اکنون آن فرصتی که دنبالش بودید را دارید، دشمن را در موقعیّت نامناسبی قرار داده‌اید، حالا باید همان شجاعتی که بارها به فرمانده‌تان (قیصر) نشان داده‌اید را به ما فرماندهان هم نشان بدهید، تصور کنید که انگار او (قیصر) هم‌اکنون حاضر است و شخصاً این نبرد را می‌بیند».
همزمان امر می‌کند که بیرق‌ها رو به‌سوی دشمن کنند و سربازان به‌صف شوند، و کمی اسکادران سواره هم جهت حفاظت از کاروان‌های درشکه باقی‌گذاشته و مابقی سواره را در جناحین می‌چیند. رومیان سریعاً فریادکشان زوبین‌ها را به‌سمت دشمن پرت می‌کنند. تِرِورها ــ که تاکنون با خود می‌پنداشتند رومیان در حال فرارند ــ هنگامی‌که برخلاف انتظارشان مشاهده کردند آنان دارند با بیرق‌های برافراشته به‌سوی‌شان حرکت می‌کنند نتوانستند حتّی در برابر حمله مقاومت کنند و با نخستین نبرد به جنگل‌های پیرامون گریختند. لابینوس آنان را تعقیب کرده و شمار زیادی از آنان کُشت و عده کثیری را نیز به اسارت گرفت و چند روز بعد تسلیم آنان را پذیرفت. ژرمن‌ها هم که به‌یاری آنان می‌آمدند، وقتی از فرار تِرِورها مطلع شدند به میهن خود بازگشتند. خویشاوندان ایندوتیوماروس که گردانندگان این شورش بودند نیز با اینان شریک شده و وطن خود را ترک نمودند. بدین‌ترتیب قدرت مطلقه و فرماندهی تِرِورها به سینگتوریکس واگذار شد، کسی که از ابتدای شورش به روم وفادار مانده‌بود.

#### قیصر برای دومین بار از راین گذر می‌کند
«قیصر پس از آنکه از سرزمین مناپی‌ها به سرزمین تِرِورها رسید، تصمیم گرفت به دو دلیل از راین گذر کند؛ یکی اینکه [ژرمن‌ها از آنسوی راین] کمک‌ها و تقویت‌هایی برضد او برای تِرِورها ارسال می‌کردند، دوم اینکه آمبیوریکس از سوی آنان پذیرفته‌نشود (به آنان پناهنده نشود). وقتی این تصمیم‌ها را اتخاذ نمود، دستور داد کمی بالاتر از آن نقطه‌ای که در گذشته ارتش را از آنجا عبور داده‌بود، پلی ساخته‌شود. [از آن‌رو که] نقشهٔ ساخت آن برای رومیان آشنا بود، با تلاش زیادِ سربازان ساخت پل ظرف چند روز به اتمام رسید. [قیصر] در میان تِرِورها یک پادگان بر جای گذارد تا [در آینده] هیچ‌گونه شورشی از جانب اینان بروز نکند، آنگاه مابقی نیروها و سواره‌نظام را از پل عبور می‌دهد. اوبی‌ها که درگذشته گروگان‌هایی تسلیم کرده‌بودند و به انقیاد درآمده‌بودند، سفیرانی جهت تبرئه خود به‌سراغ او (قیصر) می‌فرستند تا بگویند که نه از جانب سرزمین آنان کمک‌هایی برای تِرِورها ارسال شده و نه وفاداری را زیرپاگذاشته‌اند، [و نیز] درخواست و التماس کنند که آنان را عفو کند در غیر اینصورت با نفرتی که او از ژرمن‌ها دارد، بی‌گناه (اوبی‌ها) باید به‌جای مجرم (ژرمن‌ها) تاوان بپردازد؛ [همچنین] وعده‌دادند که اگر [قیصر] گروگان‌های بیشتری بخواهد، حاضرند. قیصر وقتی تحقیق کرد، پی می‌بَرد که این کمک‌ها [به تِرِورها، در واقع] از جانب سوئبی‌ها ارسال شده‌است، پس توضیحات اوبی‌ها را پذیرفته و در باب جاده‌ها و راه‌های دسترسی به سوئبی‌ها به‌دقّت تحقیق می‌کند.»— Caesar، De bello Gallico VI, 9
قیصر پس از چند روز بواسطه اوبی‌ها آگاه می‌شود که سوئبی‌ها تمامی نیروهایشان را در یک مکان گرد می‌آورند و به قبایلی که تحت سلطه‌شان هستند دستور می‌دهند نیروهای کمکی سواره و پیاده بفرستند. سزار وقتی این چیزها را دانست، خواربار فراهم می‌کند، مکانی مناسب برای اردوگاه برمی‌گزیند، به اوبی‌ها دستور می‌دهد احشام خود را رها کنند و هرچه دارند را از روستاها به شهرها بیاورند، زیرا امیدش این بود که سوئبی‌های بربر و بی‌مهارت بر اثر کمبود آذوقه به جنگ در شرایطی نامناسب وادار شوند، همچنین دستور می‌دهد طلایه‌داران متعددی به‌سوی سوئبی‌ها فرستاده شوند تا از جریان امور در نزد آنان آگاهی داشته‌باشد. اوبی‌ها فرمان‌های قیصر را اجرا می‌کنند و پس از گذشت چند روز چنین گزارش می‌دهند: تمامی سوئبی‌ها پس از دریافت اخباری متقن مبنی‌بر فرا رسیدن ارتش رومیان، با تمامی نیروهای خود و متحدانشان که گردآوری نموده‌اند به دورترین نقاط قلمرو خود عقب‌نشسته‌اند، جایی که یک جنگل بسیار وسیع به‌نام باکِنیس وجود دارد که به‌عنوان یک دیوار طبیعی، قوم کروسک‌ها و قوم سوئبی‌ها را از خشونت و یورش علیه یکدیگر مصون می‌دارد. در ابتدای این جنگل، سوئبی‌ها تصمیم گرفتند منتظر فرارسیدن ارتش روم بمانند.

#### ریشه‌کَن کردن ابورون‌ها
«قیصر پس از آنکه به‌واسطه پیشاهنگان اوبی‌ها مطلع شد که سوئبی‌ها به جنگل‌ها عقب‌نشینی کرده‌اند، و از آنجا که [...] ژرمن‌ها به‌ندرت به کشاورزی می‌پردازند ضمن ترس از کمبود آذوقه تصمیم گرفت بیش از این پیشروی نکند؛ امّا برای آنکه خوف بازگشت محتمل خود را در دل بربرها (ژرمن‌ها) زنده‌نگه دارَد و کمک‌های تقویتی به آنان را به تأخیر بیندازد، با وجود آنکه ارتش خود را عقب‌کشید [امّا برخلاف دفعه قبل تمام پل را ویران نکرد بلکه تنها] طول دویست پا از انتهای آنرا که به سرزمین اوبی‌ها (کرانه راست راین) می‌رسید قطع کرد و در سوی دیگر آن (کرانه چپ راین) یک برج با چهار طبقه ساخت و پادگانی با دوازده کوهورس (گردان) به حفاظت از آن گماشت و آنجا را با استحکامات بزرگی تقویت نمود. او یک جوان به‌نام گایوس وُلکاتیوس تولوس را به فرماندهی این پادگان گماشت. سزار از آن‌رو که غلات بار دیگر افزایش یافتند، روانه جنگ با آمبیوریکس از مسیر جنگل آردن [...] شد و لوکیوس مینوکیوس باسیلوس را با تمام سواره‌نظام به جلو می‌فرستد [...] و به او امر می‌کند که از برافروختن آتش در اردوگاهش اجتناب کند مبادا از دور نشانه‌ای مبنی‌بر رسیدن او (سزار) به دشمن داده‌شود، و به وی می‌گوید که خودش هم به‌زودی به او ملحق خواهد شد.
باسیلوس هم چنان‌که به وی امر شده‌بود عمل کرد. او ضمن پیشروی سریع و برخلاف انتظار همگان، بسیاری از دشمنان که هوز در اردوگاه بودند را غافلگیر نمود. با اشارهٔ آنان به‌سوی خودِ آمبیوریکس روانه می‌شود، یعنی در مکانی که گفته می‌شد همراه با سواران کمی حضور دارد. [امّا حقیقت اینست که] شانس و اقبال بر همه‌چیز، از جمله امور نظامی، تسلط دارد. در واقع اگر باسیلوس [بر حسب تصادف] توانست به خودِ آمبیوریکس ــ که غافلگیر شده و فاقد سلاح بود ــ یورش ببَرد [...] همین شانس و اقبال هم کمک کرد که آمبیوریکس ــ با وجود جا گذاشتن تمامی تجهیزات جنگی پیرامونش و به‌غنیمت افتادن ارابه‌ها و سوارانش ــ موفق به فرار شود. ماجرا از این قرار بود که [...] رفقا و خادمان او در یک نقطه بسته، اندک مدتی در برابر حمله ما مقاومت کردند و در همین‌حال یکی از آنان او را بر اسبی می‌نشانَد و جنگل‌ها هم او را مخفی می‌کنند تا بگریزد. اینچنین بود که شانس و اقبال هم او را در خطر قرار داد و هم نجاتش داد.»— Caesar، De bello Gallico VI, 29-30
سِنی‌ای‌ها (در نقشه: Segni) و کُندروس‌ها (در نقشه: Condrusi) که از نژاد و تیرهٔ ژرمن‌ها بوده و میان ابورون‌ها و تِرِورها می‌زیستند، سفیرانی به‌جانب قیصر (سزار) فرستادند تا خواهش کنند که آنان را در شمار دشمنان روم قرار ندهد و فکر نکند که منافع ژرمن‌های اینسوی راین (کرانه چپ راین) با هم یکی است. آنان به قیصر گفتند که در جنگ شرکتی نداشته و هیچ کمکی برای آمبیوریکس ارسال نکرده‌اند. سزار پس از با گفتگو با اسرایش صحت و سقم ادعای این فرستادگان را سنجید و آنگاه به آنان فرمان می‌دهد که اگر برخی از ابورون‌ها پس از فرار به آنان پناهنده شده‌اند باید به او تحویل داده‌شوند؛ اگر چنین کنند، او هم به قلمرو آنان تجاوز نمی‌کند. سپس نیروهایش را به سه بخش تقسیم کرده و بار و بنه تمامی لژیون‌ها را به آتواتوکا (در نقشه: Atuatuca) می‌فرستد. این شهر تقریباً در مرکز قلمرو ابورون‌ها واقع است و همان‌جایی است که سال گذشته لژیون کوتا و سابینوس در آن اتراق زمستانی کرده‌بود امّا به‌دست نیروهای آمبیوریکس نابود شده‌بود. قیصر در کنار دیگر دلایل، بدین‌جهت این نقطه (آتواتوکا) را انتخاب کرد که استحکامات آن از سال قبل (که لژیون کوتا و سابینوس نابود شده‌بود) تا کنون دست‌نخورده مانده و بدینگونه مجبور نبود انرژی سربازانش را در ساخت استحکامات جدید تلف کند. او چهاردهمین لژیون (یکی از سه لژیونی که به‌تازگی در ایتالیا ایجاد کرده و به گالیا آورده‌بود) را مأمور حفاظت از بار و بنه لژیون‌ها در اردوگاه آتواتوکا نمود. او کوینتوس تولیوس سیسرو را به رهبری این لژیون می‌گمارد و دویست سوار به او می‌دهد.
سزار دستور می‌دهد لابینوس با سه لژیون به‌سوی بخش‌هایی که با مناپی‌ها همسایه هستند به‌راه بیفتد، تربونیوس نیز با همین تعداد لژیون به نواحی همسایه آتواتوک‌ها برود و غارت‌شان کند، و خود نیز با سه لژیون باقی‌مانده به‌حوالی رود اسخلده (که به رود موز می‌ریزد) و دورترین نقاط جنگل آردن رفت، جایی‌که گفته می‌شد آمبیوریکس با اندکی سوار بدانجا گریخته‌است. هنگام عزیمت قول داد که ظرف هفت روز به آتواتوکا بازخواهد گشت و از لابینوس و تربونیوس خواست که اگر به مصلحت جمهوری بود، آن‌ها هم هفت روز بعد برگردند تا شورا تشکیل داده و نقشه‌های دشمن را آنالیز کنند. مشکلی که قیصر داشت این بود که ابورون‌ها نه دارای ارتشی منظم بودند و نه پادگان یا اردوگاهی داشتند بلکه در تمامی جهات پراکنده بودند. هرکجا که یا یک دشت مخفی، یا یک نقطه جنگلی یا یک مرداب امید امنیت به کسی می‌داد، ابورون‌ها در آنجا پنهان می‌شدند. سزار به قبیله‌های همجوار فرستادگانی گسیل داشت و همگی آن قبیله‌ها را با وعدهٔ تاراج ابورون‌ها گردهم‌آورد چراکه می‌خواست به‌جای آنکه جان لژیون‌های خود را در جنگل‌ها به‌خطر بیندازد، جان گالیایی‌ها به‌خطر بیفتد و همزمان، کل قبیله ابورون‌ها را به‌سبب جنایتی که در زمستان گذشته مرتکب شدند ــ یعنی نابود کردن لژیون کوتا و سابینوس ــ ریشه‌کن کند. به‌هرحال فوراً از هر سو شمار زیادی جمع‌شدند.
هنگامی‌که هفتمین روز (که قیصر آنرا برای بازگشت به آتواتوکا پیش‌بینی کرده‌بود) نزدیک می‌شد به ژرمن‌های آنسوی راین خبر رسید که ابورون‌ها مورد غارت قرار گرفته‌اند و سزار همگان را به غارت اموال آنان دعوت کرده‌است. سیکامبرها (در نقشه:SUGAMBRI) که در کرانه راست راین ساکن بودند دو هزار سواره جمع‌آوری می‌کنند و با کشتی و کرجی در فاصله سی مایلی از جنوب پلی که سزار بر روی راین ساخته‌بود و پادگانی جهت حفاظت از آن تأسیس کرده‌بود، از راین گذشته و وارد گالیا شدند. وقتی به قلمرو ابورون‌ها رسیدند، بسیاری از ابورون‌های فراری را دستگیر کرده و شمار زیادی از احشام اهلی آنان را ــ که بسیار مورد طمع بربرهاست ــ از آنِ خود نمودند. سیکامبرها که با این غارت‌ها تشجیع شده‌بودند بیشتر و بیشتر پیش‌رفتند، به‌طوری‌که نه مرداب و نه جنگل مانع اینان نمی‌شد. آنان در حالی‌که از اسرای خود می‌پرسیدند که سزار در کجا به‌سر می‌برد، پی می‌برند که او و تمامی ارتشش جلوتر رفته‌اند. امّا یکی از اسرا به آن‌ها گفت که «برای چه شماها این شکارِ بدبخت و سبک (سزار) را می‌جوئید، شماهایی که سرنوشت مقدر کرده بسیار ثروتمند باشید؟ ظرف سه ساعت می‌توانید به آتواتوکا برسید: ارتش رومیان تمامی دارایی خود را بدان‌جا حمل کرده‌است، پادگان آنجا چنان است که نه حتّی می‌توانند دیوارها را بپوشانند و نه کسی از رومیان جرئت می‌کند از استحکامات خارج شود». با این امیدها، ژرمن‌ها غنایمی که جمع کرده‌بودند را در جایی مخفی ساخته و با راهنمایی اسیری که این امور را برایشان فاش ساخت به‌سوی آتواتوکا به‌راه افتادند.
سیسرو که اردوگاه آتواتوکا را تحت امر خود داشت، در روزهای اخیر آنطور که قیصر به او فرمان داده‌بود سربازانش را با حداکثر دقّت در اردوگاه نگه‌داشته‌بود و اجازه نمی‌داد که حتّی یکی از خدمه هم از استحکامات خارج شود؛ اما در هفتمین روز به این‌که سزار به وعده خود وفا کند و به آتواتوکا بازگردد چندان اعتمادی نداشت چراکه شایعاتی به‌گوشش می‌رسید که سزار حتی دورتر هم شده‌است و هیچ خبری دال‌بر بازگشت او در دست نبود. از دیگر سو، برخی افسرانش صبر او را تقریباً یک «محاصره» توصیف می‌کردند چراکه اجازه نمی‌داد کسی از اردوگاه خارج شود. پس سیسرو با خود پنداشت که اگر فقط تا سه مایلی اردوگاه دور شود خطری متوجه او نخواهد بود چرا که دشمن متفرق و تقریباً نابود شده‌بود و در بیرون هم نُه لژیون و تمامی سواره‌نظام روم تحت‌سلاح بودند؛ بنابراین پنج کوهورس به مزارع پیرامون ــ که بین آن‌ها و اردوگاه تنها یک تپه حایل بود ــ می‌فرستد تا گندم جمع‌آوری کنند. آن دسته از سربازانی که بیمار بوده اما در طول این مدت (هفت روز) بهبود یافته‌بودند (و تعدادشان به سیصد نفر می‌رسید) و نیز انبوهی خدمه و شمار زیادی حیوان باربر که در اردوگاه مانده‌بودند نیز با کسب اجازه، همراه آنان روانه شدند.
در همین موقع بر حسب تصادف سواران ژرمنی فرا رسیده و فوراً با همان سرعتی که آمده‌بودند تلاش می‌کنند به دروازه اصلی اردوگاه یورش ببرند و از آنجا که جنگل‌ها در میانه راه واقع‌بودند، رومیان نتوانستند آنان را ــ تا پیش از نزدیک شدن‌شان به اردوگاه ــ ببینند. رومیان که انتظار این واقعه ناگهانی را نداشتند، دستپاچه شده و کوهورسی که بیرون اردوگاه مشغول نگهبانی دادن بود به‌سختی در برابر نخستین حمله مقاومت کرد. دشمنان به دیگر دروازه‌های اردوگاه هم هجوم بردند تا شاید مدخل دیگری به اردوگاه بیابند. در داخل اردوگاه هم هلهله‌ای برپا بود و هرکس از دیگری علت این هیاهو را جویا می‌شد. یکی ادعا می‌کرد که اردوگاه از دست‌رفته‌است، دیگری می‌گفت دشمن ارتش ما و فرمانده‌کل (قیصر) را شکست داده و حالا پیروزمندانه به این‌جا آمده‌است. بخش کثیری از سربازان هم عقیده‌های خرافی تازه‌ای درباب موقعیّت اردوگاه ابداع می‌کردند و فاجعه‌ای که در زمستان سال گذشته و درست در همین مکان بر سر لژیون کوتا و سابینوس آمده‌بود را در جلوی چشم مجسم می‌کردند. در همین‌حال که رومیان در داخل اردوگاه دچار وحشت بودند، ژرمن‌ها هم در این ایدهٔ خود راسخ‌تر می‌شدند که ــ چنان‌که آن اسیر به‌آنان گفته ــ در داخل اردوگاه استحکاماتی وجود ندارد. آنان همچنان به تلاش خود برای رخنه به داخل ادامه می‌دادند و یکدیگر را متقابلاً تشویق می‌کردند که اینچنین موقعیّت گرانبهایی را از دست ندهند. پوبلیوس سکستیوس باکولوس که یکی از سنتوریون‌های سزار بود، به‌حالت زخمی در اردوگاه باقی‌مانده و پنج روز بود که لب به غذا نزده‌بود. او که از امنیت خود و سربازانش ناامید شده‌بود، غیرمسلح از خیمه‌اش خارج می‌شود و می‌بیند که دشمن نزدیک و نزدیک‌تر می‌شود و اوضاع بس خطرناک است. او از سربازان نزدیکش سلاح می‌گیرد و خود روی دروازه می‌ایستد. سنتوریون‌های کوهورسی که مشغول نگهبانی بود نیز از او متابعت کرده و برای مدّتی کوتاه متفقاً می‌جنگند. سکستیوس بر اثر جراحات وارده از هوش می‌رود و سربازانش او را به زحمت دست‌به‌دست حمل کرده و جانش را حفظ می‌کنند. با این واقعه دیگران به‌حدی جرئت می‌یابند که بر سر استحکامات حاضر شوند و ژست مدافعان را به خود بگیرند.
در این گیر و دار، آن پنج کوهورس رومی که برای جمع‌آوری گندم و ذرت فرستاده‌شده‌بودند، کار خود را تمام کردند اما فریادها از طرف اردوگاه را شنیدند؛ سوارانِ این کوهورس‌ها جلو می‌آیند و می‌بینند که اردوگاه محاصره شده‌است، بنابراین به عمق فاجعه پی می‌برند. اما بیرون اردوگاه هیچ سرپناهی وجود نداشت که این وحشت‌زدگان را پناه دهد. آنانی‌که تازه استخدام شده و در امور نظامی بی‌تجربه بودند چشمان خود را به تریبون سربازان و سنتوریون‌ها دوختند و منتظر فرمان آنان ماندند. هیچ‌کس به حدی شجاع نبود که بر اثر سرعت جریان امور سراسیمه نشود. وقتی بربرها از فاصله دور بیرق این کوهورس‌ها را می‌بینند، محاصرهٔ اردوگاه را رها می‌کنند و ابتدا گمان می‌کنند که لژیون‌های سزار بازگشته‌اند ــ لژیون‌هایی که اسرا در موردشان گفته‌بودند که بسیار دور شده‌اند ــ اما سپس قلت عددی این کوهورس‌ها را به تمسخر گرفته و از هرسوی بدانان حمله بردند.
خدمهٔ آن کوهورس‌ها به نزدیک‌ترین تپه پناه‌بردند. برخی پیشنهاد کردند آرایش جنگی شبیه یک گوه تشکیل دهند و با توجه به نزدیک بودنِ اردوگاه، سریعاً به دشمن یورش ببرند و حتّی اگر بخشی از آنان محاصره و قتل‌عام شود حداقل بقیه مطمئناً صحیح و سالم به اردوگاه خواهند رسید؛ برخی دیگر پیشنهاد می‌کردند بر روی همان تپه بایستند و همگی متحمل سرنوشتی مشابه شوند. کهنه‌سربازان پیشنهاد دوم را نپذیرفتند. اینچنین آنان به یکدیگر امید داده و سپس تحت امر گایوس تربونیوس ــ یک شهسوار رومی ــ به قلب دشمن یورش می‌برند و تا آخرین نفر، صحیح و سالم، به اردوگاه می‌رسند. خدمه و سواران هم در همان حمله پشت‌سر اینان حرکت کرده و آنان هم به‌لطف شجاعت این سربازان به‌سلامت به اردوگاه رسیدند. امّا بقیه که هنوز در بالای تپه باقی‌مانده‌بودند و تاکنون هیچ‌گونه تجربه در امور جنگی به‌دست نیاورده‌بودند، نه‌تنها نتوانستند بر روی راه‌حل خود ــ یعنی دفاع از خود در بالای تپه ــ پافشاری کنند و آن شهامت و سرعت ــ که خودشان هم شاهد بودند به‌کار آن گروه آمده‌بود ــ را هم از خود نشان ندادند بلکه در تلاش برای رسیدن به اردوگاه، از بالای تپه‌شان به زمینی نامناسب سرازیر شدند. برخی سنتوریون‌ها که، به‌سبب شجاعت‌شان، از درجات پائینِ لژیون‌های دیگر به درجات بالای این لژیون ارتقا یافته‌بودند، برای آنکه افتخار نظامی‌ای که پیش از این به‌دست آورده‌بودند را از دست‌ندهند با شجاعت بسیار به میدان جنگ می‌پرند. بخشی از آن سربازان کم‌تجربه به‌لطف شجاعت اینان و برخلاف هرگونه امیدی به اردوگاه می‌رسند، البته بخشی از آنان که محاصره شدند، جان خود را از دست‌می‌دهند.
ژرمن‌ها که از محاصرهٔ اردوگاه ناامید شده‌بودند (چراکه می‌دیدند رومیان حالا در مواضع خود قرار گرفته‌اند) با همان غنایمی که در جنگل‌ها پنهان کرده‌بودند به آنسوی راین (کرانه راست) رجعت کردند. اما حتّی پس از عزیمت ژرمن‌ها نیز ترس و وحشت در اردوگاه آتواتوکا حکمفرما بود به‌طوری‌که گایوس وُلوسنوس ــ که در همان شب با سواره‌نظام به اردوگاه فرارسیده‌بود ــ نتوانست افراد آنجا را متقاعد کند که سزار صحیح و سالم دارد با ارتشش بازمی‌گردد. خوف و دهشت چنان همگان را فراگرفته‌بود که تقریباً عقل و هوش از سرشان رفته‌بود و می‌گفتند که تمامی نیروها نابود شده‌اند و سواره‌نظامِ آقای وُلوسنوس تنها به‌لطف فرار توانسته جان سالم به‌درببرد، و ادعا می‌کردند که اگر ارتش سالم مانده‌بود ژرمن‌ها به اردوگاه‌مان حمله نمی‌کردند. فرا رسیدن قیصر به این ترس‌ها پایان بخشید.
سزار که به اردوگاه آتواتوکا بازگشته بود و از هیچ‌یک از حوادث جنگ بی‌خبر نبود، از این‌که کوهورس‌ها را از پادگان و اردوگاه به‌بیرون فرستاده‌بودند گلایه کرد و گفت که حتّی با کوچک‌ترین حادثه هم نباید مکان را ترک می‌کردند؛ او همچنین نقش شانس را در فرارسیدن ناگهانیِ ژرمن‌ها قوی ارزیابی کرد، و حتّی بیش از آن، در دور کردن ژرمن‌ها از دیوارها و دروازه‌های اردوگاه. اما شگفت‌آورتر از همه اینکه ژرمن‌ها ــ که با هدف غارت قلمروهای آمبیوریکس از راین گذشته‌بودند ــ به اردوگاه‌های رومیان هدایت شدند و بدین‌ترتیب سودمندترین خدمت را به آمبیوریکس کردند. به هرحال سزار بار دیگر از آتواتوکا دور شد:
«قیصر که باردیگر برای تنبیه دشمن روانه‌شده‌بود، پس از جمع‌آوری شمار زیادی [نیروی کمکی] از قبایل همسایه، آنان را به هر سو (در سرزمین ابورون‌ها) می‌فرستد. تمامی روستاها و تمامی سازه‌هایی که دیده‌شوند، به‌آتش کشانده‌می‌شوند، گله‌ها ذبح می‌شوند، از هرسو غنایمی به‌چنگ می‌آورند، ذرت‌ها نه‌تنها براثر شمار بسیار زیاد احشام و مردان بلعیده شدند بلکه به‌خاطر فصل سال و بارش‌ها نیز به زمین ریخته‌بودند، به‌حدی که اگر هم برخی [از ابورون‌ها] در این لحظه پنهان شده‌بودند، پس از خروج ارتش [ــِـ روم از این مناطق] نیز به‌سبب کمبود همه‌چیز (مایحتاج ضروری) ظاهراً محکوم به مرگ بودند. در حالی‌که سواره‌نظامی چنان بزرگ به تمامی جهات گسیل داشته‌شده‌بود، اغلب به نقطه‌ای رسید که اسرا اعلام کردند آمبیوریکس را در حال فرار دیده‌اند و از دیدگانشان هم محو نشده‌است، چنان‌که این امید پدید آمد که او را بگیرند؛ و آنانی که می‌پنداشتند باید علاقه قیصر را جلب کنند، با تقلایی بی‌پایان و با شور و شوق خود تقریباً بر موانع طبیعی غلبه کردند، و ظاهراً تنها یک گام با پیروزی (دستگیر کردن آمبیوریکس) فاصله داشتند؛ اما او (آمبیوریکس) به مخفی‌گاه‌ها و جنگل‌ها می‌گریخت و شب‌هنگام به دیگر جاها می‌رفت و بیش از چهار سوار از او حفاظت نمی‌کردند، [چهار سواری] که او جرئت کرد زندگی‌اش را به‌دست آنان بسپارد.»— Caesar، De bello Gallico VI, 43
قیصر پس از آنکه اینطور مناطق ابورون‌ها را ویران کرد، ارتشش را ــ که دو کوهورس خود را از دست داده‌بود ــ به دورُکُرتُروم (در نقشه:Durocortorum) در قلمرو رِمی‌ها برد و با فراخواندن یک مجمع از سراسر گالیا در همان‌جا، تصمیم گرفت توطئهٔ سنون‌ها (در نقشه:SENONES) و کارنوت‌ها (در نقشه:CARNUTES) را بازجویی کند؛ و فردی از سنون‌ها به‌نام آکو که طراح این توطئه بود را بر طبق رسوم رومیان به مجازات مرگ محکوم کرد. بقیه که از محکومیت می‌ترسیدند پا به فرار گذاشتند، و قیصر ضمن محروم کردن اینان از آب و آتش، دو لژیون را در اردوگاه‌های زمستانی در همسایگی تِرِورها (در نقشه: TREVERI)، دو لژیون میان لینگون‌ها (در نقشه:LINGONES) و شش تای دیگر را در آگندیکوم (در نقشه:Agedicum) در قلمرو سنون‌ها مستقر ساخت. پس از آن‌که خواربار این لژیون‌ها را فراهم کرد، طبق عادتش برای برگزاری نشست‌های قضایی روانه ایتالیا شد.

### سال ۵۲ قبل از میلاد: شورش وِرسَنژِتوریک

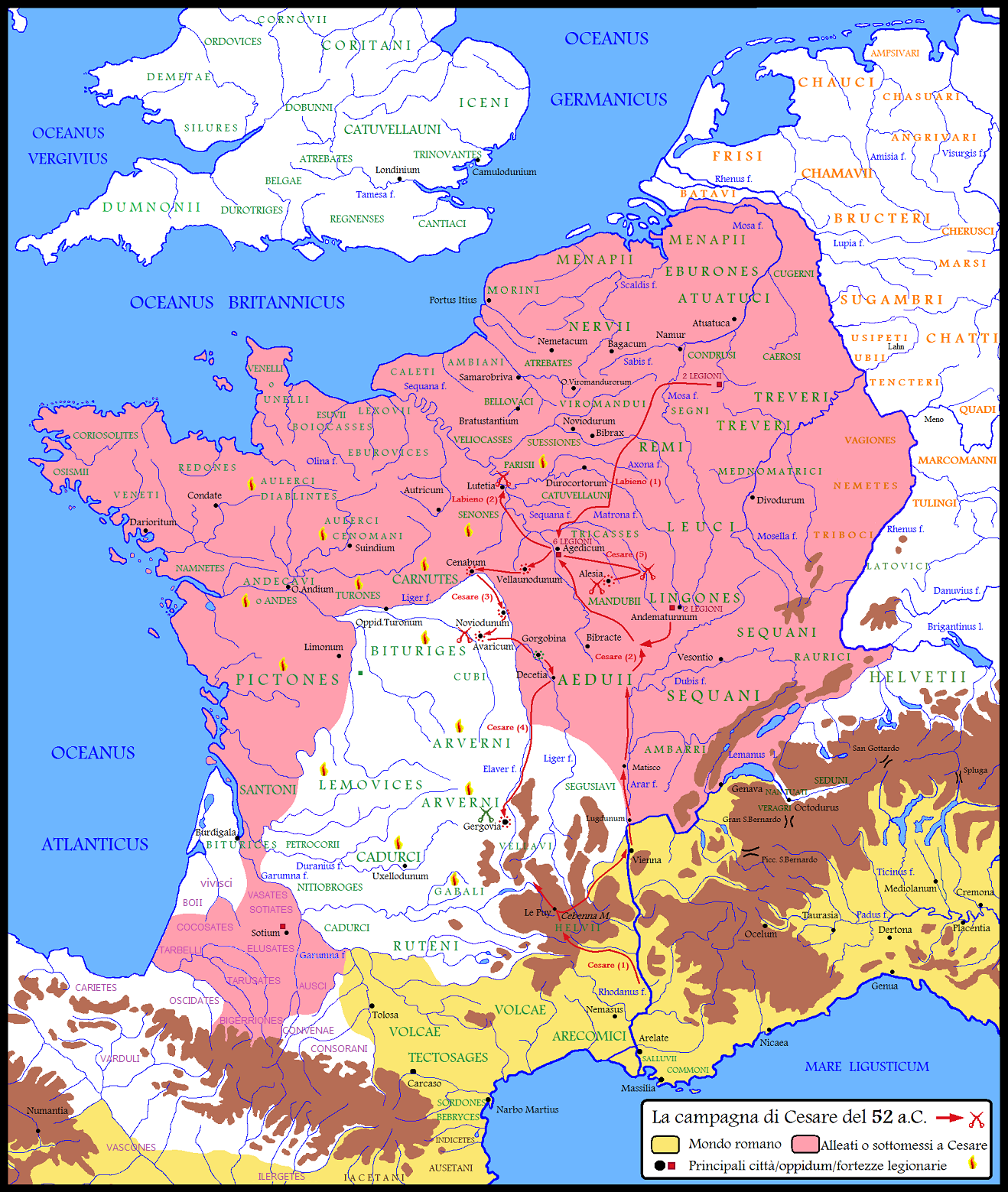
نبردهای سزار در سال ۵۲ قبل از میلاد. مسیر حرکت سزار با پیکان قرمز رنگ موسوم به Cesare (1) در پائین نقشه شروع می‌شود. پیکان Cesare (2) مسیر حرکت او به وینا (در نقشه:Vienna) را نشان می‌دهد. پس از آن او به آگدیکوم (در نقشه:Agedicum) و ولائونودونوم (در نقشه:Vellaunodunum) و بعد به کنابوم (در نقشه:Cenabum) می‌رود. پیکان Cesare (3) سومین مرحله پیشروی‌های او را از نوویودونوم (در نقشه:Noviodunum) تا آواریکوم (در نقشه:Avaricum) نشان می‌دهد.

سران و بزرگان گالیا در مناطق جنگلی و دورافتاده جلساتی تشکیل داده و از سرنوشت آکو (که پیشتر به او اشاره شد) اظهار تأسف نموده و یادآوری کردند که این مصیبت ممکن است بر سر آنان هم بیاید، و بر سرنوشت تلخ گالیا زاری کردند؛ اینان با هر وعده و پاداشی در پی کسی بودند که با به خطر انداختن زندگی خودش، جنگی را آغاز کرده و آزادی را به گالیا بازگرداند. همچنین تأکید داشتند که لازم است نقشه‌ای داشته‌باشند تا قیصر از ارتش خود دور بماند؛ و این‌کار هم آسان بود چرا که نه لژیون‌ها در غیاب فرمانده‌شان جرئت می‌کردند از اردوگاه‌های زمستانی‌شان خارج شوند و نه فرمانده‌شان می‌توانست بدون حفاظت به لژیون‌هایش برسد. خلاصه این‌که برایشان بهتر بود در میدان جنگ کُشته‌شوند تا اینکه غرور باستانی نظامی‌شان و آزادی‌ای که از اجدادشان به ارث برده‌بودند را پس نگیرند.
«به‌همان طریق جوانی آروِرنی (در نقشه ARVERNI) فرزند کِلتیلوس و دارای نیروی بسیار به‌نام وِرسَنژِتوریک (که پدرش سلطه‌بر سرتاسر گالیا را کسب‌کرده‌بود و به‌همین سبب ــ که تشنه قدرت بود ــ توسط مردم به‌قتل رسیده‌بود)، اتباع خود را فراخوانده و به‌آسانی [آنان را] شوراند. با پی‌بردن به نقشه‌اش، آنان خود را به‌سرعت مسلح کردند. او (ورسنژتوریک) از سوی گوبانیتیو ــ عمویش ــ و دیگر اشراف که این کار (شورش علیه قیصر) را ناخوشایند می‌دانستند، منع شد؛ از شهر گِرگوویا (در نقشه: Gergovia) اخراج گردید، با این‌حال دست‌برنداشت و در سرزمینش از میان [مردانِ] فقیر و فاسد اقدام به‌سربازگیری کرد. با این نیروها، به هر شهروندی که نزدیک می‌شد نظرش را به‌خود جلب می‌کرد (او را وارد ارتش خود می‌کرد)، [آنان را] تشویق می‌کرد که به‌خاطر مسئله امنیت جمعی سلاح به‌دست گیرند؛ با این نیروهای بزرگ و متجمع رقیبانش را ــ که اندکی پیش توسط آنان اخراج شده‌بود ــ از شهر بیرون کرد. از سوی مردانش پادشاه نامیده‌شد. فرستادگانی نیز به‌هرسو گسیل داشت، از آنان خواهش می‌کند که [به مسئولیت خود] وفادار بمانند. به‌سرعت سنون‌ها، پاریسی‌ها، پیکتون‌ها، کادورک‌ها، تورونِس‌ها، آئولرک‌ها، لموویک‌ها، آندها و همگی آنانی که در مجاورت اقیانوس هستند را به دور خود فرامی‌خوانَد: با توافق همگی به او اقتدار عالیه اعطا شد. پس از آنکه اینچنین اقتداری را به‌دست آورد، از تمامی اتباعش گروگان‌هایی درخواست می‌کند، دستور می‌دهد شمار معینی سرباز فوراً برای او فرستاده‌شوند، معین می‌کند که هر دولت‌شهر چه‌مقدار اسلحه و پیش از چه تاریخی فراهم کند، در درجه اول به سواره‌نظام اهمیت می‌دهد. حداکثر سخت‌گیری در اقتدار را با حداکثر احتیاط درمی‌آمیزد؛ با شدّتِ تنبیهاتش افراد دودل را جمع می‌کند. بدین‌معنی که با ارتکاب خطای بزرگ، با آتش یا هر شکنجه‌ای [فرد خاطی را] می‌کُشد و در جرایم سبک‌تر نیز با بریدن گوش‌ها یا درآوردن یک چشم [خاطیان را] روانه خانه می‌کرد تا برای بقیه درس عبرتی باشد و با شدّتِ تنبیهاتش دیگران را بترساند.
[ورسنژتوریک] که با این تنبیهات فوراً ارتشی فراهم آورده‌بود، یک کادورک به‌نام لوکتریوس که مردی با شهامت بسیار بود را با بخشی از ارتش به سرزمین روتن‌ها می‌فرستد و خودش روانه سرزمین بیتوریگ‌ها می‌شود. با نزدیک شدن او، بیتوریگ‌ها برای درخواست کمک سفیرانی به ادوئی‌ها ــ که تحت حفاظت آنان بودند ــ گسیل داشتند تا بلکه [به کمک آنان] راحت‌تر در برابر حمله دشمن پایداری کنند. ادوئی‌ها بنابر نظر لگاتوس‌ها ــ که قیصر برای ارتش باقی‌گذاشته‌بود ــ نیروهایی سواره و پیاده را به‌عنوان کمک به بیتوریگ‌ها فرستادند. اینان (کمکی‌های ادوئی) هنگامی‌که به رود لوآر ــ که بیتوریگ‌ها را از ادوئی‌ها جدا می‌کند ــ رسیدند، چند روزی آنجا معطل شده و جرئت نکردند از رود بگذرند، به خانه‌ها بازگشته و به لگاتوس‌های ما گزارش می‌کنند که آنان به‌خاطر ترس از خیانت بیتوریگ‌ها بازگشته‌اند، زیرا این نقشه آنان (بیتوریگ‌ها) بوده که وقتی [ادوئی‌ها] از رود گذشتند، خودشان (بیتوریگ‌ها) از یکسو و آروِرن‌ها از سوی دیگر آنان (ادوئی‌ها) را محاصره نمایند. [...] به‌محض جدا شدن آن‌ها (ادوئی‌ها)، بیتوریگ‌ها با آرورن‌ها متحد شدند.»— Caesar، de bello Gallico, VII, 4-5

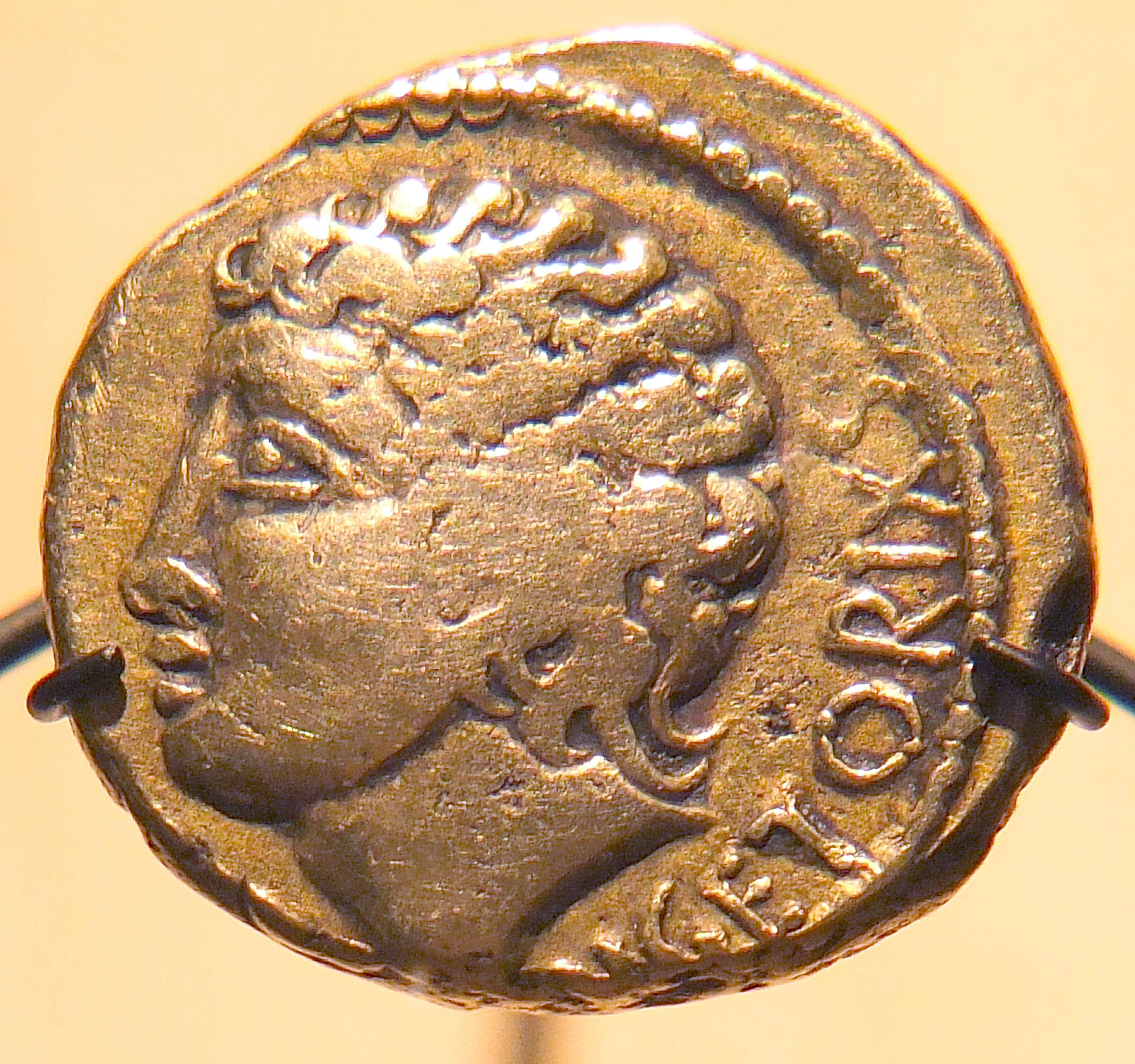
سکه‌ای منقوش به تصویر ورسنژتوریک؛ رهبر بزرگ‌ترین شورش علیه سزار

در این میان لوکتریوسِ کادورکی که به قلمرو روتن‌ها فرستاده‌شده‌بود، آن سامان را به آرورن‌ها ملحق ساخت. او پس از روانه شدن به قلمرو نیتیوبریگ‌ها (در نقشه: NITIOBROGES) و گابال‌ها (در نقشه: GABALI) از هر دوی آنان گروگان‌هایی دریافت می‌کند و با دستِ پُر روانه استان گالیا ناربوننسیس می‌شود تا دست به غارت و یغما بزند. وقتی این خبر به قیصر رسید، با خود پنداشت که باید عزیمت به ناربون را بر تمام برنامه‌های دیگر اولویت دهد. هنگامی‌که بدان‌جا رسید استحکاماتی در حوالی روتن‌ها، وُلکاها (در نقشه: VOLCAE)، آرکومیک‌ها (در نقشه: ARECOMICI)، و تولوزات‌ها (در نقشه: TECTOSAGES) و نیز حوالی ناربون بنا می‌کند؛ یعنی جاهایی که با دشمن همسایه بودند؛ و دستور داد بخشی از ارتش و نیز آذوقه‌ای که خودش از ایتالیا آورده‌بود از این شهر به سرزمین هِلوی‌ها (در نقشه: HELVII) که با آرورن‌ها همسایه هستند بروند.
سزار برای مسئلهٔ تدارکات و سواره‌نظامی که باید جمع‌آوری می‌کرد از ارتش جدا شد؛ بروتوسِ جوان را به فرماندهی نیروهایش گماشت و خود به راه افتاد. او در عین ناباوری نیروهای خودش با حداکثر سرعت ممکن به وینا (در نقشه:Vienna) می‌رسد. در آنجا ضمن گرفتن سواره‌نظامی تازه‌نفس، روز و شب با حرکت بی‌وقفه از طریق مرزهای ادوئی‌ها روانه سرزمین لینگون‌ها (در نقشه: LINGONES) شد؛ جایی که دو لژیون در آنجا اتراق زمستانی کرده‌بودند. وقتی بدان‌جا رسید، پیش از آنکه اخبارِ رسیدن او به اطلاع آروِرن‌ها برسد همگی لژیون‌ها را در یک نقطه جمع می‌کند. هنگامی‌که ورسَنژِتوریک از این اتفاق مطلع شد ارتش خود را به سرزمین بیتوریگ‌ها (در نقشه:BITURIGES) هدایت کرده و سپس از آنجا روانه گورگوبینا (در نقشه: Gorgobina) می‌شود که شهر پادگانی بوئی‌ها بود و آنگاه تصمیم به محاصره آن گرفت. از سوی دیگر قیصر ضمن تشویق ادوئی‌ها برای فرستادن آذوقه به بوئی‌ها، فرستادگانی نیز به‌جانب بوئی‌ها گسیل داشت تا فرارسیدن او را اطلاع داده و آنان را برانگیزند که به روم وفادار بمانند و در برابر حمله دشمن با دلی قوی پایداری کنند. او با جا گذاشتن دو لژیون و آذوقهٔ کل ارتش در آگدیکوم (در نقشه:Agedicum) روانه قلمرو بوئی‌ها می‌شود.
در روز بعد هنگامی‌که سزار به شهر سنون‌ها (در نقشه:SENONES) یعنی ولائونودونوم (در نقشه:Vellaunodunum) رسید، برای آن‌که هیچ‌گونه دشمنی را پشت‌سر خود به‌جا نگذارده‌باشد و از تدارکات و خواربار آماده‌تری استفاده کند، تصمیم به محاصره گرفت و در دو روز دورتادور آن را دیوار کشید؛ در روز سوم نمایندگانی از شهر جهت مذاکره در باب تسلیم فرا رسیدند؛ قیصر نیز فرمان به جمع‌آوری اسلحه، گردآوری احشام و تسلیم ششصد گروگان داد. وی لگاتوس خود به‌نام تربونیوس را برای سازماندهی کارها باقی‌گذاشت و خود روانه شهر کارنوت‌ها (در نقشه:CARNUTES) یعنی کنابوم (در نقشه:Cenabum) می‌شود؛ جایی‌که به‌محض آن‌که اخباری در باب محاصرهٔ ولائونودونوم به گوششان رسیده‌بود از آنرو که ارزیابی می‌کردند این‌کار (محاصره ولائونودونوم) زیاد طول بکشد در حال آماده‌سازی پادگانی برای دفاع از کنابوم بودند. قیصر دو روزه به کنابوم رسید. از آن‌رو که پل رودخانه لوآر به شهر کنابوم اتصال داشت قیصر از ترس آن‌که مبادا در هنگامهٔ شب اهالی آنجا از شهر فرار کنند به دو لژیون مسلح امر می‌کند نگهبانی شبانه بدهند. اهالی کنابوم اندکی قبل از نیمه‌شب در خفا از شهر خارج شده و شروع به گذر کردن از رودخانه کردند. وقتی این واقعه توسط جاسوسان برملا شد، قیصر ضمن سوزاندن دروازه‌ها آن دو لژیون را به داخل شهر فرستاده و شهر را متصرف می‌شود؛ تعداد کمی از فراریان از دستگیری گریختند چراکه باریکیِ پُل و راه‌ها، فرارِ توده‌ها را سد می‌کرد. قیصر شهر را مورد غارت قرار داده و آنرا می‌سوزانَد، غنایم را به سربازانش پیشکش می‌کند و ارتش را به‌سوی رود لوآر هدایت کرده و روانه مرزهای بیتوریگ‌ها می‌شود.
ورسنژتوریک هنگامی‌که از فرارسیدن سزار مطلع شد، محاصرهٔ گورگوبینا را رها کرده و به‌سوی قیصر به‌راه می‌افتد. قیصر تصمیم گرفته‌بود شهر بیتوریگ‌ها یعنی نوویودونوم (در نقشه:Noviodunum) که بر سر راهش بود را تحت محاصره بگیرد. سپس فرستادگانی از شهر مزبور به‌جانب او آمدند تا درخواست کنند که آنان را ببخشاید و مراعات جانشان را بکند، قیصر دستور می‌دهد سلاح‌ها جمع‌آوری، سواره‌نظام گردآوری، و گروگان‌هایی به او تحویل داده‌شوند. سپس سنتوریون‌ها و قلیلی از سربازان را به داخل فرستاد تا سلاح‌ها و احشام را گردآوری کنند؛ در این حال سواره‌نظام ورسنژتوریک از مسافت دور دیده‌شد. اهالی شهر که به خیال دریافت کمک از جانب سواره‌نظام ورسنژتوریک افتاده‌بودند، فرصت را غنیمت شمرده و با کشیدن نعره‌ای شروع به در دست‌گرفتن اسلحه‌ها، بستن دروازه‌ها، و پُر نمودن دیوارها کردند. اما سنتوریون‌هایی که در شهر گیر افتاده‌بودند پی‌بردند که اینان نقشه تازه‌ای در سر دارند، پس شمشیرها را از نیام کشیده، دروازه‌ها را اشغال نموده و تمامی افراد تحت امر خود را صحیح و سالم از شهر نوویودونوم بیرون کشیدند. سزار با سواره‌نظامی مشتمل‌بر حدود ۴۰۰ نفر جنگ را آغازید. گالیایی‌ها نتوانستند در برابر حمله آنان ایستادگی کنند و با تلفات سنگین پا به فرار گذاشتند. با عقب‌نشینی آن مغلوبان، اهالی شهر ــ که حالا ترسیده‌بودند ــ آنانی که می‌پنداشتند بر اثر کارهای آنان بوده که توده‌ها تهییج و جوگیر شده‌اند را دستگیر نموده و به سراغ قیصر برده و خودشان را هم تسلیم او کردند. پس از انجام این کارها، قیصر به شهر آواریکوم (در نقشه:Avaricum) یعنی بزرگ‌ترین و مستحکم‌ترین شهر در قلمرو بیتوریگ‌ها و دارای زمینی در ناحیه‌ای بس بارور، عازم شد؛ چه اطمینان داشت در صورت تملک شهر مزبور، ملت بیتوریگ‌ها را تحت اقتدار خود درآورده‌است.

#### محاصره آواریکوم
ورسنژتوریک با همه این شکست‌های مداومی که در ولائونودونوم، کنابوم، و نوویودونوم متحمل شد افرادش را به شورای فرماندهی فرا می‌خواند. او می‌گوید که ضروری است با طرح و نقشه‌ای بس متفاوت‌تر از آنچه در گذشته اتخاذ نموده‌بودند جنگ کنند. به‌علاوه به‌خاطر مسائل امنیتی باید بحث دارایی‌های خانوادگی نادیده‌گرفته‌می‌شد: لازم می‌نمود قصبات و نیز منازل موجود در این محدوده را از هر سو بسوزانند؛ جاهایی که ظاهراً رومیان می‌توانستند برای تحصیل علوفه به آنان نزدیک شوند چراکه با از دست‌دادن آذوقه نمی‌توان جنگ را مدیریت کرد. بعلاوه لازم می‌نمود شهرها را هم بسوزانند تا برای آن دسته از سربازانِ ورسنژتوریک که از خدمت سربازی روی برمی‌تابند همچون پناهگاه و مأمن و برای رومیان هم محملی برای دزدیدن آذوقه و غنیمت نباشند. اگر این کار سوزاندن شهرها را امری سنگین و تلخ می‌دیدند این را بسیار تلخ‌تر می‌دانستند که فرزندان و همسرانشان به بند اسارت رومیان کشیده‌شوند و خود هم کشته شوند؛ سرنوشتی که در هر جنگی بر سر مغلوبان می‌آید.
با رضایت همگان، ضمن تأیید این نقشه، در یک روز بیست شهرِ بیتوریگ‌ها به‌آتش کشانده‌شد. اما در مجمع عمومی این بحث در مورد آواریکوم (شهر اصلی بیتوریگ‌ها) جریان دارد که آیا باید این شهر را هم بسوزانند یا از آن دفاع کنند. بیتوریگ‌ها خود را به پای تمامی گالیایی‌ها می‌اندازند که این زیباترین شهر در میان تمامی شهرهای گالیا را به‌آتش نکشانند. بیتوریگ‌ها می‌گفتند که خود بواسطهٔ عوارض جغرافیایی از آواریکوم حفاظت خواهند کرد چراکه تقریباً از هر سوی توسط رود و مرداب فراگرفته‌شده و دارای تنها یک گذرگاه باریک است و لازم نیست آنرا بسوزانند. ورسنژتوریک با اکراه پذیرفت که آواریکوم سالم بماند. او مکانی که توسط مرداب‌ها و جنگل‌ها حفاظت می‌شد و شانزده مایل از آواریکوم فاصله داشت را برای استحکاماتش برگزید. او تمامی علوفه‌چینی رومیان را تحت‌نظر داشت و آنانی که برای تحصیل علوفه اردوگاه‌های خود را موقتاً ترک می‌کردند را مورد یورش قرار می‌داد و صدمه می‌زد.
سزار اردوگاه‌هایش را در آن قسمت از شهر که از سوی رودخانه و مرداب‌ها دفاع نشده‌بود و ــ چنان‌که در بالا گفتیم ــ دارای یک معبر خیلی کوچک بود موضع داده و شروع به آماده‌کردن پُشته‌ها (خاکریزها)، حرکت‌دادن وینئاها، و ساختن دو برج نمود، قیصر همچنان به تشویق بوئی‌ها و ادوئی‌ها برای ارائه تدارکات و آذوقه به رومیان ادامه می‌داد؛ با این‌حال ادوئی‌ها که هیچ شور و شوقی از خود نشان نمی‌دادند، تلاش چندانی ننمودند، و دیگری یعنی بوئی‌ها که چون دولت‌شهری کوچک و شکننده بودند ظرفیت چندانی نداشته و به‌سرعت هرچه که داشتند را به مصرف خود رساندند و دیگر آذوقه‌ای برای تحویل به رومیان نماند. کمبود غذا چنان بود که برای چندین روز سربازان از گندم محروم بوده و با احشامی که از قصبات دورتر جمع‌آوری می‌شدند گرسنگی مفرط را تحمل می‌کردند. قیصر که ظاهراً نومید شده‌بود تک‌تک لژیون‌ها را فراخواند و به‌آنان گفت که اگر این فقر و نداری را به‌سختی تحمل می‌کنند محاصره را رها خواهد کرد؛ اما آنان یک‌صدا خواستند که چنین نکند و گفتند که آنان سالیان متمادی به او (سزار) همچون فرمانده خدمت کرده‌اند و در هیچ موردی از کارِ آغاز شده‌ای دست‌نکشیده‌اند؛ اگر محاصره را ناتمام رها کنند احساس خفت خواهند کرد.
هنگامی‌که برج‌های رومیان به دیوارهای شهر آواریکوم نزدیک شدند، قیصر بواسطه اُسرا پی‌برد که وِرسَنژتوریک اردوگاه‌هایش را به آواریکوم نزدیک‌تر کرده و با سواره‌نظام و پیاده‌نظامی سبک‌اسلحه با هدف شبیخون زدن روانه محل آذوقه‌گیری رومیان شده‌است. او با دانستن این وقایع، مخفیانه در نیمه‌شب به اردوگاه‌های دشمنان روانه شد و در صبحگاه بدان‌جا رسید. آنان (گالیایی‌ها) که بواسطه جاسوسان از رسیدن سزار به‌سرعت مطلع شده‌بودند تمامی نیروهایشان را در نقطه‌ای مرتفع و باز (تپه) موضع دادند. این تپه را تقریباً از تمامی جهات مردابی سخت و غیرقابل‌دسترسی محصور کرده‌بود. گالیایی‌ها خود را بر روی این تپه مستقر ساختند و تمامی گدارها و معابر آن مرداب را متصرف شدند و با روحیه‌ای آماده منتظر ماندند تا اگر رومیان درصدد برآمدند به آن مرداب رخنه نمایند خود از بالای تپه به آنان یورش ببرند. اما سزار که موضع برتر گالیایی‌ها را درک کرده‌بود سربازانش را به اردوگاه بازگرداند.
«ورسنژتوریک هنگامی‌که به نزد افراد خود رجعت کرد، به‌سبب خیانت مورد انتقاد واقع شد زیرا که اردوگاه‌ها را به رومیان نزدیک‌تر کرده‌بود، زیرا با تمامی سواره‌نظام عزیمت کرده‌بود، زیرا چنین نیروهایی را بدون [برجای گذاشتن] حُکم و فرمانی رها کرده‌بود، زیرا با عزیمت او رومیان چنین به‌موقع و با سرعت فرا رسیدند؛ [و باز در انتقاد از ورسنژتوریک می‌گفتند که] تمامی این [اتفاقات] نمی‌توانسته‌اند برحسب تصادف یا بدون طرح و نقشه‌ای قبلی رخ دهند؛ [و می‌گفتند که] او ترجیح می‌داده حکومت بر گالیا را با [جلب] یاری سزار بدست‌آوَرَد تا با [جلب] مرحمت آنان. ورسنژتوریک در برابر [تک‌تک] این انتقادات چنین پاسخ می‌دهد: [در پاسخ به انتقاد نخست گفت که] اردوگاه‌ها را بر اثر فقر آذوقه و نیز اصرار و فشار خودِ آنان (منتقدانش) جابجا کرده‌است، [و] بر اثر مزایای جغرافیایی‌ایی که از او با استحکامات طبیعی‌اش دفاع می‌کرد وسوسه شده‌بود به رومیان نزدیکتر شود، [در پاسخ به انتقاد دوم گفت که] سودمندی سواره‌نظام را نباید در مکانی مردابی جُست بلکه در آنجایی که عزیمت کردند سودمند است، [در پاسخ به انتقاد سوم گفت که] اقتدار عالیه را نیز هنگام عزیمت خود عمداً به‌هیچ‌کس واگذار نکرده زیرا بیم آنرا داشت که او بر اثر شور و حرارت توده‌ها به جنگ وادار شود، به جنگی که همگان را به‌سبب ضعف قوای ذهنی مشتاق به آن می‌دید زیرا نمی‌توانستند بیش از این رنج و مشقت را تحمل کنند. [در پاسخ به انتقاد چهارم گفت که] اگر رومیان برحسب اتفاق فرا رسیدند، جای شکر می‌داشت، و اگر هم با اطلاعات محرمانهٔ کسی [به مواضع گالیایی‌ها] راه‌می‌یافتند، می‌بایستی از آن شخص ممنون باشند چراکه در اینصورت هم از مکانی مرتفع‌تر (همان تپه) به قلت عددی آنان (رومیان) پی می‌بردند و هم می‌توانستند دل و جرئت آن‌ها (رومیان) که شهامت جنگیدن را نداشته و به‌شکلی لجام گسیخته به اردوگاه‌ها عقب‌نشینی می‌کردند، را به سُخره بگیرند. [در پاسخ به انتقاد پنجم گفت که] نمی‌خواهد حاکمیت [بر گالیا] را با خیانت و بی‌وفایی از قیصر کسب کند، [بلکه] آنرا می‌تواند از طریق پیروزی به‌دست آورد، [پیروزی‌ایی] که هم‌اکنون بر او و تمامی گالیایی‌ها مسلم است: حتّی [حاضر است اقتدار و سلطه خود را] به آنان واگذار کند اگر که به‌نظرشان می‌رسد منصب و اقتداری که به او تفویض کرده‌اند بیش از امنیتی باشد که از او دریافت کرده‌اند. وی گفت «برای آنکه پی ببرید که من این‌ها را با صداقت بیان می‌کنم، به [اعترافات این] سربازان رومی گوش فرا دهید.» [آنگاه] آن اسرایی که در چند روز گذشته در هنگام تحصیل آذوقه دستگیرشان کرده‌بود و با گرسنگی و حبس شکنجه‌شان داده‌بود را جلو می‌آورَد. اینان (رومیانِ اسیر شده) که از قبل آموزش دیده‌بودند که در برابر سوالات چگونه پاسخ دهند، اعلام کردند که خود سربازان لژیونی بوده‌اند که بر اثر گرسنگی و فقر مخفیانه از اردوگاه‌ها خارج شدند تا شاید بتوانند گندمی یا احشامی در زمین‌ها بیابند [و با آن گرسنگی خود را برطرف کنند]: [و در ادامه گفتند که] قحطی مشابهی کل ارتش [ــِـ روم] را تحت‌فشار گذاشته، [به‌طوری‌که] اکنون نه نیروی کسی مکفی است و نه می‌توان مشقت‌های کار را تحمل کرد: همچنین فرمانده (سزار) بر این تصمیم است که اگر در امر محاصره هیچ پیشرفتی حاصل نشد ظرف سه روز ارتش را عقب‌بکشد. ورسنژتوریک [به منتقدانش] گفت «[بفرمائید!] این‌ها را از برکت من ورسنژتوریک دارید، به لطف زحمات کسی‌که او را به‌سبب خیانت محکومش می‌کنید [یعنی من] بوده که بدون [ریخته‌شدن] خونمان می‌بینید که چنین ارتش پیروزمندی (ارتش روم) بر اثر گرسنگی تلف شده؛ [ارتشی] که در هنگام فرار با خفت مشغول عقب‌نشینی بود [اما] من اقدامات احتیاطی را بکار بستم تا هیچ دولت‌شهری او را در قلمرو خود پناه ندهد.»— Caesar، de Bello Gallico, VII, 20
تمامی جمعیت هورایی کشیده و برحسب رسم‌شان سخنرانی او را با کوبیدن اسلحه‌هایشان به‌هم تأیید کردند و گفتند که ورسنژتوریک فرمانده کل قوا هست، و نه در باب وفاداری او شک و تردیدی به خود راه می‌دهند و نه جنگ را با راهبردی بهتر از این می‌توان هدایت کرد. تصمیم می‌گیرند ده هزار مرد را از هر نیرو انتخاب کرده و به شهر آواریکوم بفرستند، زیرا در این فکر بودند که مسئلهٔ خطیر امنیت جمعی نباید تنها به بیتوریگ‌ها محول شود چون پی‌برده‌بودند اگر این شهر را نگه دارند برآیند پیروزی را تضمین کرده‌اند.
اکنون گالیایی‌ها تمامی دیوارهای آواریکوم را از هر جهت به برج‌هایی مجهز نموده و بدنه این برج‌ها را با چرم پوشاندند. سپس با شبیخون‌های روزانه و شبانه به خاکریزهای رومیان آتش می‌افروختند یا به سربازان رومی که مشغول کار بودند یورش می‌بردند؛ نیز با افزودن تیرهای ساختمانی ارتفاع برج‌های خودشان را با ارتفاع برج‌های رومیان برابر می‌کردند، و تونل‌های روباز را با چوبِ سوزانده و نوک تیز، با قیر گداخته و با سنگ‌هایی با وزن بسیار مسدود می‌کردند و از نزدیک شدن به دیوارهای شهر ممانعت می‌کردند.
سربازان رومی ــ که کل زمان را به‌خاطر سرما و بارندگی‌های بی‌وقفه معطل شده‌بودند ــ با کار مداوم ظرف بیست و پنج روز خاکریزی به‌طول سیصد و سی پا و ارتفاع هشتاد پا ساختند. هنگامی‌که این خاکریز تقریباً با دیوارهای دشمن تماس حاصل کرد و قیصر طبق معمول بر عملیات نظارت و سربازانش را تشویق می‌کرد که مطلقاً هیچ لحظه‌ای از کار غفلت نکنند، کمی قبل از نیمه‌شب از جانب خاکریزها دود دیده‌شد چراکه دشمنان آن خاکریز را بواسطه تونلی‌زیرزمینی سوزانده‌بودند؛ در همان لحظه درحالی که از کل دیوارهای آواریکوم فریادی برخواسته‌بود از دو دروازهٔ دو سوی برج‌ها شبیخونی توسط مدافعان آواریکوم زده‌شد؛ بقیه که در بالای دیوارهای آواریکوم مانده‌بودند از بالا آتش‌پاره‌ها و چوب خشک به خاکریز رومیان پرتاب می‌کردند، و قیر و دیگر موادی که با آن‌ها می‌توان آتش را برافروخت را هم می‌افشاندند. با این‌حال در حالی‌که برطبق عادت قیصر همواره دو لژیون برای اردوگاه‌ها نگهبانی شبانه می‌دادند و اکثر سربازان برحسب زمان‌بندی در حال کار بودند، به‌سرعت ترتیبی اتخاذ شد که برخی سربازان در برابر شبیخون‌ها ایستادگی کنند، بقیه برج‌ها را عقب‌بکشند و خاکریزها را امحا کنند، و بقیه در معیت یکدیگر از اردوگاه‌ها عازم خاموش کردن آتشِ خاکریزها شوند. در این حال یک سربازِ گالیاییِ معینی روبروی دروازهٔ شهر کلوخ‌های پیه و قیر را به داخل آتش می‌انداخت تا آتش‌سوزی خاکریزِ رومیان را تشدید کند؛ او از جناح راست بواسطه تیرِ یک زوبین‌انداز سقوط کرده و مُرد. یکی از نزدیکان ــ که در حوالی او بود ــ از جنازه‌اش رد شده و همان وظیفهٔ سرباز مقتول را انجام می‌داد؛ اما او هم به همان شیوه بر اثر ضربت زوبین‌انداز کشته شده و سومی جای او را گرفت و چهارمی هم جای سومی را؛ و این جایگاه توسط جنگجویان گالیایی خالی نماند تا این‌که بالاخره آتش‌سوزیِ خاکریز رومیان امحاء شد و دشمن از هر سو عقب‌رانده و به درگیری پایان داده‌شد.
گالیایی‌ها که تمامی شگردها را به‌کار بسته‌بودند، از آن‌رو که امر جنگ هیچ پیشرفتی نکرده‌بود در روز بعد با تشویق و فرمان ورسنژتوریک تصمیم گرفتند از شهر بگریزند. تلاش می‌کردند این کار را در سکوت شب انجام دهند زیرا امید داشتند تلفات زیادی از خودشان ندهند، چراکه اردوگاه‌های ورسنژتوریک از شهر آواریکوم دور نبوده و یک باتلاق ممتد که در آن وسط بود رومیان را از تعقیب بازمی‌داشت. درحالی‌که شب هنگام خود را مهیای این کار (فرار از شهر) می‌کردند، زنان ناگهان به وسط انظار عمومی آمده و گریان خود را به پاهای شوهران‌شان انداختند و با هر نوع التماسی خواهش کردند که آنان و کودکان عامه را همچون قربانی تحویل دشمنان ندهند، یعنی کسانی که ضعف ذاتی قوای بدنی‌شان، آنان را از فرار معهود بازمی‌داشت. زنان هنگامی‌که مردان را در عقیده‌شان (فرار از شهر) محکم و خلل‌ناپذیر دیدند ــ چون‌که غالباً در مواقع خطر شدید، ترس دیگر پذیرای ترحم نیست ــ شروع به جیغ کشیدن و دادنِ علامتِ فرار به رومیان کردند. مردان گالیایی که مرعوب شده‌بودند از خوف اینکه مبادا جاده‌ها توسط سواره‌نظام رومیان زودتر اشغال شوند از تصمیم فرار منصرف شدند.
روز بعد بارانی سنگین باریدن گرفت اما سزار آنرا به فال بد نگرفت. او که لژیون‌ها را میان وینئاها مخفیانه مستقر ساخته‌بود، آن‌ها را ترغیب می‌کرد که براثر این‌همه زحمات بالاخره ثمرهٔ پیروزی را درو کنند، و به آنانی که نخست از دیوارهای آواریکوم بالا بروند پیشنهاد غنیمت داد و آنگاه به سربازان علامت حمله داد. سربازان هم بلافاصله از هر طرف یورش آورده و دیوارها را از هر طرف اشغال کردند.
مدافعان شهر که به وحشت افتاده‌بودند از دیوار و برج‌ها رانده شده و در میدان و مکان‌های باز به‌صورتی گَوِه_مانند مستقر شدند، با این هدف که اگر از هر جهت کسی از رومیان نزدیک شود با آرایش جنگی مزبور با او نبرد کنند. اما هنگامی‌که برخلاف انتظارشان مشاهده کردند که از بین رومیان هیچ‌کس وارد مکان دلخواه‌شان نشده بلکه در طول تمامی دیوارها جای گرفته‌اند تا آنان را محاصره کنند، از خوف آنکه مبادا تمامی امید فرار منقطع شود اسلحه‌ها را زمین انداخته و با حرکتی بی‌وقفه به‌سوی قسمت‌های منتهی‌الیه شهر شتافتند تا از شهر خارج شده و قربانی محاصره نشوند. قسمتی از اینان درحالی‌که به‌خاطر خروجیِ تنگِ دروازه‌ها ازدحام می‌کردند توسط پیاده‌نظام روم و قسمتی دیگر از آنان هم که از دروازه‌ها خارج شدند توسط سواره‌نظام روم از دم تیغ گذرانده‌شدند؛ در میان رومیان کسی نبود که به فکر تصاحب غنیمتی باشد چراکه خواه بر اثر قتل‌عام کنابوم خواه بر اثر سختی‌های کار چنان عصبی شده‌بودند که نه به سالخوردگان، نه به زنان، و نه به شیرخوارگان رحم نکردند. سپس از تمامی نفرات که حدوداً چهل‌هزار نفر بودند به‌زحمت هشتصد نفر ــ که به‌محض شنیدن آژیر محاصره خود را از شهر خارج کرده‌بودند ــ صحیح و سالم به حضور ورسنژتوریک رسیدند.

#### پیروزی کمرنگ ورسنژتوریک در جِرگوویا
با پایان یافتن زمستانِ ۵۲ قبل از میلاد، قیصر که از دو دستگی پدید آمده میان قبیله متحدش ادوئی‌ها مطلع شده‌بود بر آن شد جبهه جنگ را پی گیرد تا بالاخره به شکلی قاطع به جنگ پایان دهد. در میان ادوئی‌ها اوضاع بسیار خراب می‌نمود و ضروری بود پروکنسول رومی شخصاً وارد مداخله شده تا از وقوع جنگی داخلی میان ادوئی‌ها جلوگیری شود. سزار نقل می‌کند که در دولت ادوئی‌ها ـ برخلاف سنت پیشین آنان ـ نه یک بلکه دو کلانتر عالیرتبه (به نام‌های کونویکتولیتاویس و کوتوس) با اختیارات متساوی منصوب شده‌بودند. این کلانتری دوگانه بدان معنا بود که کل خلق ادوئی‌ها مسلح شده، مجلس سنا و نیز شهروندانش دو دسته شده، و هر یک از این دو جناح متخاصم طرفداران و حامیان خود را دارند.
با آنکه قیصر شخصاً بر این باور بود که معلق گذاشتن عملیات‌های نظامی و دور شدن از دشمن کاری نادرست است با اینحال نمی‌توانست این حقیقت را نادیده بگیرد که یکی از قبایل متحد او در جنگ گالی (که خواه در رساندن نیروهای نظامی خواه در تأمین آذوقه لشکریان) به او کمک می‌رسانده در لبهٔ یک جنگ خانگی قرار دارد. برای همین بر آن شد شخصاً به میان ادوئی‌ها رفته یک نشست سنا در دسیز (شهری در فرانسه کنونی) ترتیب دهد. در اینجا او به کوتوس حکم کرد از قدرت کناره گرفته آنرا به کونویکتولیتاویس واگذار نماید، نیز ادوئی‌ها را فرمان داد در اسرع وقت کل سواره‌نظام‌شان را و ده‌هزار پیاده برای او بفرستند تا گاردی جهت حفاظت از آذوقه خود تأسیس کند.
بعد ارتش خود را دو قسم نمود: چهار لژیون را به تیتوس لابینوس سپرده مأمورش کرد به مرکز گالیا رفته شورش سنون‌ها و پاریسی‌ها (در نقشه: PARISII و SENONES به رنگ سبز) را ساکت کند، خود با باقی شش لژیون در طول رود الیه به سمت جنوب عازم پایتخت آرورن‌ها یعنی جِرگوویا (در نقشه Gergovia؛ امروزه واقع در کلرمون-فران، فرانسه) شد. ورسنژتوریک با شنیدن خبر پیشروی سزار جملگی پل‌های روی آن رود را منهدم ساخته در طول کرانه مخالف آن راه افتاد. در این میان او ادوئی‌ها را، که از متحدان سنتی روم بودند، نیز با خود همراه و همدم ساخت. ژنرال رومی ناچار گردید موقتاً از جرگوویا عقب کشیده کنترل ادوئی‌ها را به دست گیرد، بعد بازگشته در پای دیوارهای جرگوویا حاضر شد. در اینجا او شکستی جزئی یافته، برای دو روز تلاش نمود نیروهایش را چنان بیاراید که رهبر شورشیان گالی را به دادن مصاف نهایی و سرنوشت‌ساز وادار کند، مصافی که برای همیشه داستان جبهه گالیا را تمام کند. اما ورسنژتوریک با وجود کامیابی کوچکی که تحصیل کرده‌بود از مصاف دادن با سزار امتناع ورزید.
بعد از این دو روز، قیصر بر آن شد محاصره جرگوویا را رها کرده شش لژیون خود را با چهار لژیونی که به لابینوس سپرده بود یکی کند: او لازم می‌دید پیش از آنکه خیانت ادوئی‌ها به سرتاسر قبایل گالیا گسترش یابد نیروهایش را متراکم کرده با ورسنژتوریک مصاف دهد. خودِ ادوئی‌ها هم شوریدند: وقتی رومیان درگیر محاصره جرگوویا بودند دو تن از سرکردگان ادوئی‌ها به نام ویریدوماروس و اِپوردوریکس که به سزار وفادار بودند به او پشت کرده، به شهر نوویودونوم (در نقشه: Noviodunum به رنگ سیاه) رفته پادگان رومی کوچک آنجا را به همراه بازرگانان رومی مقتول ساخته، غنایم آن شهر را میان خود قسمت کرده بعد شهر را طعمه حریق نموده تا اغذیه و خواربار آن به‌دست قیصر نیفتد، آنگاه به ورسنژتوریک پیوسته، از ترس کینه‌جویی سزار شروع به جذب نیرو از میان شهرهای حوالی کردند تا پادگان و گاردی حفاظتی بر روی کرانه رود لوآر مستقر ساخته از سزار جلوگیری کنند. اکنون قیصر می‌دانست که دیگر نمی‌تواند روی وفاداری قبیله خاصی در گالیا حساب کند مگر رِمی‌ها (در نقشه: REMI) و لینگون‌ها (در نقشه: LINGONES)؛ برای همین صلاح دید صبر کند ابتدا لابینوس به او ملحق شود بعد با ورسنژتوریک مصاف نهایی را بدهد. چه می‌دانست در وضعی به سر میبَرَد که از حیث عده نیروها نسبت‌به ورسنژتوریک در مضیقه بوده و ناچار است تنها به نبوغ نظامی خود و دیسیپلین برتر ارتشش متکی باشد.
در این میان لابینوس موفق شد نه تنها ائتلافی از گالیایی‌های شورشی شمال رود لوآر را مغلوب سازد بلکه از دام محاصره‌ای که بِلُواک‌ها و ادوئی‌ها برای او چیده‌بودند گریخته، خود و چهار لژیونش را به سزار ملحق کند. در این حال که دو ارتش رومیان توفیق یافتند به یکدیگر جوش بخورند ورسنژتوریک در نشستی پان‌گالی در شهر بیبراکته (در نقشه: Bibracte پایتخت ادوئی‌ها) رسماً فرماندهی عالی جنگ را به نیابت از تمامی قبایل گالی (به‌استثنای ترورها، لینگون‌ها و رِمی‌ها که در شورش شرکت نداشتند) برعهده گرفت. او به قبایل گالیا امر می‌کند گروگان‌هایی به او تسلیم کرده سریعاً ۱۵۰۰۰ سواره بدو بدهند. به آنان اطلاع داد که نمی‌خواهد در میدان باز با سزار مصاف دهد بلکه استراتژی‌اش اینست که گالی‌ها گندم و غلات خود را امحا و خانه‌های خود را طعمه حریق کنند تا از تأمین غذایی قشون قیصر ممانعت کرده‌باشند و اینچنین سرزمین گالیا را از اسارت رومیان خلاصی دهند.
قیصر که اکنون در آجندیکوم (در نقشه: Agedincum به رنگ سیاه) افراد لابینوس را پیوسته به قشون خود می‌دید بر آن شد در میان لینگون‌های وفادار باقی‌مانده تجدید قوا کند، نیز با استخدام یک اسکادران سواره مزدور ژرمن نیروهایش را تقویت کرد. بعد حرکت خود را به‌سوی جنوب پی گرفت تا اینکه در شمال‌شرقی دیژون لژیون‌هایش (که محتملاً یازده تا بودند) مورد پاتکی از سوی قشون ورسنژتوریک واقع شدند (آخر سپتامبر ۵۲ ق. م). با این حال حملهٔ مزبور را لژیون‌ها و سواره‌نظام ژرمنی دفع کردند. اعتماد بنفس مهاجمان نزول کرده ورسنژتوریک بر آن شد در آلزیا تجدید قوا نماید، درست در همین‌جا بود که پس از رسیدن سزار، رومیان شهر را محاصره نموده تمامی منافذ فرار را بر گالی‌ها بستند و سرنوشت‌سازترین نبرد جبهه گالیا به وقوع پیوست.

#### محاصرهٔ آلزیا و تسلیم ورسنژتوریک

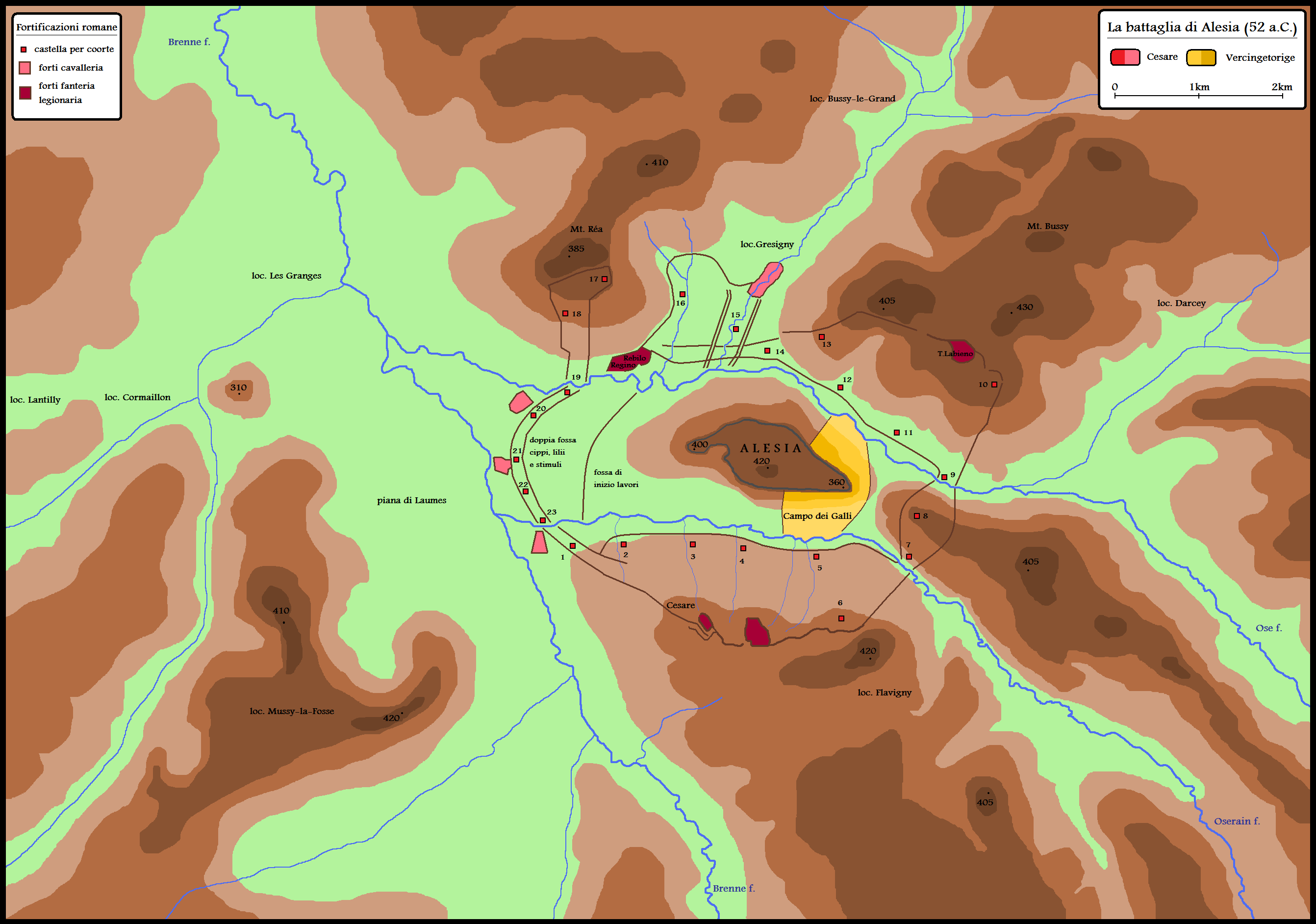
نقشه استحکامات سزار در دورادور آلزیا. در تصویر دیده می‌شود که دو حلقه دفاعی سیاه‌رنگ پیرامون شهر آلزیا (Alesia) کشانده شده که سزار (Cesare) در جنوب و لابینوس (T.Labieno) در شمال واقع‌اند. بیست و سه مربع قرمز رنگ نیز معرف یک سربازخانه برای گردان‌هاست. اَشکال صورتی رنگ (که در راهنمای نقشه با عنوان forti cavalleria تعریف شده) نیز معرف مواضع سواره‌نظام است. دایرهٔ زردرنگ موجود در مرکز نقشه (Campi dei Galli) نیز معرف اردوگاه گالی‌ها یا همان محل استقرار قشون ورسنژتوریک است که محاصره شده‌اند.

ورسنژتوریک در پایان محاصره آلزیا خود را در برابر سزار تسلیم می‌کند و تا ۴۶ ق.م. در رم در اسارت می‌ماند.

قیصر هم در سپتامبر ۵۲ قبل از میلاد خود را به آلزیا رسانده آنرا محاصره می‌کند. او دست بکار احداث یک حلقه استحکامات به درازای ۱۶ کیلومتر دورادور شهر می‌شود، و در قسمت بیرونی این حلقه، حلقهٔ بِرونی دیگر بطول حدود ۲۱ کیلومتر هم ساخت، چه از احتمال سر رسیدن یک قوای امدادی دشمن از عقب سرش اندیشناک بود. این دو حلقه استحکامات مشتمل بودند بر دیوار، خندق‌هایی پرآب، تله‌ها، تیرک‌هایی نوک تیز، حدود هزار برجک دیدبانی سه‌طبقه‌ای، ۲۳ سربازخانه کوچک (که هر کدام با یک کوهورس یا گردان امروزی اشغال شده، به هنگام روز گاردهای نگهبانی مستقر می‌شدند تا دشمن نتواند پاتک‌های غافلگیرانه بزند و در شب‌هنگام نیز گاردهای شبانه نگهبانی می‌دادند)، چهار کمپ بزرگ برای لژیون‌ها (پیاده‌نظام) و چهار کمپ نیز برای سواره‌نظام که در مکان‌های مناسب جایگیر شده‌بودند.

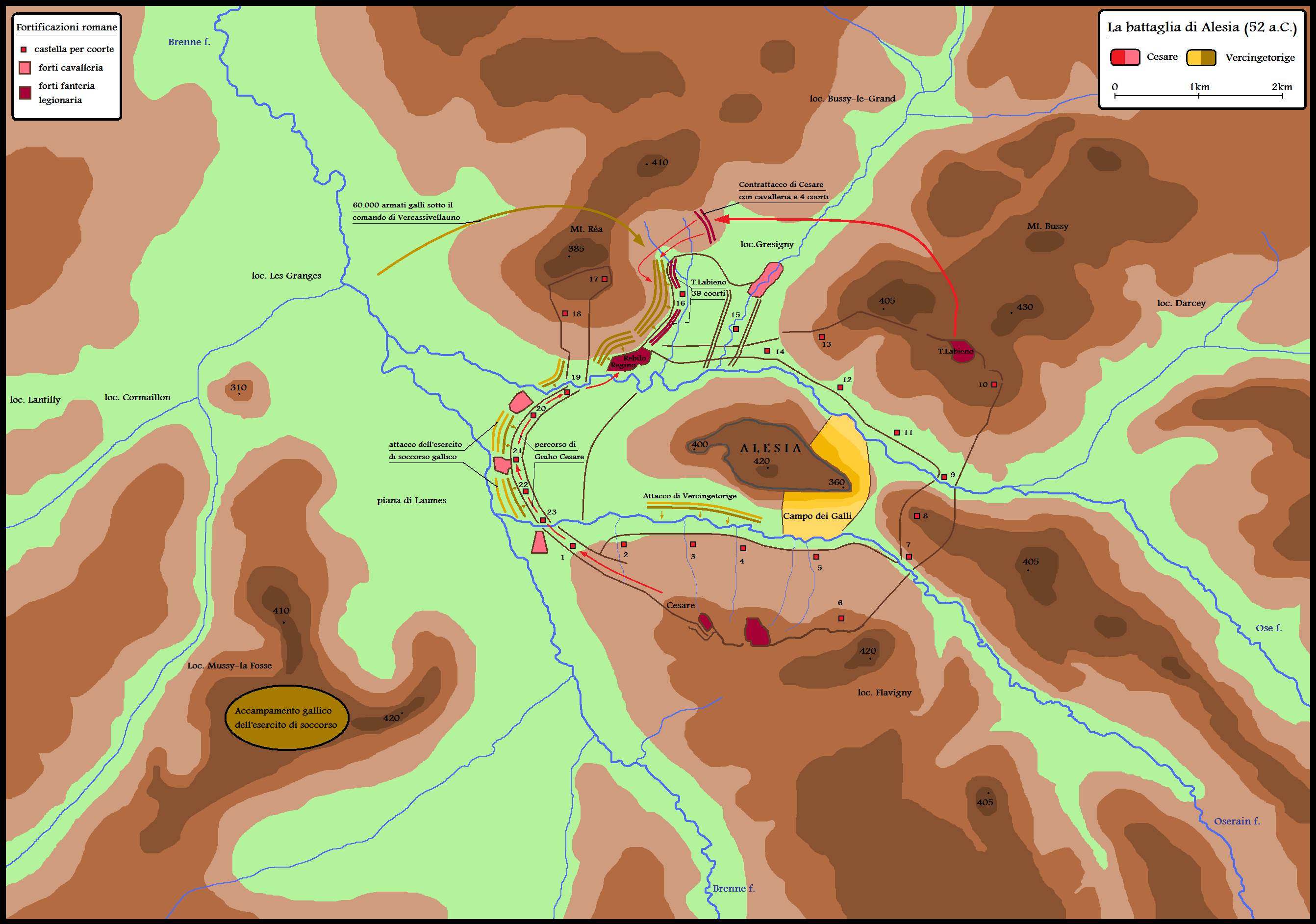
لحظه یورش قوای امدادی گالی به حلقهٔ دفاعی بیرونی رومیان (پیکان‌های با رنگ قهوه‌ای روشن) و سپس ضدحملات سزار (Cesare) از جنوب و لابینوس (T.Labieno) از شمال (پیکان‌های قرمز روشن). در وسط نقشه که نوشته Attaco di Vercingetorige به‌معنای حملهٔ ورسنژتوریک است. در شمال‌غربی نقشه عبارت 60000armati Galli sotto il comando di Vercassivelauno به معنای شصت‌هزار قوای مسلح گالی تحت فرمان ورکاسیولاونوس است و روبروی آن عبارت Contrattacco di Cesare con cavalleria e 4 coorti بمعنای ضد حملهٔ سزار با سواره‌نظام و چهار گردان است؛ در غرب نقشه عبارت Attacco dell’esercito di soccorso Gallico بمعنای حملهٔ قشون امدادی گالی است.

باگذشت بیش از یک ماه از این محاصرهٔ طاقت‌فرسا، ۲۴۰ هزار قوای امدادی نیرومند گالیایی به‌همراه ۸ هزار سواره به حلقهٔ برونی استحکامات رومیان یورش برده کوشش کردند محاصره شدگان آلزیا را آزاد کنند. در رأس این قوای پرشمار امدادی کومیوس (از آتربات‌ها)، ویریدوماروس و اپوردوریکس (از ادوئی‌ها) و ورکاسیولاونوس (از آرورن‌ها که عمه‌زاده یا عموزادهٔ ورسنژتوریک بود) قرار داشتند. در این حال قوایی از خودِ گالی‌های محاصره شده نیز به زعامت ورسنژتوریک جهت شکستن حلقهٔ محاصره به رومیان حمله‌ور شدند.
تا چهار روز لژیون‌های قیصر در برابر حملهٔ دو جانبهٔ قوای امدادی گالی از یکسو و محاصره شدگانِ آلزیا از سوی دیگر مقاومت می‌کردند. در روز چهارم قوای امدادی موفق به ایجاد روزنه‌ای در حلقهٔ برونی استحکامات رومیان شدند امّا از جهت ضدحملهٔ لابینوس و سپس قیصر عقب‌رانده شده، با مانور ماهرانه‌ای از جانب رومیان محاصره شدند. این شکست برای گالی‌ها بمنزلهٔ پایان رؤیای آزادسازی گالیا بود؛ چنان‌که ورسنژتوریک خود را به سزار تسلیم کرد.
بدین قرار شورش گالیا پایان یافته دولت روم می‌توانست به خویش ببالد که مالک قلمرو پهناور جدیدی شده‌است. در واقع میان سال‌های ۵۱ و ۵۰ قبل از میلاد قیصر کار چندانی برای انجام دادن نداشت مگر اسکات شورش‌های محلی، و قبایل گالیا را هم با خود آشتی داد. آخرالامر در ۵۰ قبل از میلاد گالیا را ـ که اکنون تمام و کمال در تملک او بود ـ یک استان رومی اعلام کرد و در ۴۹ ق. م لژیون‌های او بالاخره پس از نُه سال اشتغال به جنگ در این خطه توانستند به ایتالیا مراجعت نمایند.
پایان نبرد آلزیا در واقع پایان مقاومت قبایل گالی بود. سربازان آلزیا و همین‌طور بازماندگان ارتش امدادی گالی به اسارت رومیان درآمدند. بخشی به‌عنوان بَرده فروخته‌شده و بخشی نیز به‌عنوان غنیمت جنگی به سربازان لژیون‌های قیصر تحویل شدند، به‌استثنای اعضای قبایل ادوئی‌ها و آرورن‌ها که آزاد و بخشوده شدندن تا اتحاد و اتفاق این قبایل نیرومند با دولت جمهوری تضمین گردد.
پس از این ظفر، سنای روم بیست روز جشن به افتخار قیصر اعلام کرد. ورسنژتوریک را تا شش سال بعد همچنان در قید حیات نگه‌داشتند، چه می‌خواستند او را ضمن رژه پیروزی در مراسم تریومفوسِ سزار در معرض انظار بگذارند. بعد (چنان‌که برای فرماندهان قوای خصم روم مرسوم بود) در پایان مراسم تریومفوس در زندان تولیانوم خفه‌اش کردند.